# Союз Советских Социалистических Республик
Сою́з Сове́тских Социалисти́ческих Респу́блик (Сове́тский Сою́з, Сою́з ССР, аббрев. СССР) — государство в Евразии, существовавшее с 30 декабря 1922 года по 26 декабря 1991 года.
СССР на момент распада занимал почти 1⁄6 часть обитаемой суши Земли с населением 293 млн человек, а также 2-е место в мире по уровню промышленного производства — 16,5 % мирового объёма и 7-е место в мире по уровню национального дохода (3,4 %). Крупнейшая континентальная держава XX века, крупнейшее государство второй половины XX века.
СССР был образован на территории, которую к 1917 году занимала Российская империя без Финляндии, части Польского царства, стран Балтии и некоторых других территорий. Советская власть на этой территории установилась в результате Октябрьской революции 1917 года и последовавшей за ней Гражданской войны. 30 декабря 1922 года РСФСР, Украинская ССР, Белорусская ССР и Закавказская СФСР объединились в одно государство — Союз ССР с едиными федеральными органами политической власти со столицей в Москве, с сохранением де-юре за каждой союзной республикой государственного суверенитета и права свободного выхода из Союза.
22 июня 1941 года Германия при поддержке союзников напала на СССР. Началась Великая Отечественная война, после победы в ней СССР стал, наряду с США, сверхдержавой. Советский Союз доминировал в мировой системе социализма, а также был соучредителем ООН, постоянным членом Совета Безопасности ООН с правом вето.
Согласно положениям Конституции 1977 года СССР провозглашался единым союзным многонациональным социалистическим государством. Союзные республики считались суверенными государствами. Порядок выхода республик из Союза с 1990 года регулировал специальный закон. Союзная республика имела право вступать в отношения с иностранными государствами, заключать с ними договоры и обмениваться дипломатическими и консульскими представителями, участвовать в деятельности международных организаций. Среди 50 стран-основателей ООН, наряду с СССР, были и 2 его союзные республики: БССР и УССР.
Из-за низкой эффективности экономической системы, сильной зависимости от цен на энергоресурсы, существенных расходов на гонку вооружений, массового дефицита товаров, межнациональных противоречий и других проблем во второй половине 1980-х годов в СССР произошёл экономический и политический кризис. Обострилось внутреннее политическое противостояние. Попытки реформирования советской системы (демократизация, переход к рыночной экономике и многопартийности) не помогли решить накопившиеся противоречия. В 1988—1991 годах произошёл ряд законодательных конфликтов между союзным центром и союзными республиками. Последствия всех этих событий привели к распаду СССР (см. Причины распада).
17 марта 1991 года состоялся Всесоюзный референдум о сохранении СССР, на котором 77,85 % граждан советских республик, принявших участие в референдуме, высказались за сохранение Союза как обновлённой федерации равноправных социалистических суверенных республик. Попытка государственного переворота ГКЧП в августе 1991 года вызвала массовые народные демонстрации по всему СССР в защиту демократического курса Перестройки и законно избранной в 1989 году государственной власти — Съезда народных депутатов СССР. Апогеем противостояния путчистам считаются события у Белого дома в Москве. В результате попытка захвата власти ГКЧП провалилась. 8 декабря 1991 года тремя государствами — учредителями Союза были подписаны Соглашения о прекращении существования СССР и создании СНГ. 26 декабря 1991 года Совет Республик Верховного Совета СССР принял декларацию о прекращении существования СССР.
Российская Федерация была признана де-факто государством-продолжателем СССР в международно-правовых отношениях и заняла его место в Совете Безопасности ООН. В то же время, согласно действующему законодательству Украины, последняя является преемницей прав и обязательств УССР и международных договоров СССР. Между государствами существует незакрытый вопрос о государственном долге СССР. Территория, которую ранее занимал СССР, именуется «постсоветским пространством».

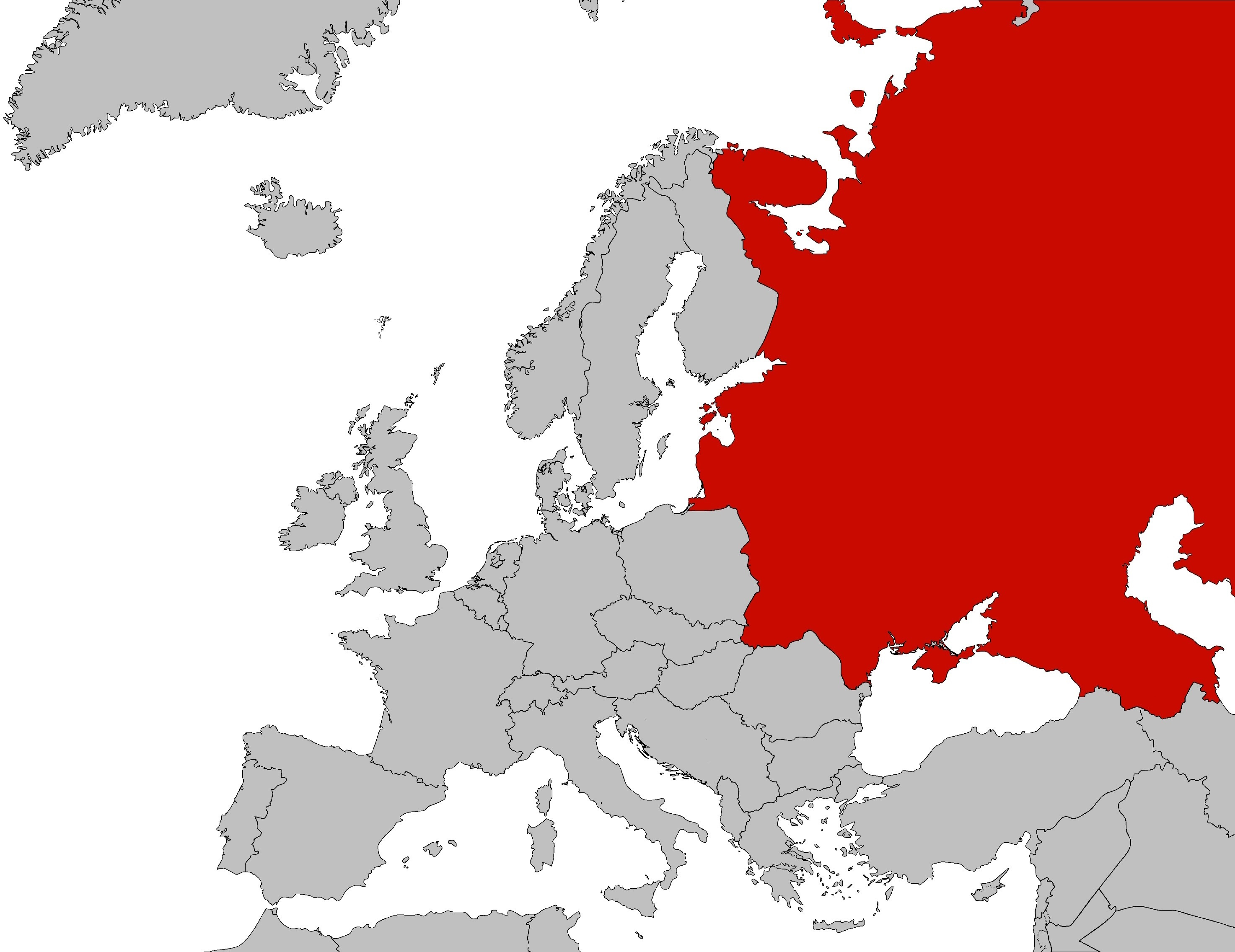
Карта СССР в Европе до 1990 года

## География СССР

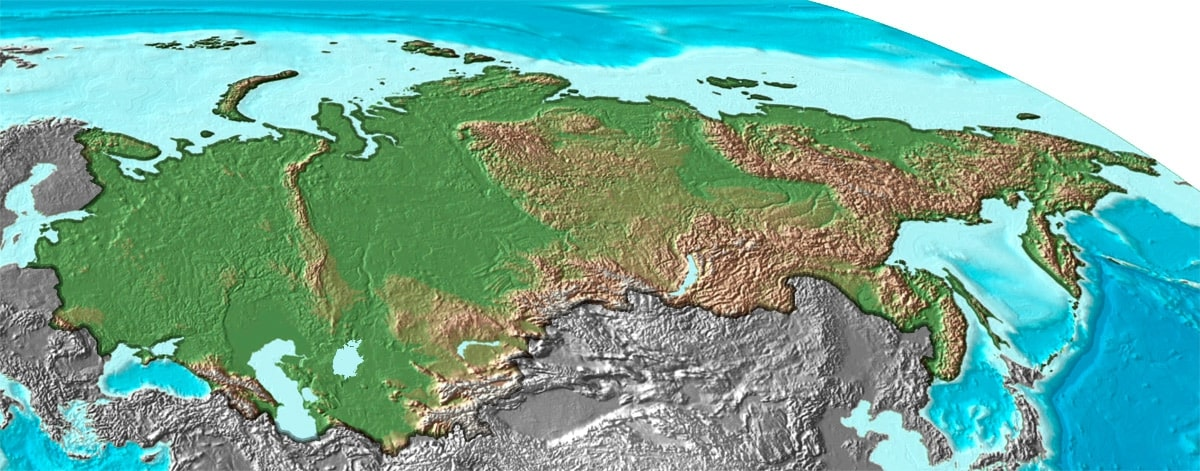
Физическая карта СССР

Располагаясь на территории площадью 22,4 миллиона квадратных километров, Советский Союз был крупнейшим государством мира. Он занимал почти шестую часть суши, а его размеры были сопоставимы с размерами Северной Америки. Европейская часть составляла четверть территории страны и являлась её культурным и экономическим центром. Азиатская часть (до Тихого океана на востоке и до границы с Афганистаном на юге) была гораздо менее населённой. Протяжённость Советского Союза составляла более 10 тыс. км с востока на запад (через 11 часовых поясов) и почти 7,2 тыс. км с севера на юг. На территории страны располагалось пять климатических зон.
Советский Союз имел самую протяжённую границу в мире (более 60 000 км) и граничил с Норвегией, Финляндией, Польшей, Чехословакией, Венгрией, Румынией, Турцией, Ираном, Афганистаном, Китаем, Монголией, Северной Кореей, Японией и США (с 1945 по 1991 год).
Самой длинной рекой Советского Союза была Обь с Иртышом (5410 км). Самая высокая гора — пик Коммунизма (7495 м) в Таджикской ССР. СССР имел выход к крупнейшему в мире озеру — Каспийскому морю (совместно с Ираном), а на его территории располагалось самое глубокое и самое большое в мире по объёму пресноводное озеро — Байкал.

## История СССР

### Образование СССР (1922—1923)

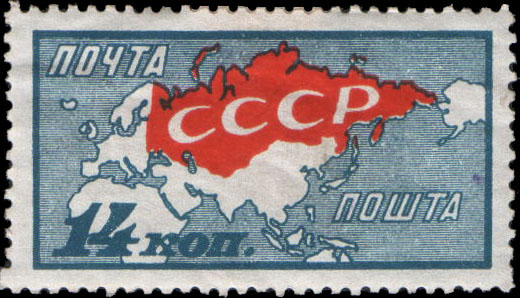
Карта СССР на советской почтовой марке 1927 года

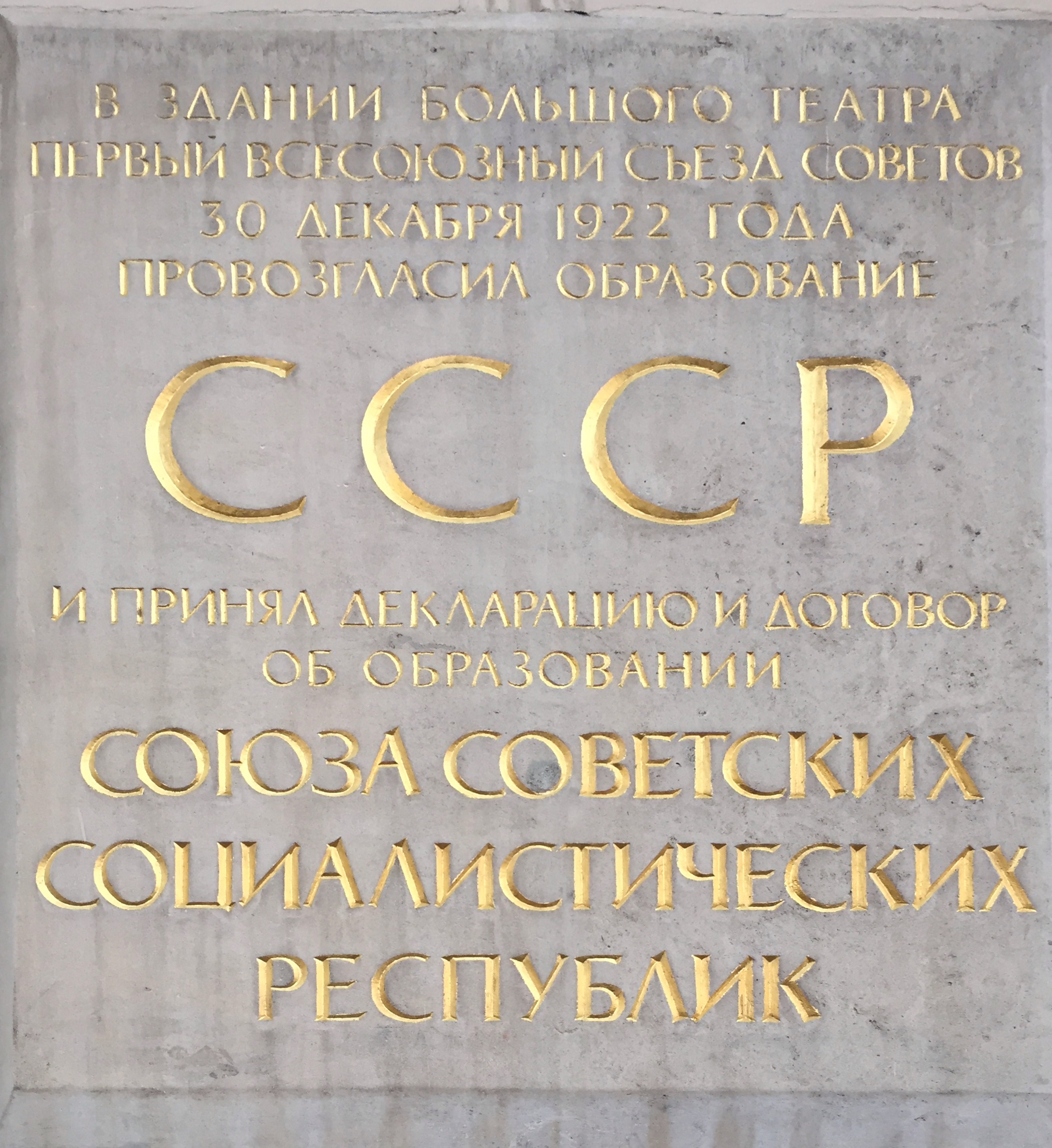
Памятная табличка на здании Большого театра в память о провозглашении в его стенах государства СССР

29 декабря 1922 года в Москве на конференции делегаций от съездов Советов РСФСР, УССР, БССР и ЗСФСР был подписан Договор об образовании СССР. Этот документ был утверждён 30 декабря 1922 года I-м Всесоюзным съездом Советов и подписан главами делегаций. Эта дата и считается датой образования СССР, хотя Совет Народных Комиссаров СССР (Правительство) и наркоматы (министерства) были созданы только 6 июля 1923 года. Возникновение СССР явилось следствием действий определённых исторических факторов, главным из которых была Октябрьская социалистическая революция 7 ноября 1917 года. Среди причин образования СССР имели место внешние факторы: угроза новой военной интервенции, экономическая изоляция Советской страны, попытки нажима Запада. К 1922 г. централизация руководства обороной страны была достигнута на всём пространстве. Преобразования федеративных отношений между советскими республиками начались весной 1922 г.
Формально в состав СССР первоначально входили только 4 союзные республики, однако некоторые другие республики уже имели договорные отношения между собой, поэтому реальная картина межгосударственных отношений на момент образования СССР выглядела следующим образом:
- Российская СФСР
  - Башкирская СР
  - Горская АССР
  - Автономная Дагестанская ССР
  - Автономная Киргизская ССР
  - Автономная Крымская ССР
  - Автономная Татарская ССР
  - Туркестанская ССР
  - Якутская АССР
- Закавказская СФСР
  - Армянская ССР
  - Азербайджанская ССР
    - Нахичеванская СР

  - Грузинская ССР
    - ССР Абхазия
- Украинская ССР
- Белорусская ССР

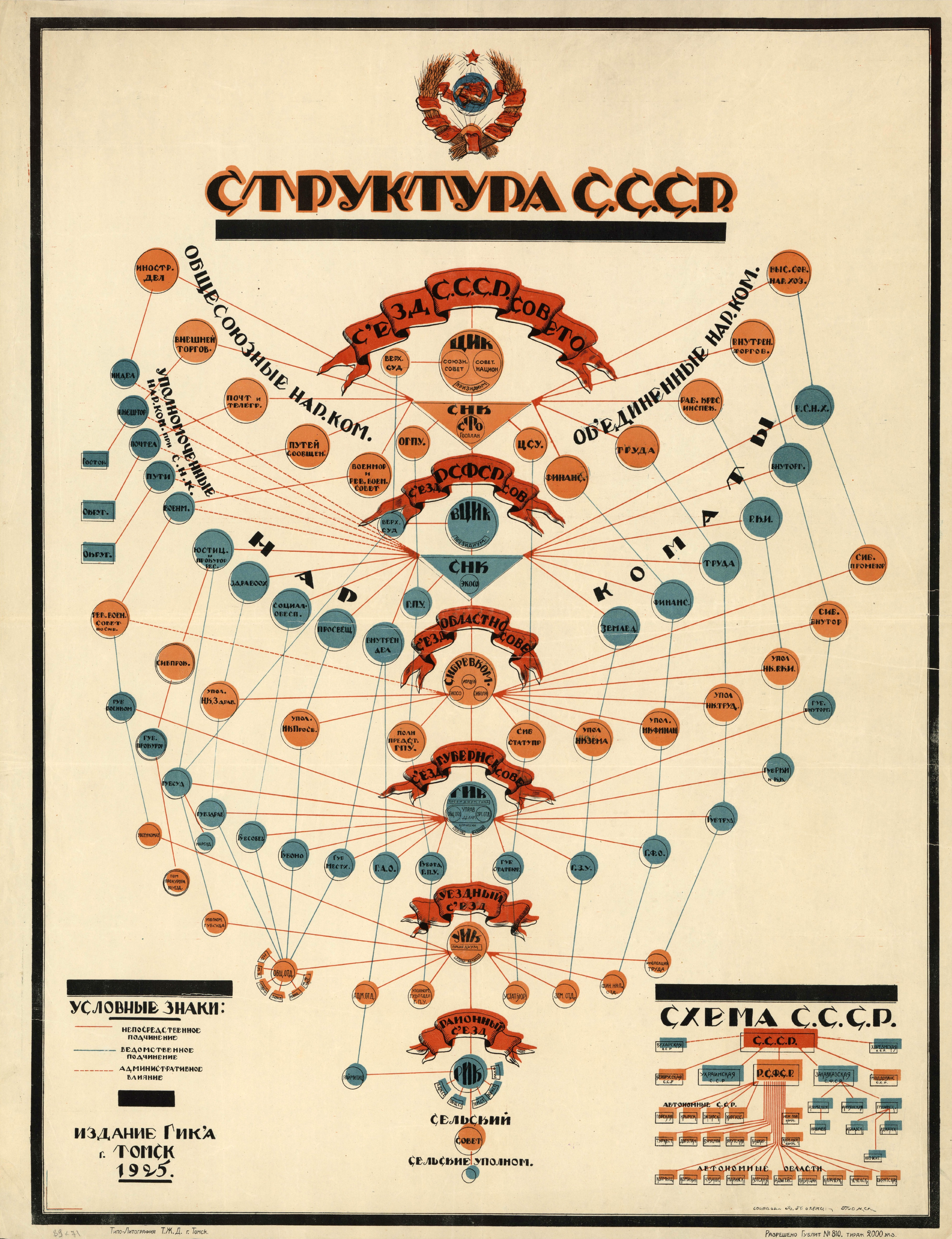
Плакат «Структура СССР»,
Б. Полежаев, 1925 г.

В последующие годы произошло упорядочивание этой системы. При национально-территориальном размежевании народов Средней Азии были ликвидированы де-юре Бухарская Социалистическая Советская Республика и Хорезмская Социалистическая Советская Республика (образованные после установления просоветской власти в бывших вассалах Российской империи Бухарском эмирате и Хивинском ханстве, на их месте были образованы новые союзные республики. Для Нахичеванской Советской Республики был определён статус АССР. Закавказская СФСР была расформирована, непосредственно входившие в неё ССР получили статус союзных, а ССР Абхазия (договорная с Грузией) понижена в статусе до АССР. В дальнейшем в результате сложных преобразований некоторые автономии были выделены из РСФСР в самостоятельные советские республики: Казахскую, Киргизскую, Таджикскую, Туркменскую и Узбекскую. Окончательное утверждение на II съезде Советов СССР, состоявшегося в январе 1924 г. и окончательно утвердившего Основной Закон СССР. Основной Закон СССР 1924 года утвердил создание нового государства, не имеющего в истории аналогов по устройству. По значению Конституция являлась союзным договором, принятом на съезде Советов. Впоследствии отсылка на союзный договор в официальном обороте была сведена к минимуму. Советское конституционное строительство было начато принятием Основного Закона. Конституция СССР отражала преемственность базовых основ с Конституцией РСФСР. Конституция определила Союз Советских Социалистических Республик как федеративное государство. Существовало серьёзное отличие федеративного устройства в РСФСР и Советском Союзе. РСФСР было определено государством с автономными территориями, а СССР — союзным государством. Конституцией был определён суверенитет каждой союзной республики. Этот ленинский подход, отражённый в Конституции, отличался от конфедерации и автономизации. В статьях 1 и 2 конституции определены права Советского Союза. Полномочия, которые были отнесены к главным органам власти СССР, делились на два основных направления. Эти направления касались внешнеполитических и хозяйственных вопросов. К компетенции центральных органов СССР были отнесены вопросы, связанные с межреспубликанскими отношениями. Управление вооружёнными силами также было отнесено к Союзным полномочиям. Основной Закон закрепил не только права Союзу для государственного строительства, но гарантировал права союзным республикам. В полномочия Союза входило изменение границ СССР, а также приём новых республик в состав СССР. Народное хозяйство и основные отрасли промышленности оставались в ведении Союза. Конституцией Союзные Республики права в области экономики зафиксировали за собой. К компетенции Союза были отнесены вопросы создания системы судопроизводства, уголовного и гражданского законодательства СССР. Союзные власти задавали основы просвещения, охраны труда и здоровья народа. Основной Закон зафиксировал за Союзом важные функции, позволяющие обеспечивать государственность стране. Отдельная глава в Конституции предусматривала права и гарантии республик.

### Довоенный период (1923—1941)

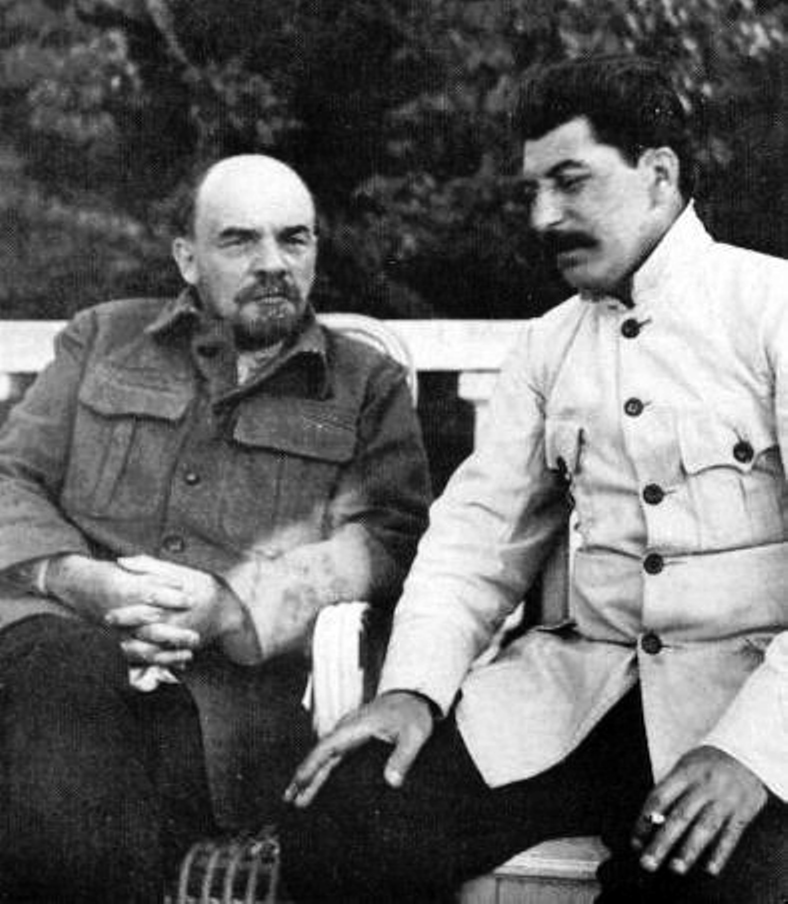
В. И. Ленин и И. В. Сталин — первые руководители СССР (1 сентября 1922 г.)

Во внутренней политике большевики начали ряд кардинальных общественных реформ, позволивших резко сократить уровень социального неравенства и неграмотности населения, обеспечить широкий доступ лояльным большевикам слоям населения к образованию, здравоохранению, социальной защите и высшим государственным постам
Окончание интервенции и гражданской войны сделало возможным провести военную реформу и существенно сократить численность Красной Армии. Численность вооружённых сил СССР в 1925 году сократилась в 10 раз и составила чуть более полумиллиона человек. Решение проблемы было найдено путём введения в 1924 году нового принципа формирования Красной Армии — так называемой смешанной системы, путём создания наряду с постоянными войсками в составе Красной Армии так называемых территориальных частей.
Решение жилищной проблемы в СССР проводилось вначале путём конфискации и «уплотнения» жилья, занимаемого ранее «буржуазией», позднее, после гражданской войны, началось массовое жилищное строительство, при этом большая часть жилья распределялась государством бесплатно.

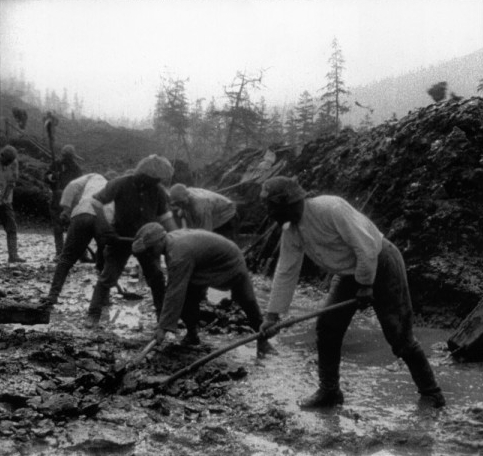
Заключённые ГУЛАГа на строительстве автодороги в Сибири

Со второй половины 1920-х годов началось сворачивание новой экономической политики (НЭП), а затем — проведение форсированной индустриализации и коллективизации. Для обеспечения высоких темпов индустриализации проводилась повсеместная коллективизация сельского хозяйства, обеспечивающая канал перекачки финансовых, материальных и трудовых ресурсов из аграрного сектора в индустриальный, и сопровождавшаяся раскулачиванием — уничтожением зажиточного крестьянства. В 1932—1933 годах страну охватил массовый голод, приведший к сильным социальным потрясениям и смерти миллионов людей на территории Украины, Белоруссии, Северного Кавказа, Поволжья, Южного Урала, Западной Сибири и Казахстана. Демографический кризис 1933 года из-за голода привёл к потере пятилетнего естественного прироста (в 1935 году население СССР было таким же по размеру как и в 1930). С другой стороны, в более длительной временной перспективе, индустриализация и укрупнение сельскохозяйственного производства способствовало тому, что валовой продукт сельского хозяйства в Советском Союзе увеличился к 1940 году на 41 % по сравнению с 1913 годом, вернувшись к уровню кануна коллективизации при значительно меньшей доле работников, занятых в сельскохозяйственном производстве и усилении роли государства в производстве и распределении продовольствия.
В условиях поражения коммунистического движения в Европе, и в связи с приходом нацистов к власти в Германии (1933), руководство ВКП(б) и НКВД развернуло в СССР в середине 1930-х годов масштабные политические репрессии, достигшие своего пика в 1937—1938 годах (Большой террор), разрослась система ГУЛАГа. Сталин уничтожил внутреннюю оппозицию в партии (Московские процессы), провёл массовую чистку в НКВД и Красной армии (Дело Тухачевского), а также ряд так называемых «национальных операций». В результате массовых репрессии 1937—1938 годов, по данным исследователей было расстреляно около 700 тысяч человек. В целом политические репрессии, включая высокую смертность в лагерях (в 4—6 раз выше чем на воле), во время высылки кулаков и депортации народов вызвали демографические потери населения размером примерно в 4—6 млн человек.

### СССР во Второй мировой войне (1939—1945)

Слева: раздел сфер интересов в Восточной Европе по Секретному доп. протоколу. Справа: фактические изменения территорий к 1941 году.
Оранжевым цветом изображены территории, отходящие и отошедшие к СССР, голубым — территории, отошедшие к Германскому рейху, фиолетовым — территории, оккупированные Германией (Варшавское генерал-губернаторство, Норвегия и протекторат Богемия и Моравия)

В 1939 году были заключены советско-германские договоры (в том числе так называемый пакт Молотова — Риббентропа), поделившие сферы влияния в Европе, в соответствии с которыми ряд территорий Восточной Европы определялся как сфера интересов СССР. В начале Второй мировой войны 17 сентября 1939 года СССР вторгся на восточные территории Польши и присоединил земли входивших на тот момент в состав Польской Республики Западной Украины и Западной Белоруссии; это территориальное изменение расценивается по-разному: и как «возвращение», и как «аннексия». Уже в октябре 1939 года город Вильно и Виленская область были переданы Литве. 22 сентября в Бресте Комбриг Семён Кривошеин вместе с генералом Гейнцом Гудерианом принимали совместный парад советских и германских войск, а 28 сентября СССР и Германия подписали договор о Дружбе.
В 1939 году СССР предъявил Финляндии ультиматум об изменении её политики, но Финляндия отказалась. Начатая СССР после предъявления ультиматума советско-финская война (30 ноября 1939 — 12 марта 1940) стала причиной исключения СССР из Лиги наций. По итогам войны от Финляндии к СССР отошли Карельский перешеек, Приладожье, Салла с Куолаярви и западная часть Рыбачьего полуострова. 31 марта 1940 года была образована Карело-Финская ССР (со столицей в Петрозаводске) из Карельской АССР и перешедших от Финляндии территорий (кроме Рыбачьего полуострова, перешедшего в состав Мурманской области).
В 1940 году в состав СССР включены Эстония, Латвия, Литва, Бессарабия (аннексированная Румынией в 1918 году и Северная Буковина, созданы Молдавская, Латвийская, Литовская (включая три района Белорусской ССР, вошедших в состав Литовской ССР в 1940 году) и Эстонская ССР. Присоединение Прибалтики к СССР расценивается разными источниками как «добровольное присоединение» и как «аннексия».
22 июня 1941 года Германия напала на Советский Союз, нарушив подписанный ранее Договор о ненападении.

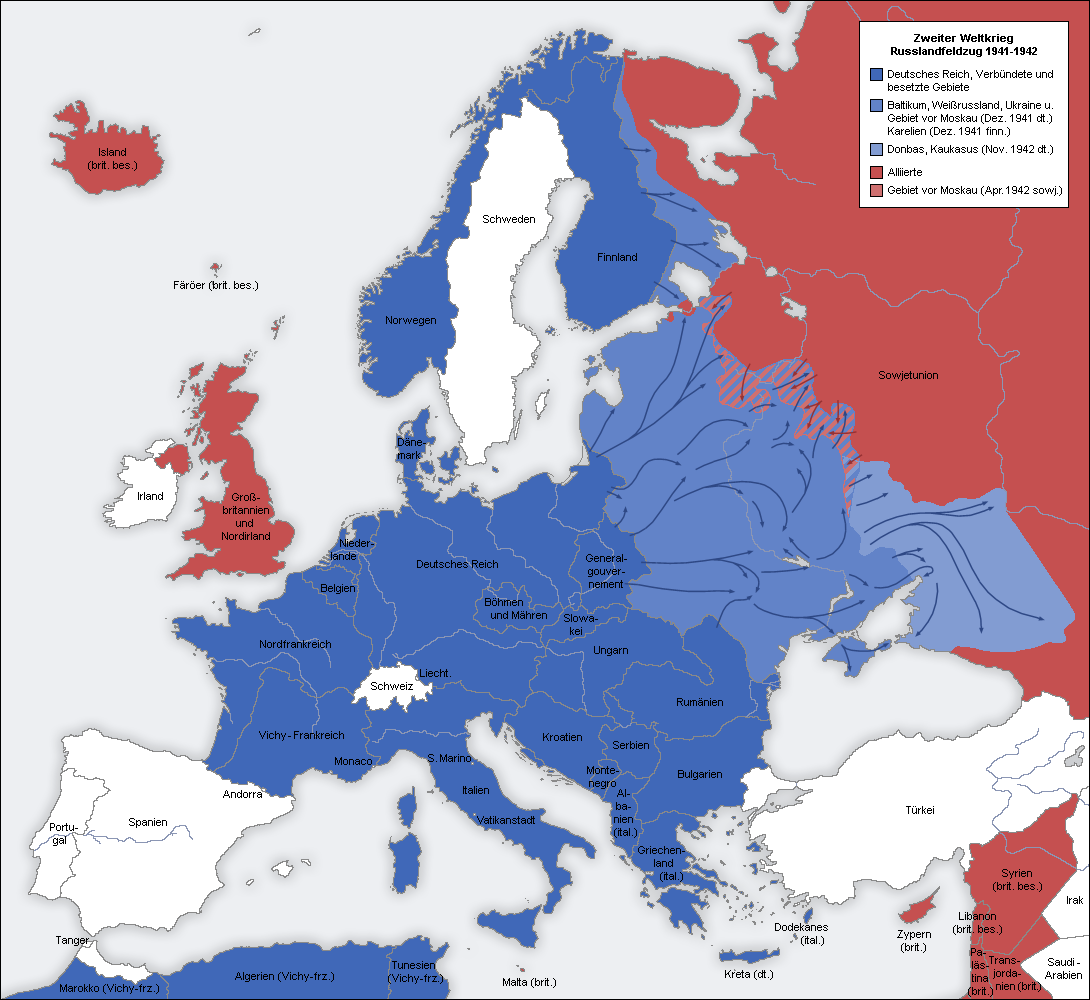
Карта военных действий 1941—1942 гг.

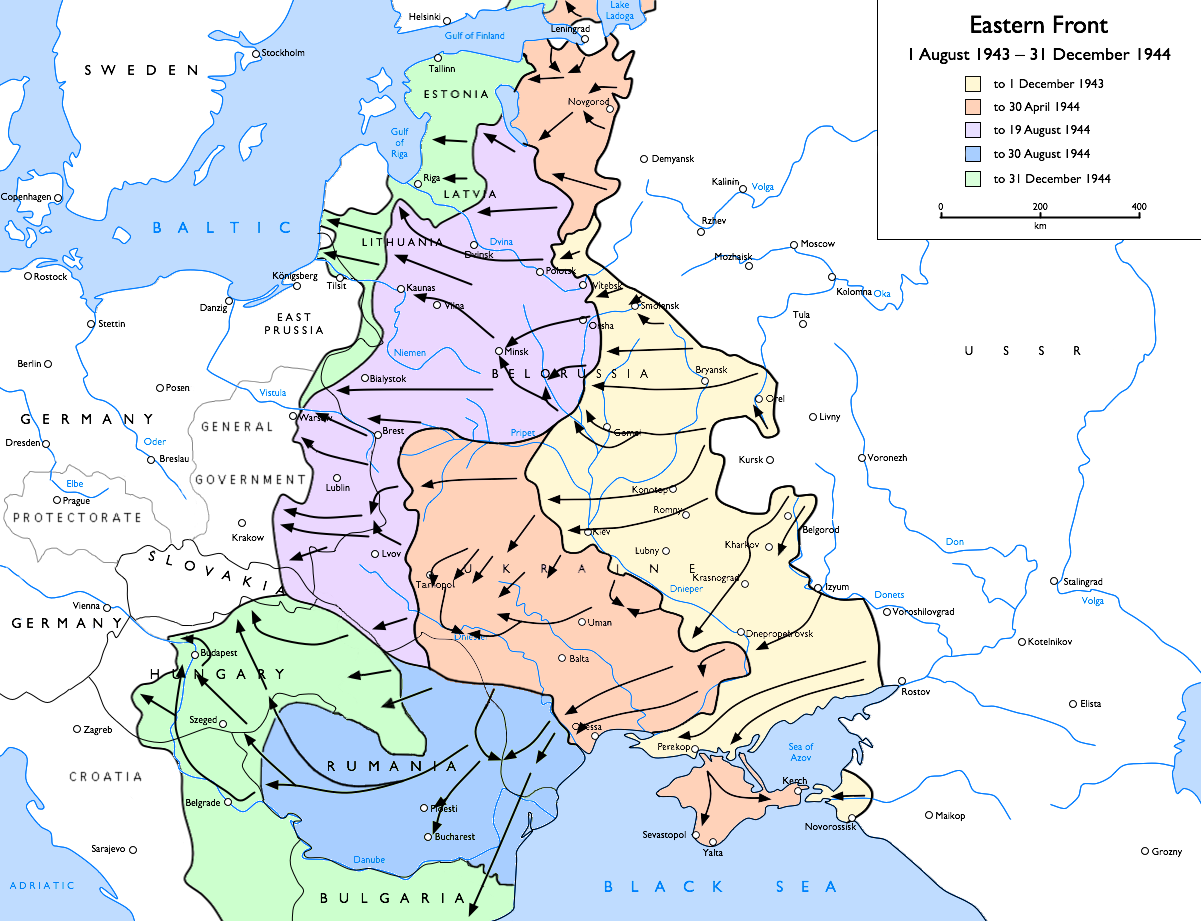
Карта военных действий 1943—1944 гг.

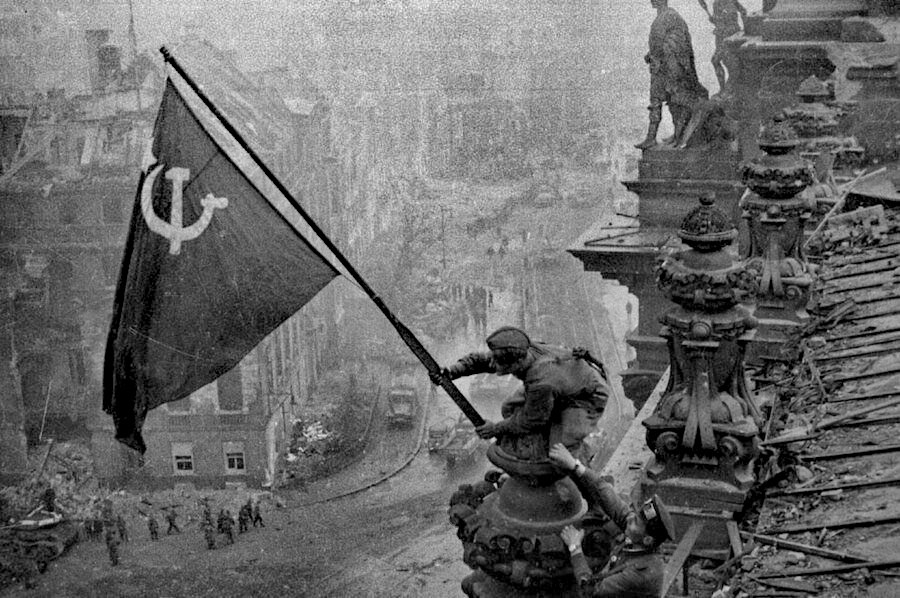
Постановочная фотография из серии «Знамя Победы над рейхстагом» (Е. А. Халдей), Берлин, май 1945 г.

Красная армия потерпела сокрушительные поражения в летне-осенних сражениях 1941 года. К концу осени немецкие войска подошли к Москве, где развернулась Битва за Москву. Советским войскам удалось отстоять столицу, нанести первое крупное поражение немецкой армии и провести контрнаступление, отбросив немецкие войска от столицы на 150—200 км. Однако в ходе кампании лета—осени 1942 года противнику удалось нанести поражение Красной Армии на южном фланге фронта и дойти до Волги. В конце 1942—начале 1943 года развернулась широкомасштабная Сталинградская битва, закончившаяся разгромом немецкой армии. Советские войска перешли в контрнаступление, летом 1943 года нанесли поражении немецкой армии в Курской битве, завершив коренной перелом в войне.
В ходе кампании 1944 года, Красная армия нанесла немецких войскам ряд крупных поражений, полностью освободив территорию СССР и перенеся боевые действия на территорию европейских стран. В июне 1944 года, когда некоторые советские части уже перешли границу Румынии, англо-американские союзники открыли второй фронт в Европе. В начале 1945 года Красная армия разгромила немецкие войска в Польше, Венгрии и Чехословакии, и к маю взяла Берлин. 9 мая 1945 года Германия капитулировала. Этот день празднуется в России как День Победы.
В августе 1945 года, согласно договорённости с союзниками СССР вступил в войну против Японии. Японские войска были разгромлены в Маньчжурии, Красная Армия заняла также южный Сахалин и Курильские острова. 2 сентября 1945 года Япония капитулировала, на этом Вторая мировая война закончилась.
Вклад СССР в победу над нацизмом был решающим.
Именно на Восточном фронте Второй мировой войны происходили самые крупные сухопутные и воздушные сражения в мировой истории
.
Согласно показателям количества участвовавших в войне против СССР подразделений вермахта и понесённым ими потерям, Великая Отечественная война является главной частью Второй мировой войны: на Восточном фронте сражалось около 80 % всех подразделений вермахта — немецкие потери на советско-германском фронте составили около 75 % всех безвозвратных боевых потерь Германии, вермахт и его союзники лишились 80 % всех боеспособных частей, были разгромлены 607 дивизий.
В 1941—1945 годах ряд народов были депортированы с мест своего традиционного проживания. В июле — августе 1945 г. на Потсдамской встрече руководители трёх держав — СССР, США и Англии — определили основы устройства мирового порядка. В августе 1945 года СССР вступил в войну с Японией, разгромил японские войска в Маньчжурии, после чего 2 сентября Япония капитулировала.
В 1944—1947 годах в состав СССР включены:
- Тувинская Народная Республика[58], получившая статус автономной области в составе РСФСР;
- Северная часть Восточной Пруссии, вошедшая в состав РСФСР как Калининградская область;
- Закарпатье[59] (Закарпатская область УССР);
- Печенга, перешедшая в состав Мурманской области;
- Южный Сахалин и Курильские острова, образовавшие Южно-Сахалинскую область в составе Хабаровского края РСФСР, а в послевоенные годы включённые в Сахалинскую область, выведенную непосредственно в состав РСФСР[60].

В то же время Белостокская область, части Гродненской и Брестской областей БССР, а также части Львовской и Дрогобычской областей УССР вошли в состав Польши.
Достоверные данные о потерях СССР во Второй мировой войне замалчивались, а официально озвученные — постоянно менялись в разные годы. Согласно рассекреченным данным Госплана СССР, потери Советского Союза во Второй мировой войне составляют 41 миллион 979 тысяч, а не 27 миллионов, как считалось ранее. По оценке кандидата военных наук, профессора Академии военных наук генерал-полковника Г. Ф. Кривошеева, общие демографические потери СССР (включающие погибшее мирное население на оккупированной территории и повышенную смертность на остальной территории СССР от невзгод войны) — 26,6 млн человек. Однако, по мнению профессора международной политической экономии в Вулверхэмптонского университета М. Хейнса, число, полученное группой Г. Ф. Кривошеева, задаёт лишь нижний предел всех потерь СССР в войне. Реальное общее число потерь СССР в результате войны, где причиной смерти стали военные насилия, недоедания, болезни или репрессии, колеблется где-то между 26,6 и 42,7 млн человек. Прямой материальный ущерб достиг почти трети всего национального богатства страны.
С другой стороны, победа в войне способствовала увеличению влияния СССР в мире, была образована мировая социалистическая система, включающая в себя страны социалистической ориентации; СССР стал сверхдержавой, одним из основателей ООН, постоянным членом Совета Безопасности с правом вето.

### Послевоенный период (1945—1953)

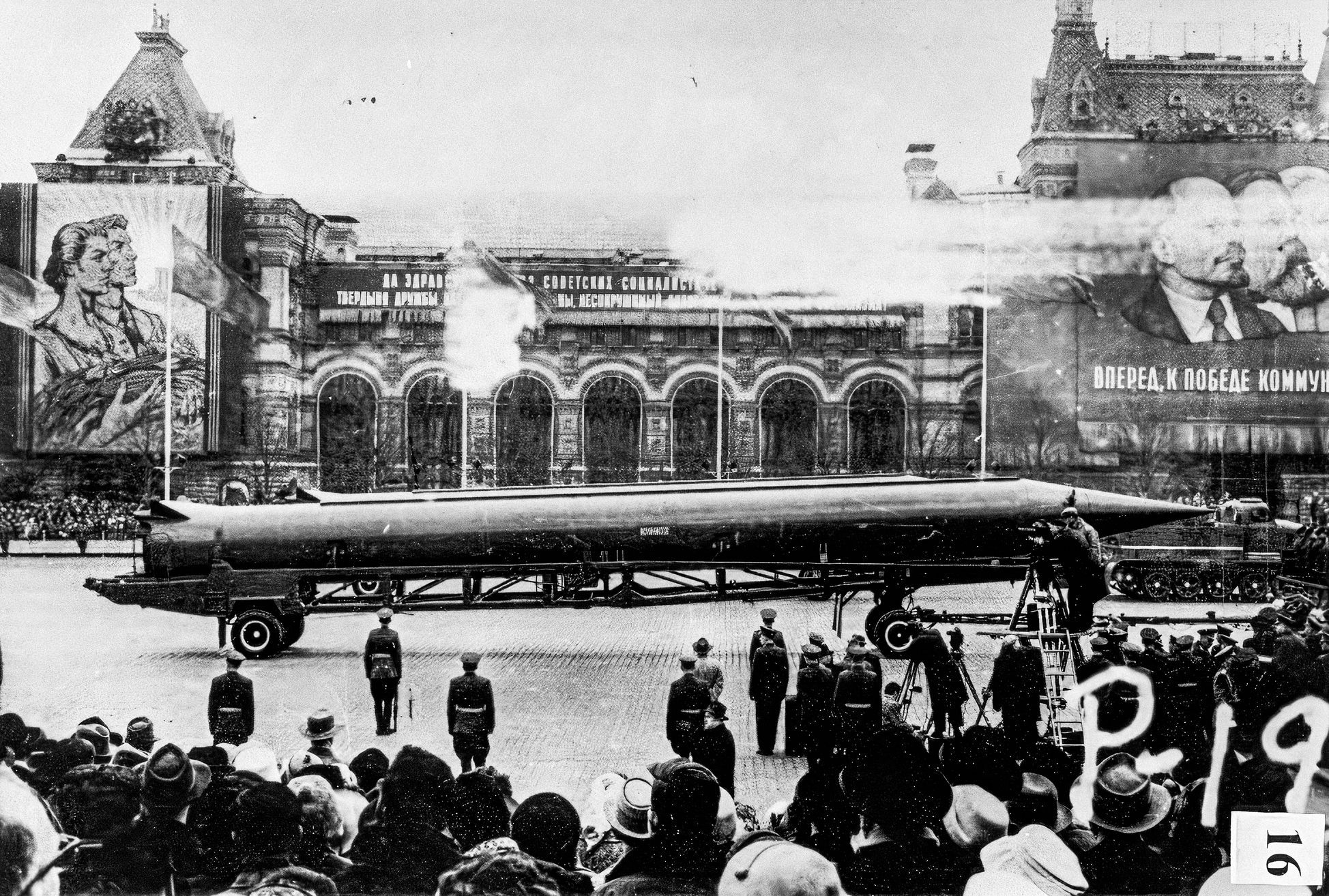
Советская ядерная баллистическая ракета Р-12 на военном параде на Красной площади. 1950-е гг.

После победы в войне была осуществлена демилитаризация экономики СССР, её восстановление в районах, пострадавших от оккупации. Промышленное производство СССР на довоенный уровень вышло в 1948 году, сельское хозяйство — в 1950 году. Существенный вклад в развитие народного хозяйства СССР вплоть до 1954 года вносили репарации, полученные от побеждённой Германии на сумму 4,3 млрд долларов, включая промышленное оборудование и целые заводские комплексы. В 1946—1947 годах в СССР был массовый голод из-за засухи, политики властей (экспорт зерна за рубеж, продразвёрстка с выполнением плана любой ценой), общей военной разрухи и слабости подорванного коллективизацией сельского хозяйства. В результате голода умерло по разным оценкам до 1,5 миллиона человек. Миллионы граждан перенесли дистрофию и другие тяжелейшие заболеваний. Голод усугубил и без того тяжёлые демографические последствия войны за счёт высокой детской смертности. По оценке А. Вишневского, без избыточных потерь одного лишь сталинского периода население на территории современной России могло быть на 40 с лишним миллионов больше в 1953 году.
Затем ситуация с продовольствием стабилизировалась, были отменены карточки на продукты питания и промышленные товары, проведена Денежная реформа, позволившая стабилизировать финансовое положение и носившая конфискационный характер (за счёт снижения денежной массы с 43,6 до 14 млрд рублей). Больше всего от денежной реформы пострадали крестьяне и меньше всего — зажиточные категории советских граждан — дельцы теневой экономики и коррумпированные чиновники. Денежная реформа также вскрыла огромный пласт коррупции в СССР среди ответственных партийных работников. Работники партийных, советских органов, а также сотрудники и руководители республиканских и областных управлений (в отличие от простых советских граждан) изредка несли за это лишь минимальное наказание. Борьба с коррупцией в сталинский период скорее декларировалась, чем велась на самом деле. Главным качеством для номенклатурного работника были безграничная лояльность лично Сталину и способность беспрекословно выполнять указания, а не моральная чистоплотность.
После окончания войны были упразднены чрезвычайные и другие органы, которые соответствовали потребностям военного времени. Полномочия упразднённого ГКО были отданы Совету Народных Комиссаров. Военно-промышленные наркоматы трансформированы в органы управления мирными отраслями промышленности и производства. Опыт войны, новое вооружение и боевая техника оказали существенное влияние на состояние Вооружённых Сил СССР.
В соответствии с решениями Ялтинской и Потсдамской конференций СССР установил контроль над соответствующими оккупационными зонами в Германии и Австрии в 1945—1949 годах. В ряде стран Восточной Европы началось установление коммунистических режимов, вследствие чего был создан военно-политический блок союзных СССР государств (Варшавский договор). Возникновение после Второй мировой войны в Европе и Азии большой группы государств, которые стали называться странами народной демократии, привело к развитию сотрудничества и взаимопомощи государств мировой системы социализма. После окончания Второй мировой войны начался период глобальной политической и идеологической конфронтации между СССР и другими социалистическими странами, с одной стороны, и странами Запада, с другой, в 1947 году получивший название холодной войны, сопровождавшийся гонкой вооружений и локальными конфликтами в различных районах земного шара.

### Хрущёвская оттепель (1953—1964)

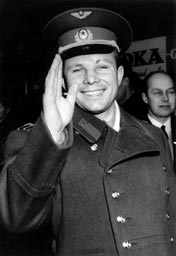
Юрий Гагарин — первый человек, побывавший в космосе

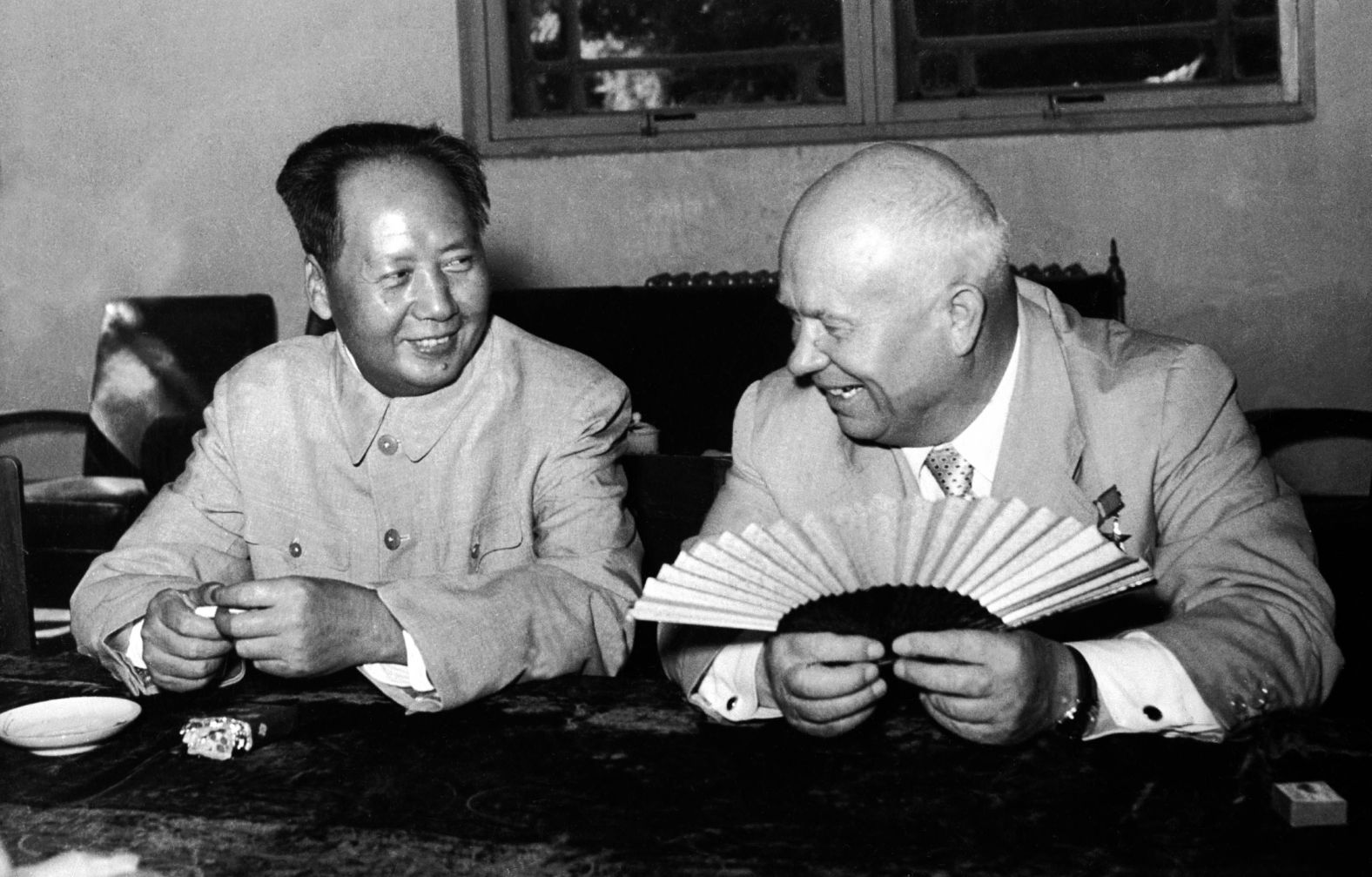
Первый секретарь ЦК КПСС Хрущёв и лидер коммунистического Китая Мао Цзэдун. 1957 г.

На XX съезде КПСС (1956 г.) Н. С. Хрущёв выступил с критикой культа личности И. В. Сталина.
Концентрация научных и производственных сил, материальных средств на отдельных направлениях науки и техники позволила осуществить значительные достижения: создана первая в мире атомная электростанция (1954 год), запущен первый искусственный спутник Земли (1957 г.), первый пилотируемый космический корабль с лётчиком-космонавтом (1961 г.) и другие.
Во внешней политике этого периода СССР поддерживал политические режимы социалистической ориентации по всему миру. В 1956 году войска СССР участвовали в подавлении восстания в Венгрии. В 1962 году разногласия между СССР и США едва не привели к ядерной войне (смотрите Карибский кризис).
В 1960 году начался дипломатический конфликт с Китаем, расколовший мировое коммунистическое движение.

### Период правления Леонида Брежнева: Эпоха «Застоя» (1964—1985)

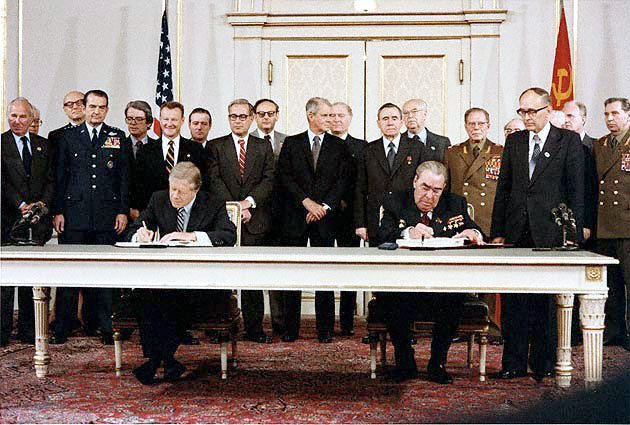
Брежнев и Джимми Картер подписывают Договор о сокращении стратегических вооружений, 1979 г.

В 1964 году Хрущёв был отстранён от власти. Новым первым секретарём ЦК КПСС, фактически главой государства, стал Леонид Ильич Брежнев. Период 1970-х—1980-х годов в источниках того времени именовался эпохой развитого социализма.
Во время правления Брежнева мировые цены на нефть утроились и в связи с открытием в Западной Сибири новых месторождений, развитие в СССР попало в некоторую зависимость от результата добываемой нефти, а это замедлило реформы и привело к деградации экономики.
В период застоя была создана Единая электроэнергетическая система страны, объединяющая 78 энергосистем и обеспечивающая электроэнергией как территорию СССР, так и территорию Болгарии, Венгрии, Чехословакии, Польши, ГДР и Финляндии.
Застой характеризовался также рекордными темпами жилищного строительства, что с 1964 по 1985 год составило миллиард двести миллионов квадратных метров жилой площади, невысокого качества, но благоустроенной по советским меркам, что является абсолютным рекордом советской эпохи и составляет основу современного жилого фонда постсоветской России, где темпы жилищного строительства за аналогичный период времени значительно ниже.
Экономическое положение характеризовалось увеличивающимися очередями за дефицитными товарами. Однако в сравнении с прошлыми периодами «застой» был одним из наиболее экономически благоприятных. Так, Восьмая пятилетка (1966—1970 гг.) стала самой успешной в советской истории и получила[откуда?] название «золотой».
В годы застоя произошёл серьёзный рост советской промышленности, опережавшей в целом за этот период темпы развития промышленности в США: если в 1960 году объём произведённой промышленной продукции составлял около 55 % от производства в США, то в 1980 году — уже более 80 %.
В 1980 году в Москве прошла XXII летняя Олимпиада.

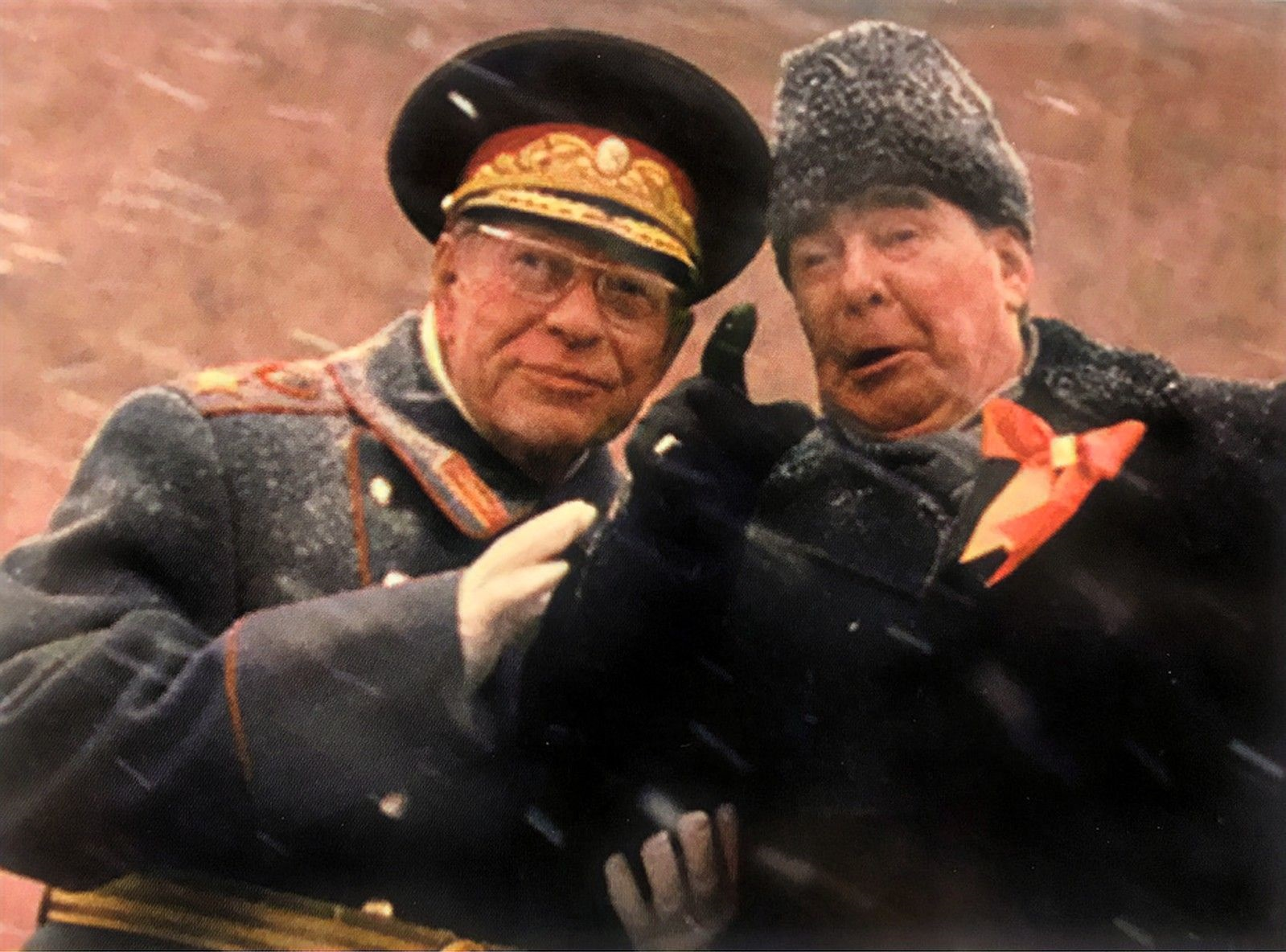
Леонид Брежнев и Дмитрий Устинов на трибуне мавзолея. 1979 г.

Население СССР c декабря 1945 года по декабрь 1991 года увеличилось на 170 %. При этом с конца 1960-х было зафиксировано повышение смертности и уменьшение средней продолжительности жизни, которые обусловили демографические потери примерно в 14,2 млн человек. Для борьбы с высокой смертностью были запущены антиалкогольные кампании, которые давали лишь кратковременные положительные эффекты.
Вместе с этим произошёл и решительный поворот в сторону свёртывания остатков оттепели. С приходом Брежнева к власти органы госбезопасности усилили борьбу с инакомыслием — первым знаком этого был процесс Синявского — Даниэля (1965). В 1968 году армия СССР вошла в Чехословакию с целью подавления политических реформ (Пражская весна). Как знак окончательной ликвидации «оттепели» была воспринята отставка А. Т. Твардовского с поста редактора журнала «Новый мир» в 1970 году.
В 1975 году произошло вооружённое проявление неподчинения со стороны группы советских военных моряков на большом противолодочном корабле (БПК) ВМФ СССР «Сторожевой». Предводителем восстания стал замполит корабля, капитан 3-го ранга Валерий Саблин. По словам Саблина, мятеж был направлен на возрождение ленинских принципов в деле социализма.

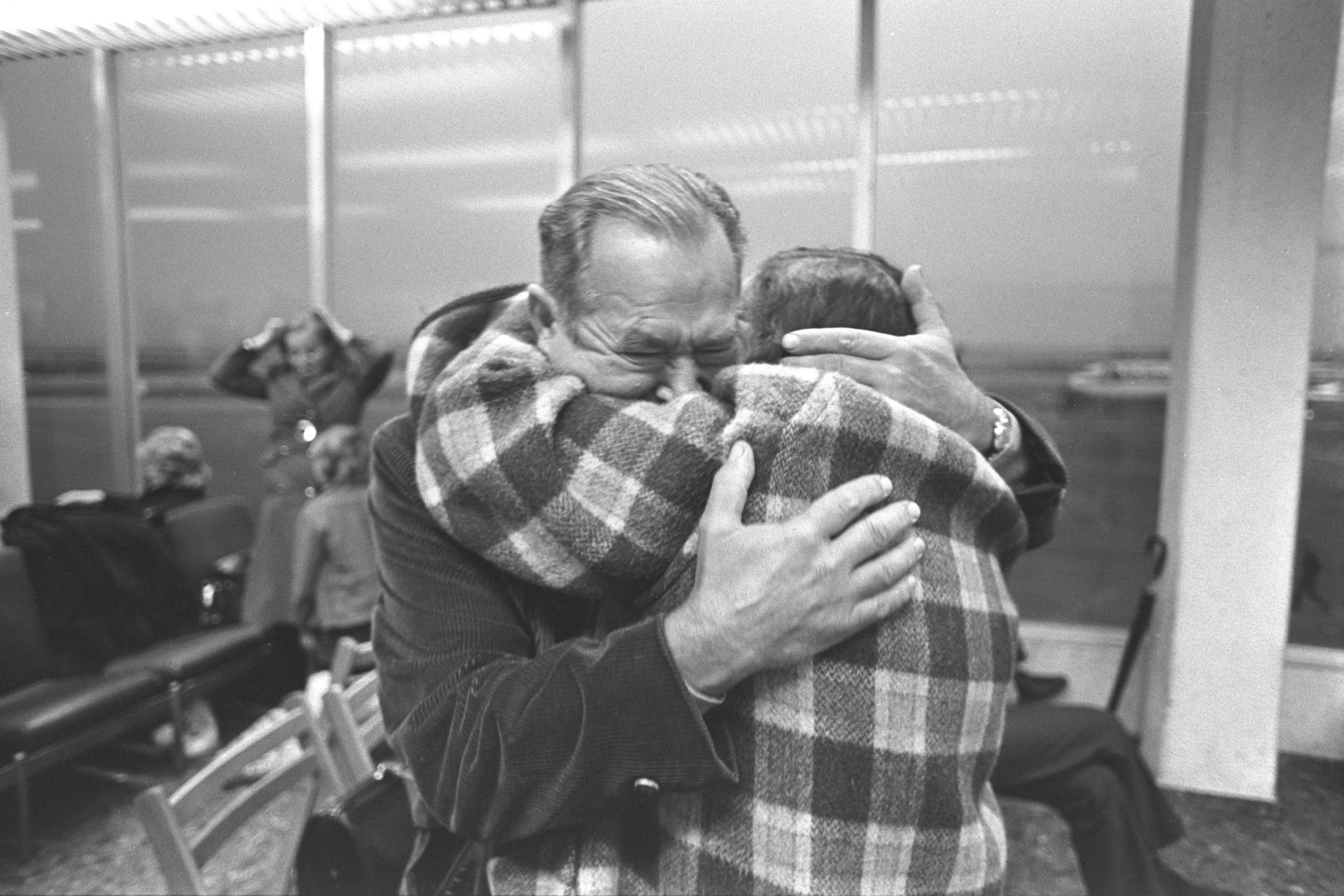
Воссоединение после 20 лет разлуки брата и сестры, прилетевшей из СССР в Израиль. 1972 г.

С начала 1970-х годов из СССР идёт еврейская эмиграция. Эмигрировали многие известные писатели, актёры, музыканты, спортсмены, учёные.
В области внешней политики были сделаны шаги для достижения политической разрядки в 1970-х годах. Были заключены американо-советские договоры об ограничении стратегических наступательных вооружений (правда, с 1967 года начинается ускоренная установка межконтинентальных ракет в подземные шахты), которые, однако, не подкреплялись адекватными мерами доверия и контроля.
Поддержка СССР коммунистических партий и национально-освободительных движений по всему миру, экономические вливания и значительные поставки вооружения (Вьетнам, Египет, Эфиопия и др.), позволили СССР иметь беспрецедентную за всю свою историю сферу влияния, включающую в себя десятки стран (Восточная и Центральная Европа, Юго-Восточная Азия, некоторые страны Африки). Важным направлением внешней политики СССР было укрепление экономических связей, оказание военной помощи, которая устанавливала и сохраняла отношения с дружественными правительствами.
Появилось диссидентское движение, стали известными такие имена, как Андрей Сахаров и Александр Солженицын. С 1965 года СССР оказывал военную помощь Северному Вьетнаму в борьбе с США и Южным Вьетнамом, которая продолжалась до 1973 года и закончилась поражением Южного Вьетнама и поддерживающей его американской войсковой группировки, выводом американских войск и объединением Вьетнама в Социалистическую Республику
Вьетнам (смотрите Война во Вьетнаме). В 1979 году СССР ввёл ограниченный воинский контингент в ДРА по просьбе афганского правительства (смотрите Афганская война (1979—1989)), что привело к окончанию разрядки и возобновлению холодной войны.

### Перестройка (1985—1991)

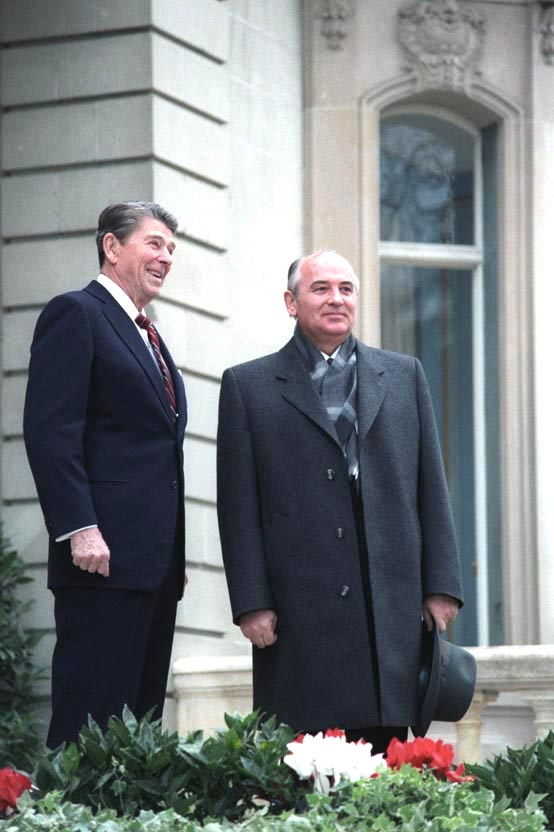
Михаил Горбачёв и Рональд Рейган. 1985 г.

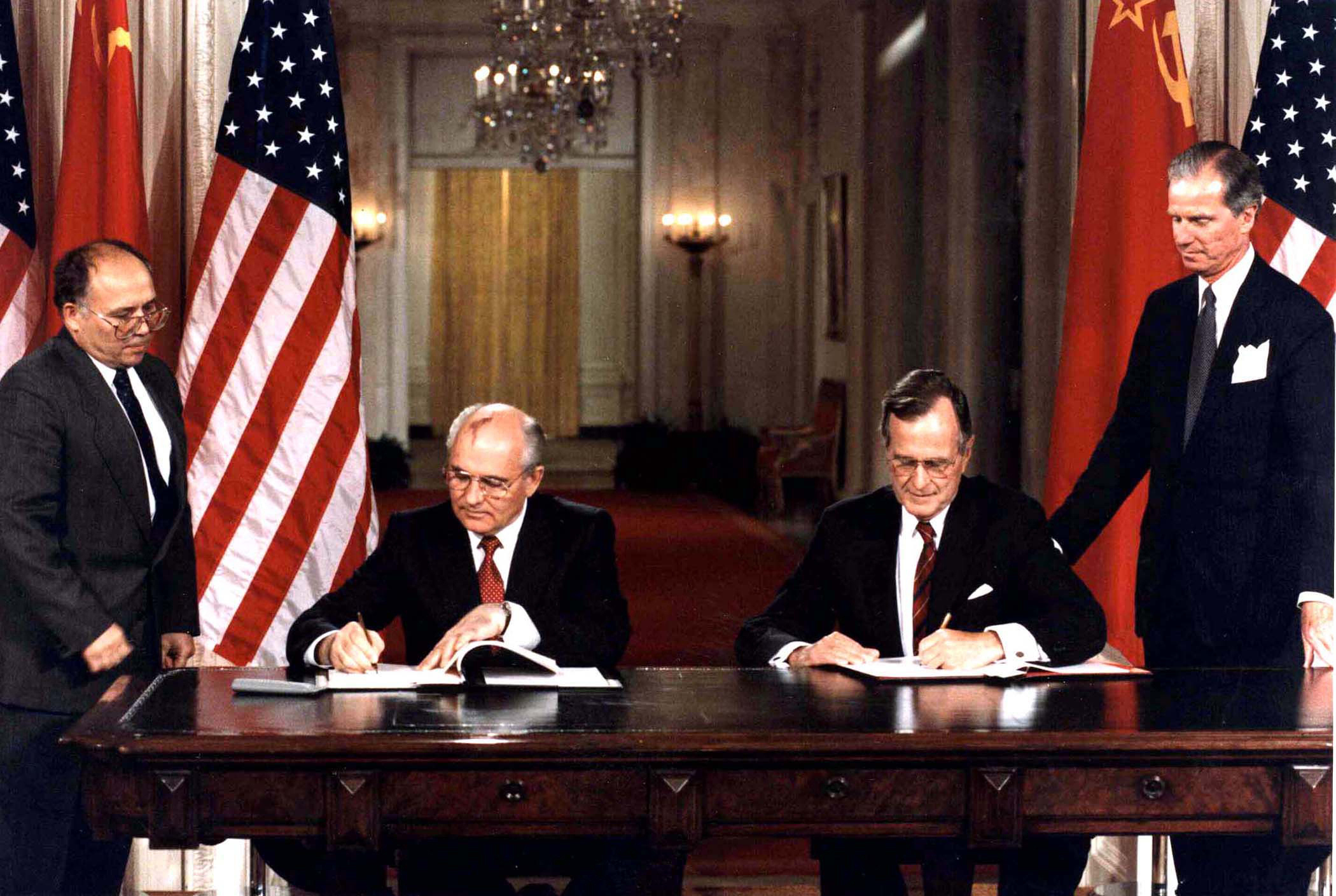
Президенты СССР и США Михаил Горбачёв и Джордж Буш. 1990 г.

В марте 1985 года, после смерти К. У. Черненко, к власти в стране пришёл М. С. Горбачёв. В 1985—1986 годах Горбачёвым и его единомышленниками в руководстве проводилась политика ускорения социально-экономического развития (так называемое «Ускорение») — антиалкогольная кампания, «борьба с нетрудовыми доходами», введение госприёмки.
После январского пленума 1987 года руководством страны были начаты более радикальные реформы: фактически, новой государственной идеологией была объявлена «перестройка» — совокупность экономических и политических преобразований, результатом которых стала резкая дестабилизация общественно-политической и экономической жизни страны, разрушение советского строя, переход к капитализму и распад СССР. В результате политики «перестройки» СССР в начале 90-х годов остался в Европе вне каких-либо политических альянсов.
В ходе перестройки (со второй половины 1989 года, после первого Съезда народных депутатов СССР) резко обострилось политическое противостояние сил, выступающих за социалистический путь развития, и движений, связывающих будущее страны с организацией жизни на принципах капитализма, а также противостояние по вопросам будущего облика Советского Союза, взаимоотношений союзных и республиканских органов государственной власти и управления.

### Распад Советского Союза (1990—1991)

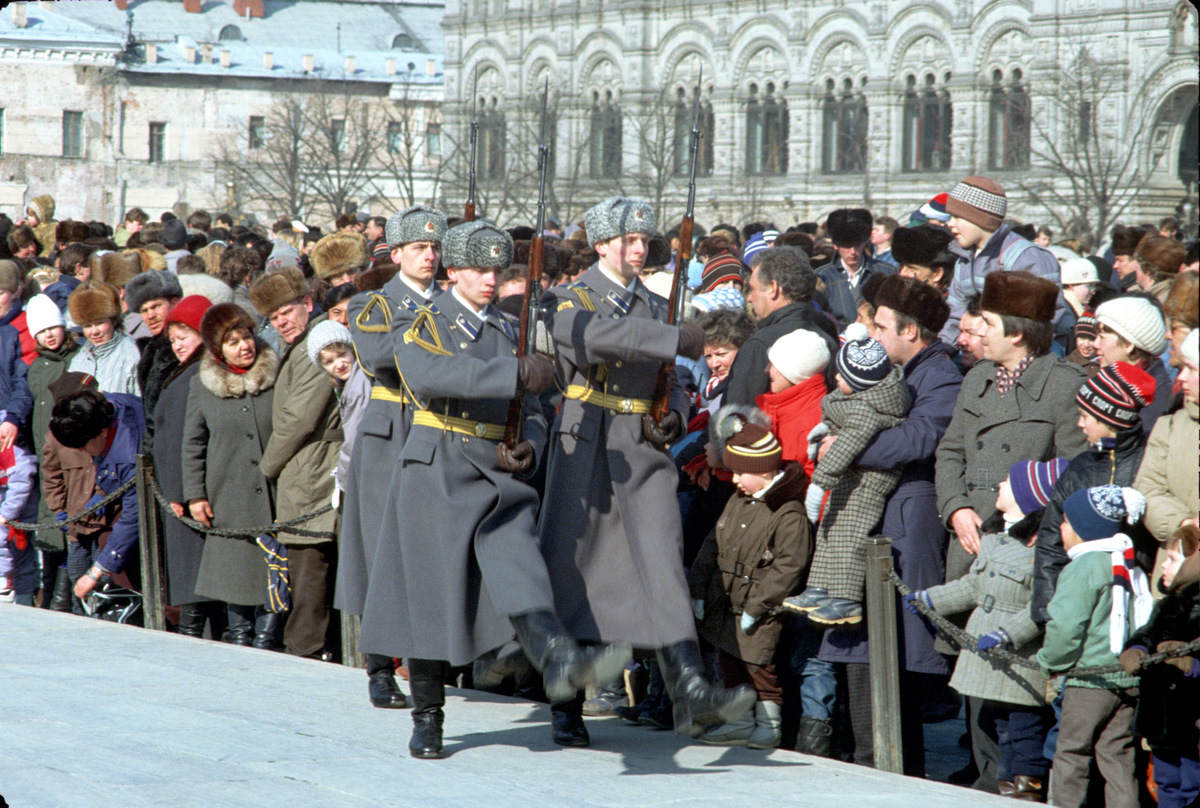
Москва в апреле 1990 г.

Проведение М. С. Горбачёвым политического курса перестройки привело к потере управления страной в политической и экономической сферах, резкому обострению внутриполитической обстановки, серии межнациональных конфликтов, распаду ОВД и СЭВ, стремлению советских республик к независимости и, в конечном итоге, подписанию Соглашения о создании СНГ и прекращению существования СССР.
В 1987 году на территории СССР разгорается ряд межнациональных конфликтов, самым острым из которых становится Карабахский конфликт, начиная с 1988 года происходят массовые погромы как армян, так и азербайджанцев. В 1989 году Верховный Совет Армянской ССР объявляет о присоединении Нагорного Карабаха, Азербайджанская ССР начинает блокаду. В апреле 1991 между двумя союзными республиками фактически начинается война.
В 1989 году произошёл распад Организации Варшавского договора и СЭВ.
19 января 1990 года Президиум Верховного Совета Нахичеванской АССР издал указ о выходе из состава СССР.

11 марта 1990 года Литва одной из первых союзных республик объявила о выходе из состава СССР.

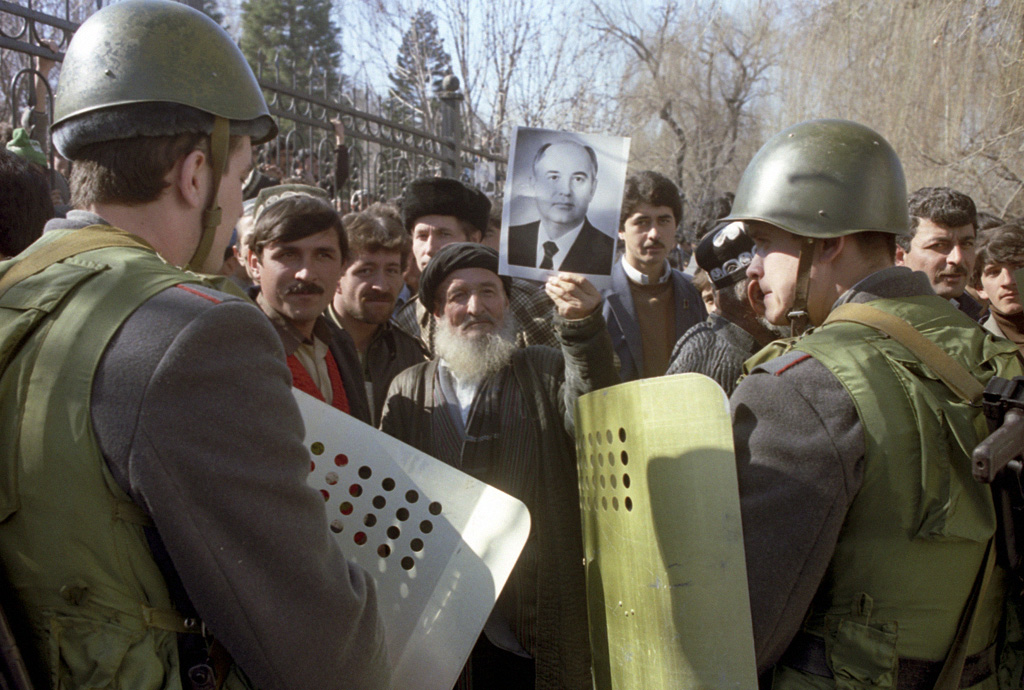
Массовые беспорядки в Душанбе, 1990 г.

3 апреля 1990 года Верховный Совет СССР принимает закон, который регулировал процедуру выхода союзной республики из состава Союза ССР.
3 декабря 1990 года президентом СССР М. С. Горбачёвым был поднят вопрос о реорганизации Союза ССР в Союз Суверенных Государств, который предоставлял широкие права союзным республикам.
17 марта 1991 года состоялся Всесоюзный референдум о сохранении СССР, на котором 77,85 % граждан советских республик, принявших участие в референдуме, высказались ЗА сохранение союза как обновлённой Федерации равноправных суверенных республик.
Армения, Грузия, Молдова, Латвия, Литва и Эстония бойкотировали референдум.
В ночь с 18 на 19 августа 1991 года консервативно настроенные члены Советского правительства, выступающие против роспуска Союза ССР, распада страны и перехода к капитализму, силами КГБ блокировали Горбачёва в его правительственной резиденции в Форосе, где он с семьёй находился на отдыхе, и сформировали Государственный комитет по чрезвычайному положению (ГКЧП). В состав комитета вошли: вице-президент СССР Геннадий Янаев, министр обороны СССР Дмитрий Язов, министр внутренних дел СССР Борис Пуго, премьер-министр СССР Валентин Павлов, председатель КГБ СССР Владимир Крючков и другие. В Москву были введены войска, по Центральному телевидению в новостной программе «Время» было зачитано постановление ГКЧП о сохранении действующей Конституции СССР и пресечение всех форм антиконституционных настроений. Президент России Б. Н. Ельцин возглавил оппозицию, объявив действия членов ГКЧП попыткой государственного переворота (Августовский путч). Противостояние двух политических сил привело к массовым демонстрациям в Москве в поддержку Ельцина. Общая нерешительность руководства ГКЧП привела к их поражению и самороспуску, бывшие члены ГКЧП были арестованы и уволены из правительства СССР, но в феврале 1994 года, уже после распада СССР, были амнистированы.

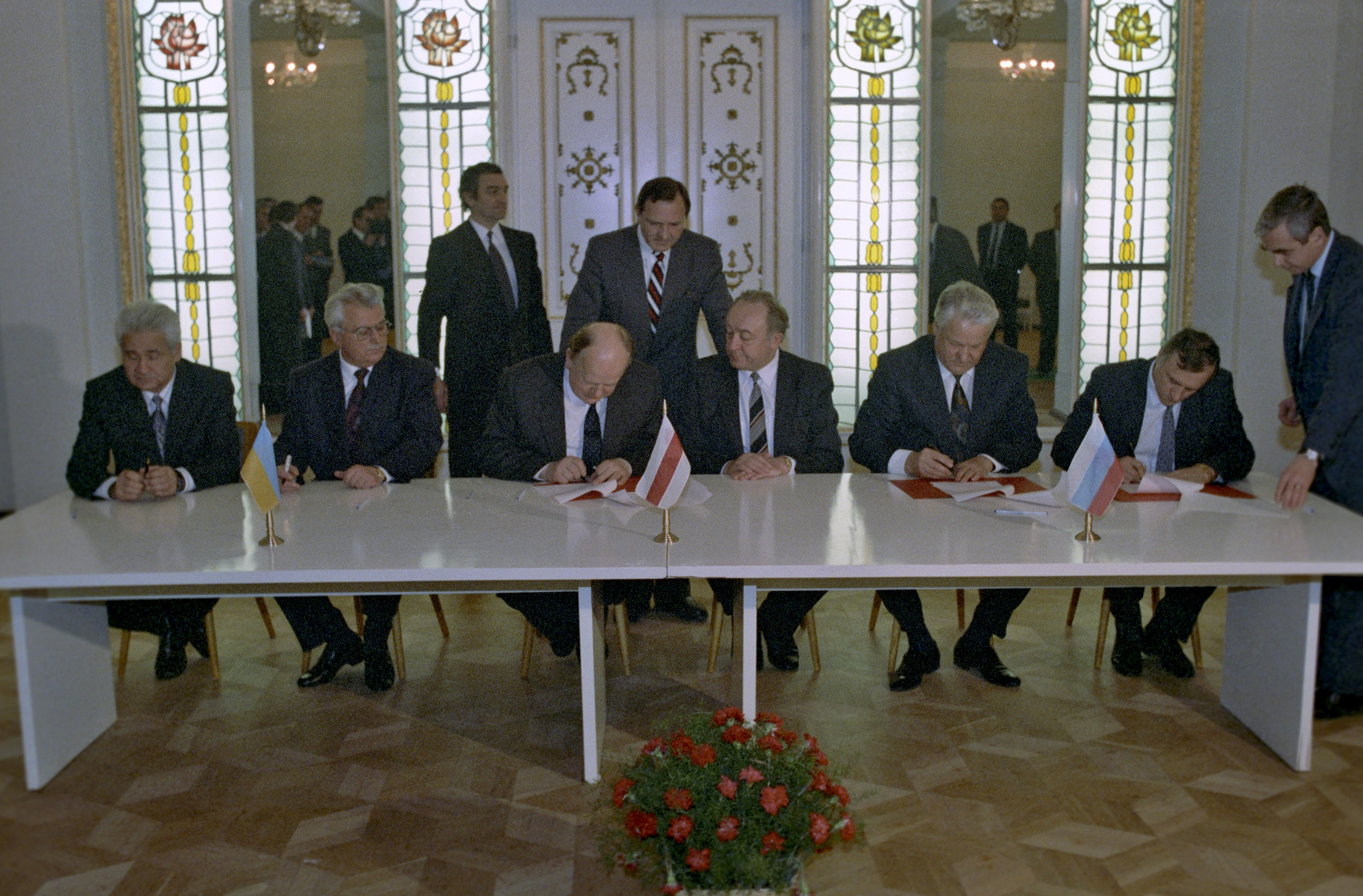
Представители, делегаты и лидеры (слева направо) Украины, Белоруссии и России подписывают Беловежское соглашение

После поражения ГКЧП, 24 августа 1991 года Верховный Совет Украинской ССР провозгласил независимость Украины, которая затем 1 декабря 1991 года была подтверждена на Всеукраинском референдуме. Однако референдум о независимости Украины, по некоторым мнениям, был проведён в обход процедуры, предписанной Законом СССР «О порядке решения вопросов, связанных с выходом союзной республики из СССР» (был нарушен срок проведения референдума, не был чётко сформулирован вопрос о выходе из состава СССР, в Крымской АССР референдум не проводился отдельно).
8 декабря 1991 года главы трёх республик-учредителей СССР Борис Ельцин, Леонид Кравчук и Станислав Шушкевич подписали Соглашение (известное как Беловежское соглашение), в котором заявили о прекращении деятельности СССР и создании Содружества Независимых Государств.
10 декабря Верховный Совет Украины c оговорками ратифицировал соглашение о создании СНГ. За ратификацию проголосовало 288 депутатов, 10 проголосовали против и 7 воздержались. Сразу после этого состоялся телефонный разговор Кравчука с Шушкевичем, который в этот момент вёл заседание Верховного Совета Беларуси. После окончания этого разговора белорусские депутаты поставили соглашение на голосование. За ратификацию проголосовало 263 депутата, 1 проголосовал против и 2 воздержались.
11 декабря Комитет конституционного надзора СССР выступил с заявлением, в котором говорилось, что одни союзные республики не вправе решать вопросы, касающиеся прав и интересов других союзных республик и поэтому содержащаяся в беловежском соглашении констатация того, что «Союз ССР как субъект международного права и геополитическая реальность прекращает своё существование», может рассматриваться лишь в качестве политической оценки ситуации, не имеющей юридической силы. Также в заявлении говорилось, что органы власти СССР могут прекратить своё существование только «после решения в конституционном порядке вопроса о судьбе СССР».
12 декабря соглашение было ратифицировано Верховным Советом РСФСР. Российский парламент ратифицировал документ подавляющим большинством голосов: «за» — 188 голосов, «против» — 6 голосов, «воздержались» — 7. Законность данной ратификации вызвала сомнение у некоторых членов российского парламента, так как по Конституции (Основному Закону) РСФСР 1978 года рассмотрение данного документа находилось в исключительном ведении Съезда народных депутатов РСФСР, поскольку он затрагивал государственное устройство республики как части Союза ССР и тем самым влёк за собой изменения в российскую конституцию.

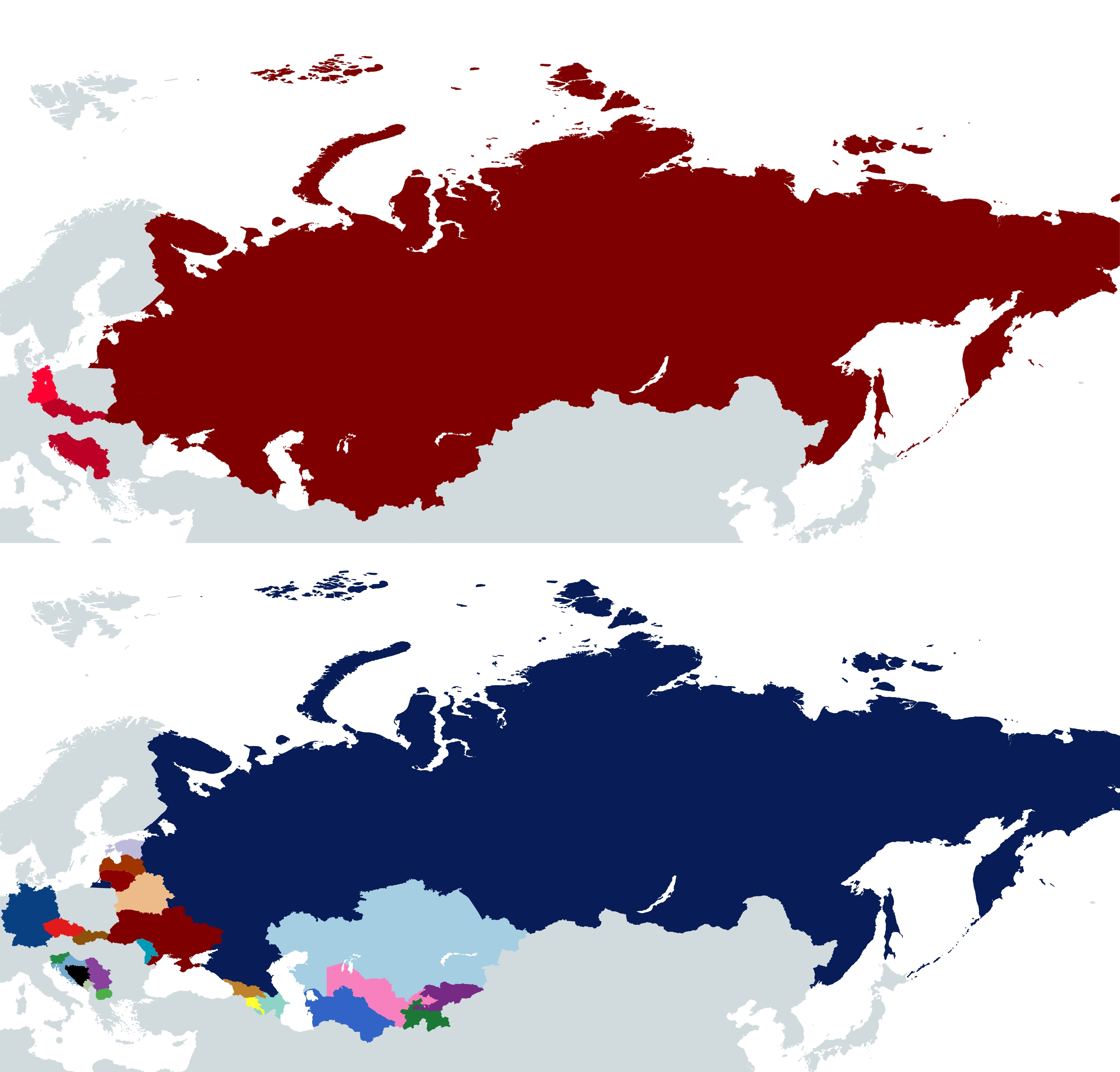
Изменения границ государств после окончания Холодной войны и распада СССР

В тот же день Верховный Совет РСФСР принял постановление о денонсации Договора об образовании СССР 1922 года. Ряд юристов считает, что денонсация союзного договора была бессмысленной, так как он утратил силу в 1924 году с принятием первой конституции СССР.
21 декабря 1991 года на встрече президентов в Алма-Ате (Казахстан) к СНГ присоединилось ещё восемь республик: Азербайджан, Армения, Казахстан, Кыргызстан, Молдова, Таджикистан, Туркменистан, Узбекистан, были подписаны Алма-Атинская декларация и протокол к беловежскому соглашению о создании СНГ. Лидеры СНГ решили поддержать Россию в том, чтобы она продолжила членство СССР в ООН, включая постоянное членство в Совете Безопасности, и других международных организациях.
23 декабря Верховный Совет Казахской ССР ратифицировал беловежское соглашение вместе с алма-атинским протоколом.
25 декабря президент СССР М. С. Горбачёв объявил о прекращении своей деятельности на посту президента СССР в связи с созданием СНГ и подписал указ о сложении с себя полномочий Верховного главнокомандующего союзных Вооружённых Сил и передал управление стратегическим ядерным оружием президенту России Борису Ельцину. В тот же день соглашение о создании СНГ было ратифицировано Верховным Советом Таджикистана.
26 декабря 1991 года Совет Республик Верховного Совета СССР (образованный Законом СССР от 05.09.1991 № 2392-1, но не предусмотренный Конституцией СССР) принял декларацию о прекращении существования СССР в связи с образованием СНГ, тем самым официально распустив Союз ССР и его институты власти.

## Государственная символика

Основополагающая редакция флага СССР от 1955 года

Сове́тская симво́лика — пласт государственных и революционных отличительных знаков и изображений, олицетворяющих Советское государство и Октябрьскую революцию, которые использовались коммунистами и левыми на демонстрациях, в военных выступлениях красноармейцев, а также выполняли роль государственных символов Советского Союза.

## Политическая система и идеология

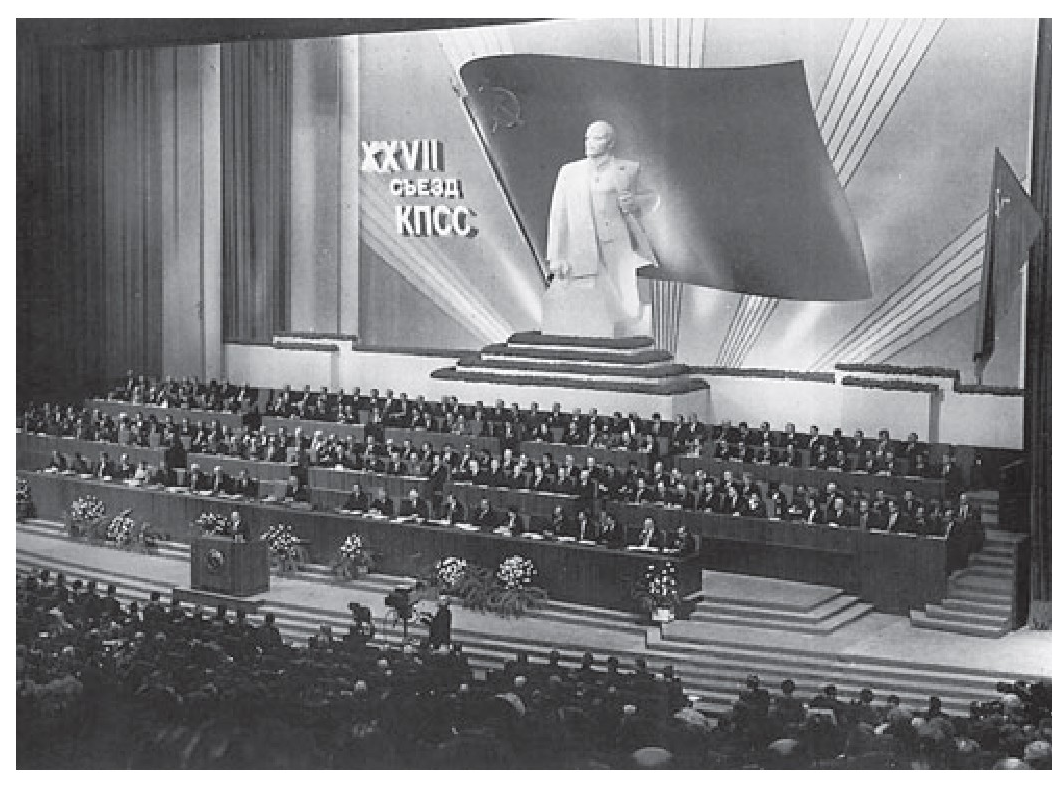
Съезд Коммунистической партии Советского Союза. 1986 г.

Фактическая власть в СССР принадлежала руководству компартии (ВКП(б), КПСС), единственной разрешённой партии в стране, которая функционировала в соответствии со своим внутренним уставом. Руководство партией осуществляли два равных по силе параллельно работающих органа — Политбюро/Президиум ЦК КПСС и Секретариат ЦК КПСС, которые принимали политические решения в общесоюзном масштабе и олицетворяли собой законодательную власть. Оба эти органа одновременно возглавлял Генеральный/Первый секретарь ЦК КПСС — высшая должность в Коммунистической партии Советского Союза. Руководители аппарата ЦК КПСС представляли собой реальную исполнительную власть. Формально в состав ЦК КПСС входили также рабочие, колхозники, инженеры и т. д., однако их функции в управлении партией носили декоративный характер.
Формально Декларация об образовании Союза Советских Социалистических Республик, являющаяся первым разделом Конституции 1924 года, провозглашала диктатуру пролетариата.

Советская политическая система отвергла принцип разделения и независимости властей, поставив законодательную власть над исполнительной и судебной. Высшим органом государственной власти в 1922—1937 годах был Всесоюзный съезд Советов; высшим законодательным, распорядительным и контрольным органом — Центральный Исполнительный Комитет (ЦИК) Советов СССР, состоящий из двух палат — Совета Национальностей и Союзного Совета, между его сессиями — Президиум Центрального Исполнительного Комитета Советов СССР. Союзный Совет избирался съездом из представителей союзных республик пропорционально населению каждой. Совет Национальностей состоял из пяти членов от каждой союзной и автономной республики, и по одному представителю от каждой автономной области РСФСР. По одному делегату представляли автономные республики и области, входящие в ЗСФСР. Обе палаты обладали равными правами, а законопроект получал силу закона только в случае принятия его каждой из палат. ЦИК являлся законодательным и исполнительным органом. Как верховный орган власти он обладал компетенцией, тождественной компетенции съезда Советов СССР, за исключением вопросов, отнесённых к исключительному ведению съезда. ЦИК по Конституции должен был созываться три раза в год, однако сессии собирались реже.

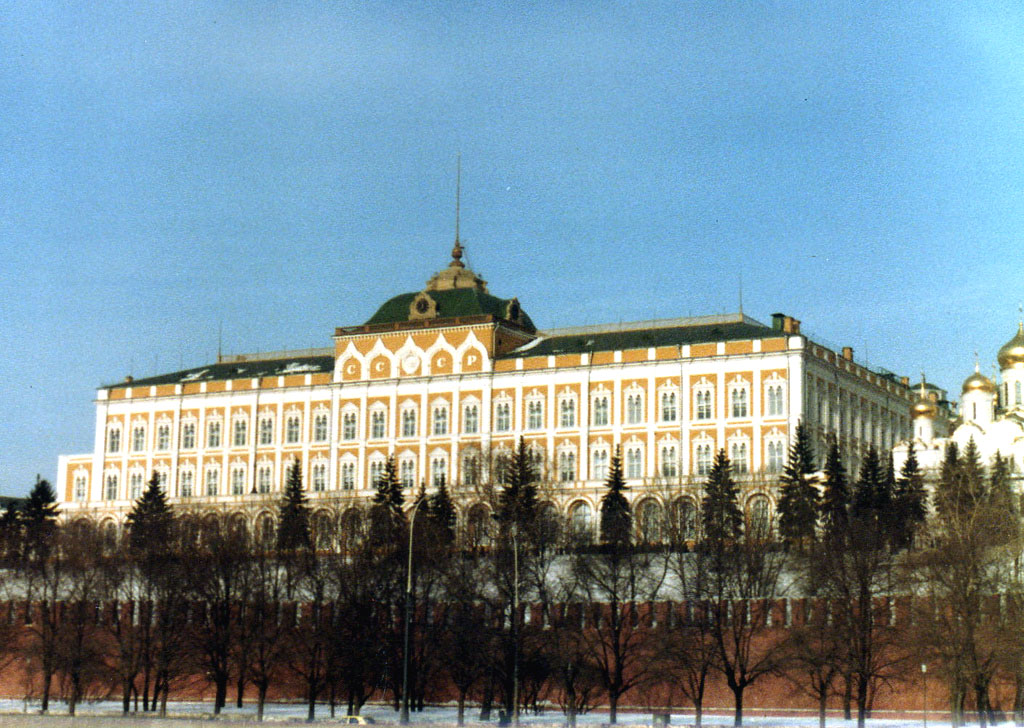
Большой Кремлёвский дворец, где с 1934 года проходили сессии Верховного Совета СССР. Москва, 1982 г.

Из принятой в 1936 году новой Конституции было исключено положение о диктатуре пролетариата. По инициативе Сталина, Конституция 1936 года предоставляла избирательные права многочисленным группам населения, которые ранее были их лишены, вводились прямые и тайные выборы в Советы. Статья 3-я Конституции гласила: «Вся власть в СССР принадлежит трудящимся города и деревни в лице Советов депутатов трудящихся». Однако на практике власть была сосредоточена в руках Сталина как фактического руководителя ВКП(б), который с конца 1930-х годов единолично принимал и отменял любые государственные решения; с 1936 года закреплялась практика безальтернативных выборов.
В 1937—1989 гг. высшим органом государственной власти являлся Верховный Совет СССР (ВС СССР), состоящий из Совета Национальностей и Совета Союза, в промежутках между сессиями — Президиум Верховного Совета СССР. Источником права формально были только постановления законодателя, то есть ВС СССР, хотя реальная практика значительно расходилась с конституционными положениями. Повседневное законотворчество на практике осуществлялось Президиумом Верховного Совета СССР, состоявшим из председателя, 15 заместителей председателя, секретаря и 20 прочих членов. Верховный Совет СССР, избиравшийся на 4 года, избирал Президиум ВС СССР, формировал Совет министров СССР, избирал судей Верховного суда СССР и назначал Генерального прокурора СССР.
Статья 2-я Конституции СССР 1977 года провозглашала: «Вся власть в СССР принадлежит народу. Народ осуществляет государственную власть через Советы народных депутатов, составляющие политическую основу СССР. Все другие государственные органы подконтрольны и подотчётны Советам народных депутатов». На выборах выдвигались кандидаты от трудовых коллективов, профсоюзов, молодёжных организаций (ВЛКСМ), самодеятельных творческих организаций и от партии (КПСС). Эта Конституция, в отличие от предыдущих, впервые отражала фактическую роль КПСС в управлении государством: «Руководящей и направляющей силой советского общества, ядром его политической системы, государственных и общественных организаций является Коммунистическая партия Советского Союза» (Статья 6-я).

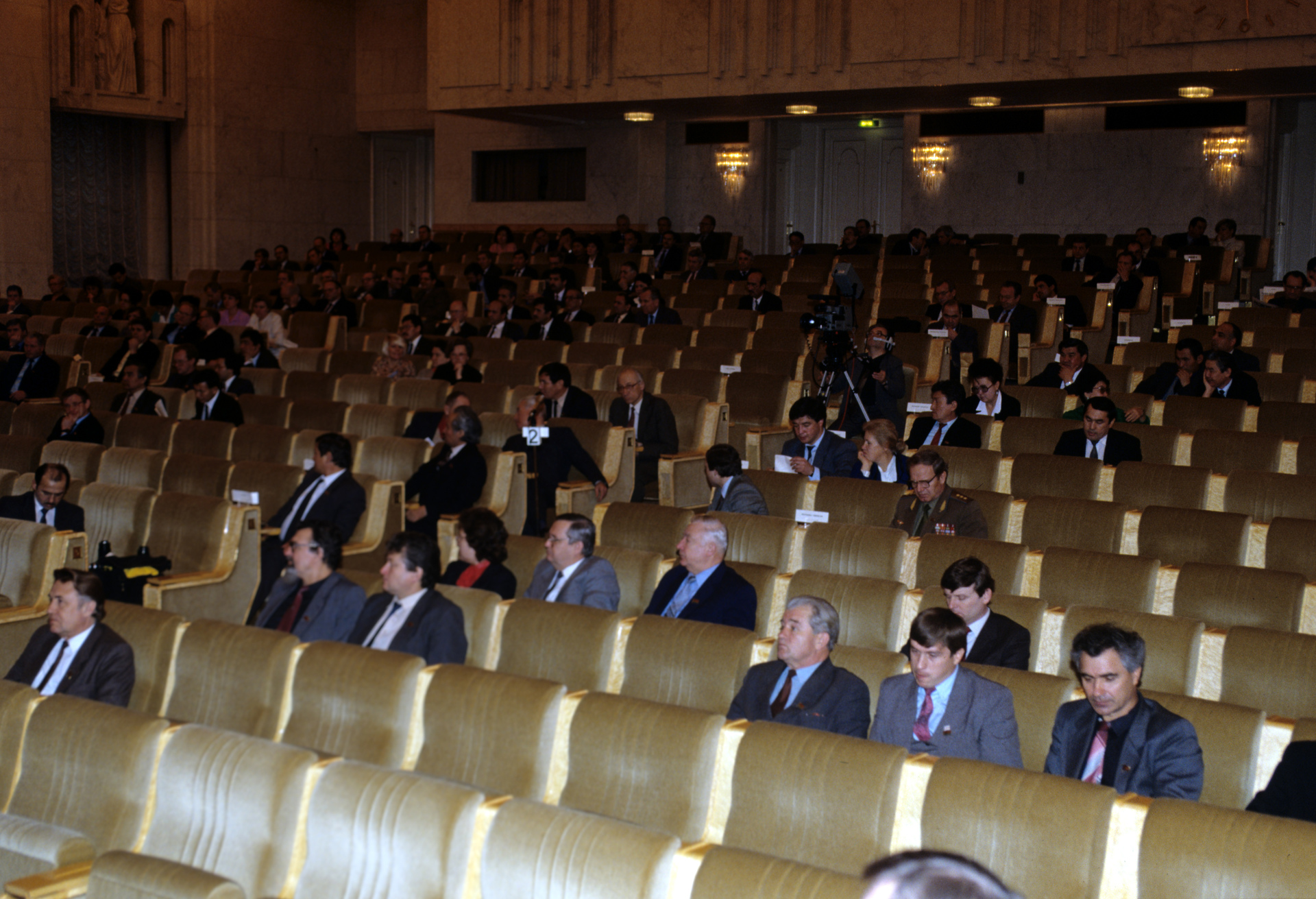
Последняя сессия Совета Республик Верховного Совета СССР, на которой депутаты проголосовали за прекращение существования Советского Союза. Декабрь 1991 г.

В 1989—1991 годах высшим органом государственной власти являлся Съезд народных депутатов СССР, постоянно действующим законодательным, распорядительным (до 1990 года) и контрольным органом — Верховный Совет СССР, состоящий из Совета Национальностей и Совета Союза. Законом СССР от 5 сентября 1991 года Совет Национальностей был заменён Советом Республик Верховного Совета СССР.
С 1989 по 1990 год высшим должностным лицом СССР был председатель Верховного Совета СССР. В 1990—1991 гг. главой Советского государства был президент СССР.
В СССР законодательно никакая идеология не провозглашалась государственной или господствующей; но, ввиду политической монополии Коммунистической партии, таковой де-факто была идеология КПСС — марксизм-ленинизм, которую в позднем СССР именовали «социалистической марксистско-ленинской идеологией». Политическая система СССР рассматривалась как «социалистическое государство», то есть как «политическая часть надстройки над экономическим базисом социализма, новый тип государства, приходящий на смену буржуазному государству в результате социалистической революции». Однако, по мнению некоторых западных исследователей советского общества, в позднем СССР марксизм в реальности трансформировался в националистическую и этатическую идеологию, в то время как классический марксизм провозглашал постепенное отмирание государства при переходе от социализма к коммунизму.
Отдельные исследователи характеризуют советский строй как государственный капитализм. В постсоветской России это мнение обосновывали в своих работах экономист Авенир Соловьёв на Украине историк Андрей Здоров.
Единственными институтами, которые легально оставались (но часто подвергались гонениям) организованными носителями враждебной марксизму-ленинизму идеологии, были зарегистрированные религиозные объединения (религиозные общества и группы) (подробнее см. раздел «Религия в СССР» ниже).
|                                                                                           | По конституции 1924 г.                                                        | По конституциям 1936 г. и 1977 г.                              | По конституции 1977 г. (в редакции 01.12.1988)                                                                                           | По конституции 1977 г. (в редакции 14.03.1990)                                                                                           | По конституции 1977 г. (в редакции 26.12.1990)                                                                                           |
| ----------------------------------------------------------------------------------------- | ----------------------------------------------------------------------------- | -------------------------------------------------------------- | --- | --- | --- |
| Высший орган государственной власти                                                       | Всесоюзный Съезд Советов (Съезд Советов СССР)                                 | Верховный Совет СССР - Совет Союза - Совет национальностей     | Съезд народных депутатов СССР | Съезд народных депутатов СССР | Съезд народных депутатов СССР |
| Высший законодательный, распорядительный и контролирующий орган государственной власти    | Центральный исполнительный комитет СССР - Совет Союза - Совет Национальностей | Президиум Верховного Совета СССР                               | Верховный Совет СССР (с 1990 г. — только законодательный и контрольный орган, не распорядительный) - Совет Союза - Совет Национальностей | Верховный Совет СССР (с 1990 г. — только законодательный и контрольный орган, не распорядительный) - Совет Союза - Совет Национальностей | Верховный Совет СССР (с 1990 г. — только законодательный и контрольный орган, не распорядительный) - Совет Союза - Совет Национальностей |
| Временный законодательный, распорядительный и контролирующий орган государственной власти | Президиум ЦИК СССР                                                            | Президиум Верховного Совета СССР                               | Верховный Совет СССР (с 1990 г. — только законодательный и контрольный орган, не распорядительный) - Совет Союза - Совет Национальностей | Верховный Совет СССР (с 1990 г. — только законодательный и контрольный орган, не распорядительный) - Совет Союза - Совет Национальностей | Верховный Совет СССР (с 1990 г. — только законодательный и контрольный орган, не распорядительный) - Совет Союза - Совет Национальностей |
| Высший исполнительный и распорядительный орган                                            | Совет народных комиссаров СССР                                                | Совет народных комиссаров СССР, с 1946 г. Совет Министров СССР | Совет народных комиссаров СССР, с 1946 г. Совет Министров СССР                                                                           | Совет народных комиссаров СССР, с 1946 г. Совет Министров СССР                                                                           | Кабинет министров СССР |

### Оценка политической системы
Оценка исследователями политической системы СССР диаметрально противоположна: в рамках западной историографии, а также частично российскими исследователями СССР рассматривается как колониальная империя, например,
публицист Владимир Пастухов считает, что СССР был колониальной империей, «где обладающая неограниченной властью бюрократия была главной, а возможно и единственной, несущей конструкцией государственности и политической общности». Американский историк Шейла Фицпатрик считает, что, несмотря на то что территория была несколько меньше, Советский Союз со всей очевидностью являлся преемником Российской империи.
Другая группа исследователей полагает, что СССР не вписывался в колониальную модель, в том числе по форме взаимоотношений центра и периферии: национальная политика в СССР официально строилась на основе ленинских принципов равноправия и дружбы народов, но включала также в различные этапы своей истории элементы дискриминации по национальному признаку (Депортации народов в СССР, Репрессии по национальным линиям в 1937-38, Пятая графа, Дело Еврейского антифашистского комитета, что привело к её полярным оценкам исследователями (Тюрьма народов, Интернационализм, Мультикультурализм). В то же время примерно одинаковый уровень жизни и равные шансы социального продвижения, одинаково низкий уровень социального неравенства и высокий уровень социальной защищённости во всех национальных республиках, в том числе РСФСР, интенсивное развитие национальных культур на основе общей интернациональной идеологии, формирование впервые в истории данных национальностей национальных научных центров (в каждой союзной республике существовала своя Академия наук), опиравшихся на широкую сеть впервые созданных национальных университетов и институтов; создание сети национальных библиотек, театров и литературы; беспощадная борьба со всеми формами национализма, общий народнохозяйственный механизм, основанный на росте промышленного потенциала всех национальных республик — всё это способствовало формированию в СССР общей гражданской идентичности, построенной на идее дружбы народов.
Советская система предполагала принципиальную неразделённость исполнительной, законодательной и судебной ветвей власти. Высшие звенья власти обладали полномочиями издавать законы, руководить органами исполнительной власти и контролировать исполнение законов, что было зафиксировано в Конституциях 1918, 1936 и 1977 годов. Исполнительная власть также вмешивалась в работу судебных органов и подменяла их. Система власти опиралась на номенклатуру и обеспечивала её незыблемость; работники, покидая одну должность, тут же занимали другую. Государство обеспечивало ей доступ к важной привилегии в условиях товарного дефицита — спецснабжению. При назначении кандидатов на государственные должности в СССР учитывались их биографии и характеристики, которые давали им партийные функционеры, что нередко определялось личными отношениями. Иногда формальный подход к анкетным критериям позволял людям бездарным, карьеристам и с криминальными наклонностями попасть во власть. Это приводило к распространению коррупции в СССР среди должностных лиц на всех уровнях власти. Огромный бюрократический аппарат, отсутствие эффективной обратной связи между властными структурами и обществом послужило одной из причин распада СССР. С другой стороны, критерий социального происхождения для продвижения по социальной лестнице способствовал продвижению выходцев из бедных и малообеспеченных семей в военную, научную и политическую элиту советского общества. Подавляющее большинство высших руководителей СССР были выходцами из бедных семей.

## Социальная структура
C 1930-х годов было конституционно закреплено наличие в СССР двух классов и социальной прослойки: рабочего класса, крестьянства и социальной прослойки: интеллигенции, при этом допускалось наличие внутри них различных дифференцированных социальных групп.
Если влиятельной точкой зрения на социальную структуру советского общества среди западных социологов и политологов (Б. Рицци, Д. Бёрнхем, М. Джилас) является положение о двухклассовой структуре: зависимые, лишённые собственности работники и господствующая номенклатура, (проф. Т. Заславская добавляет к данной схеме также класс, обслуживающий «номенклатуру»), — то среди российских исследователей получила распространение модель А. А. Терентьева, который выделяет следующие социальные группы: государственно-партийная номенклатура, генералитет армии, МВД и других силовых структур, директорский корпус предприятий, НИИ, деятели шоу-бизнеса, спорта, СМИ и тому подобные — так называемый высший класс, который составлял не более 5—6 % населения СССР; средний класс, обеспечивающий устойчивость социальной структуры, составлял большинство населения СССР: работники умственного труда, бюрократия среднего уровня и квалифицированные рабочие, что составляет примерно 60 % или 2/3 населения страны; низший класс: малоквалифицированные работники, жители сельской местности и горожане с весьма низкими доходами.
В сталинский период мобилизационная экономическая модель поддерживала материально только привилегированные слои общества (бюрократию, творческую и научную интеллигенцию, ударников производства). Остальное население, особенно сельское, беспощадно эксплуатировалось. Население являлось для государства источником пополнения государственных доходов через изъятие накоплений в денежную реформу, за счёт повышения цен и тарифов, «добровольно-принудительные» займы или изъятие у населения ценностей за счёт продажи продуктов питания в голодные годы по завышенным ценам через Торгсин. Как результат до середины 1950-х наблюдалось заметное социальное расслоение среди населения. Только после смерти Сталина государство сменило свой социальный курс на повышение благосостояния всех граждан. Дифференциация доходов между различными социальными группами в СССР, благодаря государственной политике сдерживания социального неравенства и расслоения общества, была значительно ниже, чем в постсоветский период, а также в несколько раз ниже, чем в развитых западных странах: если в 1989 г. в СССР оплата труда высших и низших социальных групп различалась в 4 раза, то в современной России этот показатель равен 13, в Норвегии и Швеции — около 6, в США — 15. Социальная политика СССР была направлена на поддержание стабильного, но относительно низкого уровня жизни для подавляющей массы населения.
По данным Т. И. Новосельцева, социальная система СССР имела высокий уровень демократичности и открытости, обеспечивая социальное продвижение выходцам из низших социальных групп. Она обладала большими возможностями (социальный лифт, равенство возможностей) для продвижения граждан по социальной лестнице: от её низших слоёв — в элиту страны, что в значительной степени опровергает концепцию западных политологов о том, что советское общество состояло из бюрократии и массы бесправных граждан, не имеющих никаких перспектив: по данным 1983 года, 88,3 % респондентов в возрасте 60 лет и старше имели социально-профессиональный статус выше, чем их родители; в группе 50−59 лет — 82,1 %; среди 40−49-летних — 75,4 %; среди 30−39-летних — 67 %; СССР был единственной страной в мире, где на протяжении всей её истории подавляющее большинство членов высшего органа управления: Политбюро ЦК КПСС, а также все высшие руководители государства, кроме Ленина, были из бедных семей и имели рабоче-крестьянское происхождение. В СССР уровень вертикальной социальной мобильности, возможности для продвижения в элиту страны для выходцев из рабоче-крестьянских семей, социально слабых слоёв населения был не только выше по сравнению с постсоветской Россией. Приоритет происхождения над профессиональными качествами приводил в некоторых случаях к негативным последствиям для развития страны, как например, лысенковщине.

## Правовая и судебная системы
Марксистско-ленинская идеология в СССР рассматривала государство и право вообще как политическую часть надстройки над экономическим базисом общества и подчёркивала классовый характер права, которое определялось как «возведённая в закон воля господствующего класса». Более поздняя модификация такой трактовки права гласила: «Право — возведённая в закон государственная воля».
Существовавшее в позднем (общенародном) СССР «социалистическое право» («высший исторический тип права») считалось возведённой в закон волей народа: оно «впервые в истории устанавливает и реально гарантирует подлинно демократические свободы»
Советское социалистическое право рассматривалось некоторыми исследователями на западе как разновидность римского, но советские правоведы настаивали на его самостоятельном статусе, что было признано мировым сообществом на практике после Второй мировой войны избранием представляющих его судей в Международный суд ООН — в соответствии со статьёй 9-й Статута суда, предусматривающей представительство основных форм цивилизации и правовых систем.
Основы судебной системы СССР были заложены до его учреждения — в РСФСР — рядом декретов, первым из которых был Декрет СНК «О суде» от 22 ноября 1917 года (см. статью Декреты о суде). Основным звеном судебной системы провозглашался «народный суд» города или района (суд общей юрисдикции), который избирался непосредственно гражданами. Конституция СССР 1977 года излагала основные принципы организации судебной системы СССР в Главе 20-й. Вышестоящие суды избирались соответствующими Советами. В состав народных судов входили судья и народные заседатели, которые принимали участие в рассмотрении гражданских и уголовных дел (статья 154-я Конституции 1977).
Функция высшего надзора «за точным и единообразным исполнением законов всеми министерствами, государственными комитетами и ведомствами, предприятиями, учреждениями и организациями, исполнительными и распорядительными органами местных Советов народных депутатов, колхозами, кооперативными и иными общественными организациями, должностными лицами, а также гражданами» возлагалась на Генеральную прокуратуру СССР (Глава 21-я). Конституция (статья 168-я) декларировала независимость прокуратуры от каких бы то ни было местных органов власти, хотя существуют свидетельства, что прокуроры находились под прямым оперативным контролем органов НКВД. В сталинский период правовая система была фактически раздвоена и требовала обязательного согласования любых санкций против членов партии с руководством партийных комитетов. Из-за корпоративной номенклатурной морали, которая допускала терпимое отношение к злоупотреблениям в своей среде, были распространены случаи, когда за одно и то же преступление члены партии оставались на свободе, а беспартийные попадали в тюрьму. Особенно ярко это было выраженно в денежную реформу 1947 года. Дальнейшим развитием подобной практики стало появление так называемых «телефонного права» и «телефонного правосудия» — устных директив от партийного аппарата, которые влияли на судебные решения и юридические процедуры. Это стало возможным из-за прямой зависимости судей от власти, которая поощряла их ставить партийную лояльность выше закона.

## Земельное законодательство
Нормы земельного законодательства СССР закрепляют право исключительной собственности государства на землю.
Согласно закону СССР от 13.12.1968 № 3401 VII об утверждении основ земельного законодательства Союза ССР и Союзных республик, Статья 8, Бесплатность пользования землёй: колхозам, совхозам, другим государственным, кооперативным, общественным предприятиям, организациям, учреждениям и гражданам СССР земля предоставляется в бесплатное пользование. Государство безвозмездно передавало организациям и предприятиям земли около городов и посёлков для их бесплатной передачи работникам. Принятое в феврале 1949 г. Постановление Совета министров СССР «О коллективном и индивидуальном огородничестве и садоводстве рабочих и служащих» положило начало массовой безвозмездной передаче земель в распоряжение граждан и широкому развитию коллективного и приусадебного садоводства, в России около 50 % граждан имели свои приусадебные участки, что привело к формированию своеобразной дачной культуры, соединяющей в себе как производственные, так и восстановительные функции и позволяющей работникам как заниматься производством сельхозпродукции, так и полноценно отдыхать.

## Руководители СССР
Формально главой государства (высшим должностным лицом) считался: с 1922 года — Председатель Президиума ЦИК СССР, с 1938 года — Председатель Президиума Верховного Совета СССР, с 1989 года — Председатель Верховного Совета СССР, с 1990 года — Президент СССР. Главой правительства являлся Председатель Совета Народных Комиссаров, с 1946 года — Председатель Совета Министров СССР, по должности входивший в состав Политбюро ЦК КПСС.
| Глава государства | Глава правительства |
| --- | --- |
| Председатели ЦИК СССР - М. И. Калинин (1922—1938) (от РСФСР) - Г. И. Петровский (1922—1938) (от Украинской ССР) - Н. Нариманов (1922—1925), Г. Мусабеков (1925—1937) (от ЗСФСР) - А. Г. Червяков (1922—1937) (от Белорусской ССР) - Н. Айтаков (1925—1937) (от Туркменской ССР) - Ф. Ходжаев (1925—1937) (от Узбекской ССР) - Н. Максум (1931—1934), А. Р. Рахимбаев (1934—1937) (от Таджикской ССР) Председатели Президиума Верховного Совета СССР - М. И. Калинин (1938—1946) - Н. М. Шверник (1946—1953) - К. Е. Ворошилов (1953—1960) - Л. И. Брежнев (1960—1964) - А. И. Микоян (1964—1965) - Н. В. Подгорный (1965—1977) - Л. И. Брежнев (1977—1982), первый (генеральный) секретарь ЦК КПСС в 1964—1982 - Ю. В. Андропов (1983—1984), генеральный секретарь ЦК КПСС в 1982—1984 - К. У. Черненко (1984—1985), генеральный секретарь ЦК КПСС 1984—1985 - А. А. Громыко (1985—1988) - М. С. Горбачёв (1988—1990), генеральный секретарь ЦК КПСС в 1985—1991. Президент СССР - М. С. Горбачёв 15 марта 1990 — 25 декабря 1991. | Председатели Совета Народных Комиссаров (с 15 марта 1946 года — Совета Министров) СССР - В. И. Ленин (1922—1924) - А. И. Рыков (1924—1930) - В. М. Молотов (1930—1941) - И. В. Сталин (1941—1953), генеральный секретарь ЦК ВКП(б) (КПСС) в 1922—1934 - Г. М. Маленков (март 1953—1955) - Н. А. Булганин (1955—1958) - Н. С. Хрущёв (1958—1964), первый секретарь ЦК КПСС в 1953—1964 - А. Н. Косыгин (1964—1980) - Н. А. Тихонов (1980—1985) - Н. И. Рыжков (1985—1991) Премьер-министр СССР - В. С. Павлов (1991) Руководитель КОУНХ СССР, Председатель МЭК СССР - И. С. Силаев (1991) |

Руководители СССР с 1953 по 1991 г.
Г. М. Маленков
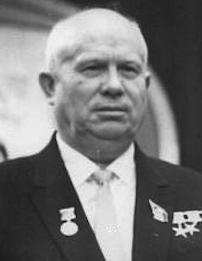
Н. С. Хрущёв
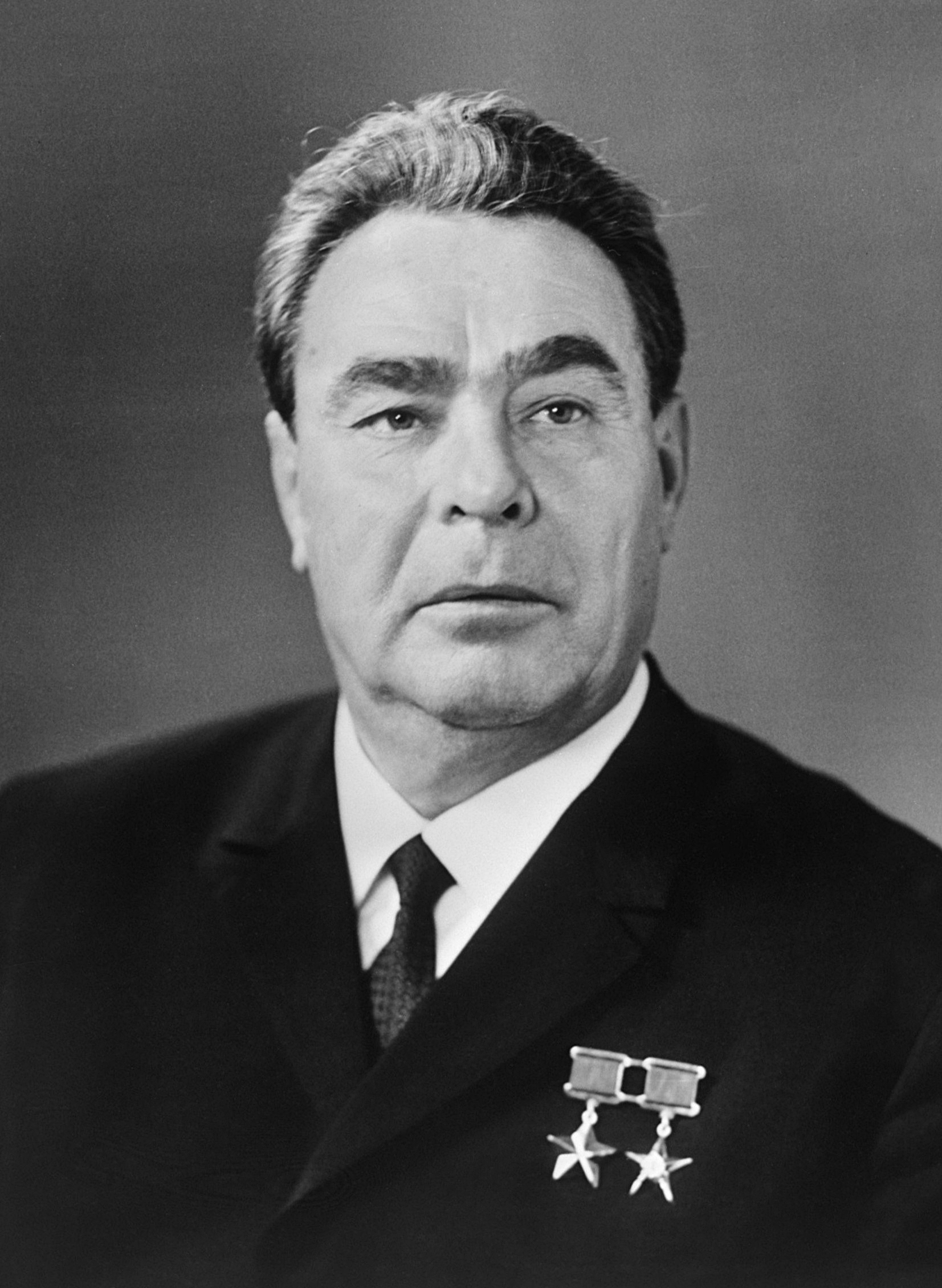
Л. И. Брежнев
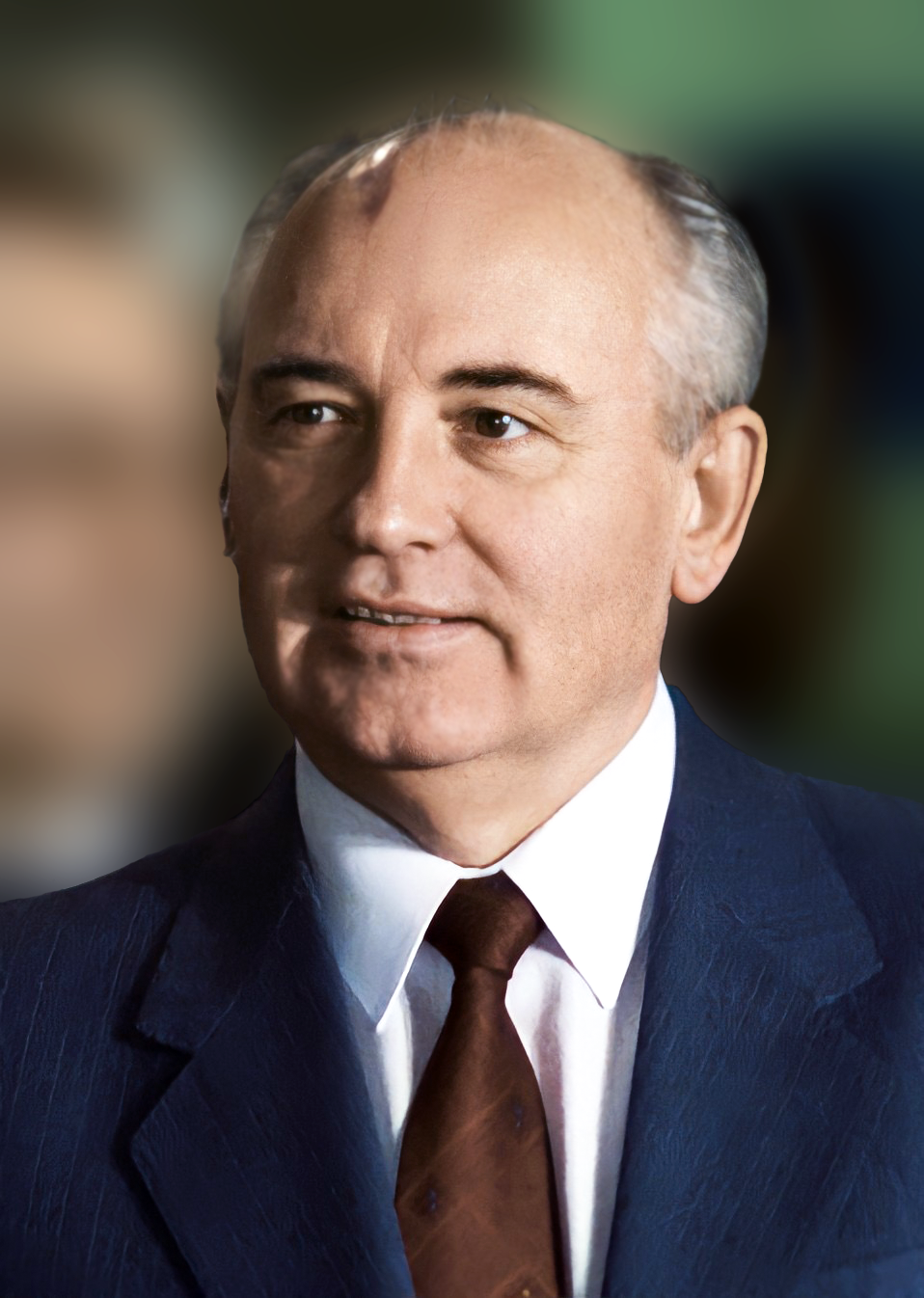
М. С. Горбачёв

## Экономика

### НЭП
К 1921 году Россия лежала в руинах. От бывшей Российской империи отошли территории Польши, Финляндии, Латвии, Эстонии, Литвы, Западной Белоруссии, Западной Украины, Карской области Армении и Бессарабии. Во время военных действий особенно пострадали Донбасс, Бакинский нефтегазоносный район, Урал и Сибирь, были разрушены многие шахты и рудники. Из-за нехватки топлива и сырья останавливались заводы. Рабочие были вынуждены покидать города и уезжать в деревню. Значительно сократился объём промышленного производства, а вследствие этого — и производства сельскохозяйственного.
Вследствие этого, главная задача внутренней политики РКП(б) и Советского государства состояла в восстановлении разрушенного хозяйства, создании материально-технической и социально-культурной основы для построения социализма, обещанного большевиками народу.
В июле 1921 г. был установлен порядок открытия торговых заведений. Постепенно отменялись государственные монополии на различные виды продукции и товаров. Для мелких промышленных предприятий был установлен упрощённый порядок регистрации. Осуществлялась денационализация мелких и кустарных предприятий.
В связи со введением НЭПа вводились определённые правовые гарантии для частной собственности. Так, 22.05.1922 г. ВЦИК издал декрет «Об основных частных имущественных правах, признаваемых РСФСР, охраняемых её законами и защищаемых судами РСФСР». Затем постановлением ВЦИК от 11.11.1922 с 1 января следующего года был введён в действие Гражданский кодекс РСФСР, который, в частности предусматривал, что каждый гражданин имеет право организовывать промышленные и торговые предприятия.
Однако со второй половины 1920-х годов начались первые попытки свёртывания НЭПа. В октябре 1928 года началось осуществление первого пятилетнего плана развития народного хозяйства, руководство страны взяло курс на форсированную индустриализацию и коллективизацию. Хотя официально НЭП не был отменён, к тому времени он был уже фактически свёрнут.

### Итоги НЭПа
Значительные темпы роста экономики, однако, были достигнуты лишь за счёт возвращения в строй довоенных мощностей, ведь Россия лишь к 1926/1927 году достигла экономических показателей довоенных лет. Потенциал для дальнейшего роста экономики оказался крайне низким. Частный сектор не допускался на «командные высоты в экономике», иностранные инвестиции не приветствовались, да и сами инвесторы особо не спешили в Россию из-за сохраняющейся нестабильности и угрозы национализации капиталов. Государство же было неспособно только из своих средств производить долгосрочные капиталоёмкие инвестиции.

### Индустриализация

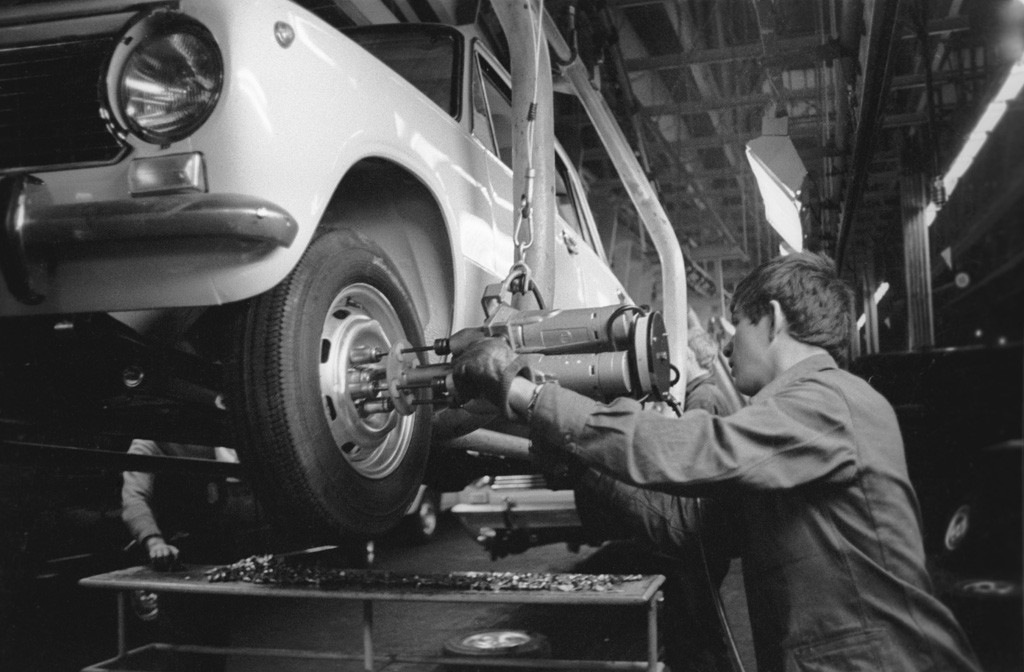
Волжский автомобильный завод (ВАЗ), Тольятти, 1969 г.

После окончательного свёртывания НЭПа, был объявлен курс на коллективизацию сельского хозяйства и индустриализацию промышленности. Начало было положено введением так называемых «пятилеток». Главной задачей введённой плановой экономики было наращивание экономической и военной мощи государства максимально высокими темпами. На начальном этапе это сводилось к перераспределению максимально возможного объёма ресурсов на нужды индустриализации.
Прежде всего, используя пропаганду, партийное руководство обеспечило мобилизацию населения в поддержку индустриализации. Комсомольцы в особенности восприняли её с энтузиазмом. Недостатка в дешёвой рабочей силе не было, поскольку после коллективизации из сельской местности в города от нищеты, голода и произвола властей перебралось большое число вчерашних сельских жителей. Миллионы людей самоотверженно, почти вручную, строили сотни заводов, электростанций, прокладывали железные дороги, метро. Часто приходилось работать в три смены. В 1930 г. было развёрнуто строительство около 1500 объектов, из которых 50 поглощали почти половину всех капиталовложений. Был воздвигнут ряд гигантских промышленных сооружений: ДнепроГЭС, металлургические заводы в Магнитогорске, Липецке и Челябинске, Новокузнецке,
Норильске, а также Уралмаш, тракторные заводы в Сталинграде, Челябинске, Харькове, Уралвагонзавод, ГАЗ, ЗИС (современный ЗИЛ) и другие. В 1935 году открылась первая очередь Московского метрополитена общей протяжённостью 11,2 км. При этом при планировании и строительстве широко использовались иностранные специалисты и технологии. Например, Магнитогорский металлургический комбинат был увеличенной копией завода U.S. Steel в городе Гэри (штат Индиана), а Сталинградский тракторный завод был изначально сооружён в США и перевезён в СССР.
Параллельно государство перешло к централизованному распределению принадлежащих ему средств производства и предметов потребления, осуществлялись внедрение командно-административных методов управления и национализация частной собственности. Возникла политическая система, основанная на руководящей роли ВКП(б), государственной собственности на средства производства и минимуме частной инициативы. Также началось широкое использование принудительного труда заключённых ГУЛАГа, спецпоселенцев и тылового ополчения.
Официальной позицией долгое время являлась отсутствие альтернативы выбранному подходу к проведению индустриализации:

Предметов широкого потребления действительно произведено меньше, чем нужно, и это создаёт известные затруднения. Но тогда надо знать и надо отдать себе отчёт, к чему привела бы нас подобная политика отодвигания на задний план задач индустриализации. Конечно, мы могли бы из полутора миллиардов рублей валюты, истраченных за этот период на оборудование нашей тяжёлой промышленности, отложить половину на импорт хлопка, кожи, шерсти, каучука и т. д. У нас было бы тогда больше ситца, обуви, одежды. Но у нас не было бы тогда ни тракторной, ни автомобильной промышленности, не было бы сколько-нибудь серьёзной чёрной металлургии, не было бы металла для производства машин, — и мы были бы безоружны перед лицом вооружённого новой техникой капиталистического окружения.

…Одним словом мы имели бы в таком случае военную интервенцию, не пакты о ненападении, а войну, войну опасную и смертельную, войну кровавую и неравную, ибо в этой войне мы были бы почти что безоружны перед врагами, имеющими в своём распоряжении все современные средства нападения.— Сталин И. В. Итоги первой пятилетки: Доклад на объединённом пленуме ЦК и ЦКК ВКП(б) 7 января 1933 г.
Тем не менее, существуют сомнения в эффективности выбранного в СССР подхода к проведению индустриализации и коллективизации. В рамках исследований, или так называемых «виртуальных сценариев», ряд авторов выдвигали предположения, что при сохранении НЭПа также были бы возможны индустриализация и быстрый экономический рост, в том числе развитие оборонной промышленности. Сравнив развитие экономики СССР с японской экономикой, которая находилась примерно на одинаковом уровне развития до войны и показавшую примерно такие же темпы развития, что и СССР, экономисты пришли к выводу, что в отличие от СССР, Японии удалось провести индустриализацию, добиться при этом более высокого уровня производительности и благосостояния граждан без репрессий и без разрушения сельского хозяйства. Индустриализация в 1928—1940 годах привела к огромным потерям благосостояния населения в 24 %.
Средства на индустриализацию были получены за счёт беспримерных распродаж культурных ценностей на Запад по низким ценам, продажи населению продуктов питания в голодные 1932-33 годы и предметов потребления за иностранную валюту, золото, серебро и драгоценные камни через Торгсин, кампания по изъятию ценностей и иностранной валюты у населения под лозунгом борьбы со спекуляцией, «добровольно-принудительные» займы у населения, экспорта сельскохозяйственной продукции, нефти и других полезных ископаемых. Индустриализация сопровождалась разрушением деревни, слабым развитием лёгкой промышленности и социальной сферы, падением уровня жизни населения.

### Во время Великой Отечественной войны
Экономика СССР во время войны была ориентирована на военную промышленность. Многие предприятия перешли с выпуска, например, сельскохозяйственной техники на производство военной.
В 1943 г. военные расходы составили 44 процента национального дохода, фонд потребления — 49 и фонд накопления — 7 процентов, в 1944 г. — соответственно 35, 50 и 15 процентов.

### Послевоенное состояние страны
В целом в 1950-х годах экономика и промышленность СССР твёрдо закрепилась на втором месте в мире, уступая только США.
Уже к 1960-м годам экономика СССР занимала 1-е место в мире по: добыче угля, добыче железной руды, производству кокса и цемента, выпуску тепловозов, производству пиломатериалов, шерстяных тканей, сахара-песка и животного масла и т. д., и 2-е место в мире по объёмам производства всей промышленной продукции, электроэнергии, добычи нефти и газа, выпуску стали и чугуна, химической продукции, минеральных удобрений, продукции машиностроения, хлопчатобумажных тканей и т. д. В дальнейшем СССР обогнал своих мировых конкурентов в производстве стали, чугуна, добыче нефти, производству минеральных удобрений, железобетонных изделий, обуви и т. д.

### 1960-е и 1970-е годы
Быстрые темпы экономического роста, характерные для 30-х — 50-х годов, сменились периодом постепенного замедления прироста производительности по мере того, как сокращался разрыв уровня жизни с развитыми капстранами. Это было связано с исчерпанием потенциала для роста и снижением предельной отдачи по народному хозяйству в результате накопления основных фондов. Ускорению развития мешали гипертрофированный ВПК (военные расходы в 80-е годы колебались в районе 12 % ВВП) и малоэффективный АПК (производя примерно одинаковый объём продукции, с/х имело в 4-5 раз меньшую производительность, чем в США, и препятствовало таким образом перетоку рабочей силы в промышленность и сферу услуг), которые, несмотря на большие затраты, продолжали поддерживаться различными программами и постановлениями вплоть до конца 80-х годов. На потенциале для роста проявляла отрицательное воздействие и невысокая степень открытости отечественной экономики, хотя внешнеторговый оборот прирастал высокими темпами.

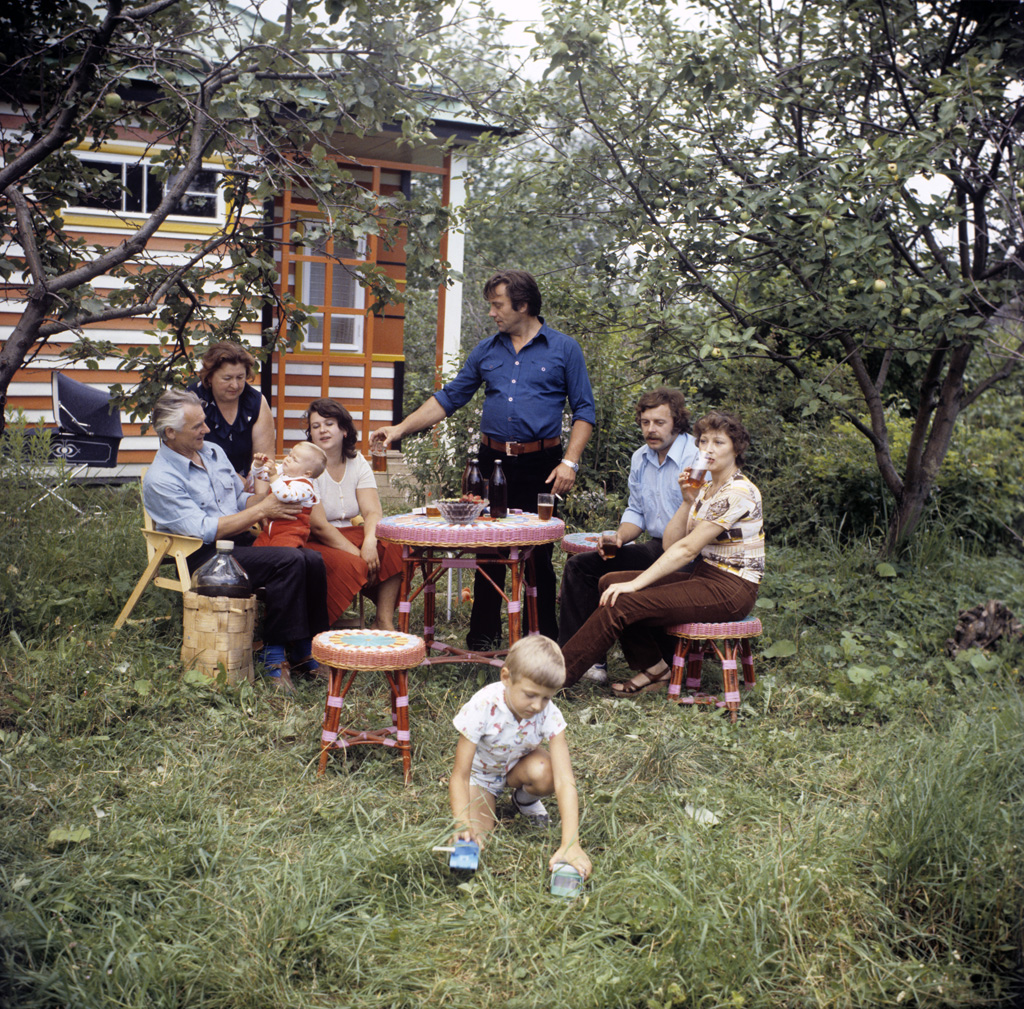
Семья рабочего ленинградского завода на дачном участке. 1981 г.

На протяжении 8-й пятилетки 1965—1970 гг. под руководством А. Н. Косыгина была проведена масштабная реформа, направленная на децентрализацию управления экономикой. Были ликвидированы органы территориального хозяйственного управления и планирования (Совнархозы), существенно расширена хозяйственная самостоятельность предприятий, сокращено количество директивных плановых показателей с 30 до 9, в качестве основных показателей были зафиксированы прибыль и рентабельность, изменена ценовая политика. К осени 1967 г. по новой системе работали 5,5 тыс. предприятий (1/3 промышленной продукции, 45 % прибыли), к апрелю 1969 г. 32 тыс. предприятий (77 % продукции). На протяжении пятилетки фиксировались рекордные темпы экономического роста. В 1966—1979 гг. среднегодовые темпы роста национального дохода в СССР составляли 6,1 %. Был осуществлён ряд крупных хозяйственных проектов (создание Единой энергосистемы, внедрение автоматизированных систем управления (АСУ), развитие гражданского автомобилестроения и пр.). Высокими были темпы роста жилищного строительства, развития социальной сферы, финансировавшихся за счёт средств предприятий. Восьмая пятилетка получила образное название «золотой».
Несмотря на успехи, в начале 1970-х годов программа реформ была свёрнута. Среди причин «захлёбывания» реформы обычно приводятся сопротивление консервативной части Политбюро ЦК (негативную позицию по отношению к реформе занимал Н. В. Подгорный), а также ужесточение внутриполитического курса под влиянием Пражской весны 1968 г. Неблагоприятным «антистимулом» для развития реформаторских усилий мог быть рост поступлений от экспорта нефти, позволивший консервативному крылу советского руководства маскировать экономические проблемы СССР, в частности покрывать дефицит продовольствия за счёт поставок по импорту: закупок кормового зерна в Канаде и мороженой говядины и китового мяса в Австралии.

### 1980-е годы
С 1913 г. по 1986 г. Россия и союзные республики увеличили своё национальное богатство более чем в 50 раз, национальный доход в 94 раза. Число студентов высших учебных заведений увеличилось в 40 раз, врачей — в 48 раз. На 1986 год национальный доход СССР составлял 66 % от аналогичного в США, продукция промышленности — 80 %, сельского хозяйства — 85 %.[уточнить]
В годы Перестройки усилились негативные тенденции в экономике. Неспособность политического руководства страны адекватно реагировать на негативные внешние проявления (падение цен на нефть в 1986 г., снижение поступлений в бюджет в результате антиалкогольной кампании, огромные расходы на ликвидацию Чернобыльской аварии, военные расходы в Афганистане и др.) и приверженность к популистским мерам привели к разбалансированности бюджетной и денежной систем, следствием чего стало обострение общей экономической ситуации.
Темпы роста ВНП снизились в годы XII пятилетки (1986—1990) до 2,4 % в год (против 4,8 % в годы X-й и 3,7 % в годы XI-й пятилетки), а в 1990 г. стали отрицательными. На рубеже 1980—1990-х годов ситуация в советской экономике стала критической. С прилавков исчезли даже товары и продукты питания первой необходимости; осенью 1989 г. впервые после войны в Москве были введены талоны на сахар, а к началу 1991 года над страной нависла реальная угроза полномасштабного голода. Из-за рубежа в СССР начала поступать продовольственная гуманитарная помощь.
К этому времени советским Правительством уже был потерян контроль над экономикой государства, в результате целого ряда причин, что обернулось для страны ускорением распада Советского Союза.

### Ценообразование
Внутренним содержанием планового ценообразования в СССР являлось стабильное государственное регулирование, планирование и прогнозирование цен, исходя из экономических, политических и социальных задач, стоящих перед страной, в 1969 году плановое ценообразование было выделено в самостоятельную область государственного управления. Исследователями выделяются следующие особенности планового регулирования цен: высокая степень централизации управления и применение исключительно прямых методов регулирования цен на все виды продукции, товаров и услуг. Несмотря на то, что в СССР происходила постепенная эволюция процессов регулирования ценообразования от исключительно административных директивных методов — к развитию определённой экономической свободы, наделению предприятий правом самостоятельно устанавливать договорные цены на отдельные виды продукции, в СССР доминировал административный принцип ценообразования, директивно определяющий для предприятия цены на произведённую продукцию на основе социально-политических приоритетов государства, в СССР также отсутствовал единый федеральный закон, определяющий принципы ценообразования и степень государственного регулирования ценообразования, данный закон также отсутствует и в современной России. С целью обеспечения населения достойным уровнем жизни, в СССР субсидировались государством (за счёт повышения цен на предметы роскоши) цены на товары первой необходимости, которые реализовывались ниже их себестоимости, что, с одной стороны, приводило к товарному дефициту, с другой стороны, население стало значительно лучше питаться, одеваться, иметь гораздо больше возможностей для полноценного отдыха и более полного удовлетворения материальных и культурных запросов. Вместе с тем в начале 1970-х гг. уровень жизни населения, несмотря на его заметное повышение во второй половине 1960-х гг., всё ещё оставался относительно невысоким. С переходом России к рыночной экономике, на товары первой необходимости произошёл обвальный рост цен.

## Права человека в СССР
Права человека в СССР — комплекс вопросов реализации прав человека (основных свобод и возможностей в экономической, социальной, политической и культурной сферах) в СССР. Большинство подобных вопросов регулировалось конституциями СССР (например, Конституцией СССР 1977 года), а также конституциями, уголовными и гражданскими кодексами союзных республик (например, Уголовным кодексом РСФСР и Гражданским кодексом РСФСР).
СССР подвергался критике со стороны стран Запада за нарушения прав человека, в том числе закреплённых в подписанных Советским Союзом международных документах.

## Здравоохранение
В СССР получила значительное распространение сеть научно-исследовательских учреждений в области медицины, лечебно-профилактических учреждений для взрослых и детей, курортов, санаториев и домов отдыха. Медицинская помощь в СССР оказывалась бесплатно, что обеспечивало её доступность для всего населения страны.
К середине 1970-х годов в РСФСР была достигнута самая высокая за всю историю России продолжительность жизни: 64,9 для мужчин и 74,5 лет у женщин.

## Социальное обеспечение
Основными видами обеспечения и обслуживания по социальному обеспечению и социальному страхованию в СССР выступали пособия по временной нетрудоспособности, по беременности и родам, на рождение ребёнка, пенсии по старости, инвалидности и тому подобные, а также предоставление путёвок (бесплатно или за частичную плату) в санатории, дома отдыха, лечебно-оздоровительные профилактории и так далее. Особенностью фонда социального страхования в СССР было то, что он формировался из средств государственного бюджета и средств предприятий без вычетов из заработной платы работника. В СССР были годы высокого уровня самоубийств, например, 1984 год, но были и годы низкого уровня, например, 1965 год. Существовала проблема алкоголизма, поэтому проводились антиалкогольные кампании.
Уровень социального неравенства на протяжении всей советской истории был во много раз меньше не только по отношению к царской России, но и в сравнении с развитыми западными странами.

## Пенсии в СССР
Действовавшая в СССР система пенсионного обеспечения охватывала абсолютно все категории граждан и включала в себя не только выплаты пенсий и пособий, но и различные формы санаторно-курортного обслуживания, содержание и обслуживание престарелых и нетрудоспособных.
Пенсионные взносы выплачивались предприятием без каких-либо вычетов из зарплаты работника. Отсутствие таких взносов не лишало работника права на пенсию. Возраст выхода на пенсию: мужчины — 60 лет, женщины — 55 лет. При этом существовал значительный список категорий лиц, имеющих право на досрочную пенсию. Согласно Постановлению Совмина СССР от 03.08.1972 № 590, минимальный размер пенсии составлял 50 руб, а максимальный размер пенсии по возрасту на общих основаниях составлял 120 руб, за непрерывный стаж работы были определены надбавки к пенсии от 10 до 20 % в зависимости от стажа работы.
По другим данным, средний размер ежемесячной пенсии в РСФСР составлял: в 1965 году — 37,8 рублей, в 1970 году — 44,3 рубля, в 1980 году — 64,9 рублей, в 1985 году — 80,9 рублей.
|                        | 1970  | 1980  | 1990  |
| ---------------------- | ----- | ----- | ----- |
| Средняя зарплата, руб. | 122,0 | 190,8 | 274,6 |
| Средняя пенсия, руб.   | 34,4  | 57,2  | 109,2 |
| Коэффициент замещения  | 0,28  | 0,3   | 0,4   |

До 1940 года система пенсионного обеспечения была слабо развита и вплоть до 1964 года не существовало единой системы государственного пенсионного обеспечения колхозников. Согласно тексту «Примерного Устава сельхозартели» 1935 г. (ст. 11), престарелые колхозники освобождались от каких-либо налогов государству, колхоз обязан был создать специальный фонд в размере 2 % общего валового продукта для выплаты пособий пенсионерам и нетрудоспособным колхозникам, дополнительно колхоз мог выделять пенсионерам натуральную продукцию, начислять трудодни и денежные выплаты, размеры и порядок пенсионного обеспечения определялись на общем собрании колхоза; с 1964 г., согласно «Закону о пенсиях и пособиях членам колхозов» (1964 г.) государство брало на себя выплаты пенсий колхозникам, при этом в постановлении Совета министров СССР подчёркивалось, что колхозы по своему усмотрению могли сохранить выплату дополнительных пенсий колхозникам из своих средств. С учётом общественных фондов потребления, включающих в себя бесплатное здравоохранение, льготы на санаторное лечение и оплату лекарств, оплату коммунальных услуг, проезд в транспорте, культурные мероприятия и так далее, реальная пенсия в денежном эквиваленте была на 20—30 % больше, чем сумма, выплачиваемая государством непосредственно пенсионеру. По мнению А. В. Пудовкина, анализ ключевой статистики показал, что советская пенсионная система обладала высоким уровнем эффективности, например гарантировала достаточно высокий для СССР уровень жизни. В 1990 годы коэффициент замещения (уровень доходов после выхода на пенсию в сравнении с доходом в период работы) составлял 40 %, что соответствует минимальному уровню социального обеспечения, который рекомендует Международная организация труда.

## Уровень жизни

### Динамика уровня жизни в СССР
По данным исследователей, в СССР существовала позитивная динамика уровня жизни: 88,3 % респондентов в возрасте 60 лет и старше имели социально-профессиональный статус выше, чем их родители; в группе 50—59 лет — 82,1 %; среди 40—49-летних — 75,4 %; 30—39-летних — 67 %.
Для того чтобы понять динамику уровня жизни в таких странах, как СССР, исследователи часто используют не экономические, а антропометрические данные — например, данные о росте детей определённого возраста, о детской смертности и продолжительности жизни. Такая статистика более точно отражает объём и качество питания и уровень развития здравоохранения. Анализ этих данных, проведённый Элизабет Брейнерд, профессором экономики колледжа Уильямса, однозначно свидетельствует о том, что рост уровня жизни в СССР действительно имел место, но завершился в конце 1960-х — начале 1970-х гг. После этого уровень жизни не только перестал расти, но и стал снижаться — вплоть до конца 1980-х гг.

## Транспорт, инфраструктура, связь

### Железнодорожный транспорт
После Октябрьской революции, все частные железные дороги были национализированы. Управление сетью железных дорог было возложено на Наркомат путей сообщения, преобразованный позднее в Министерство путей сообщения. Из числа крупнейших железнодорожных строек советского периода можно выделить Турксиб, Трансполярную магистраль, БАМ, «Малый БАМ». Кроме того, все крупнейшие дороги были сделаны двухпутными, многие (там, где было экономически целесообразно) электрифицированы.

### Городской электротранспорт

#### Метрополитен
В России первая линия метрополитена была торжественно открыта в Москве 15 мая 1935 года. На территории СССР метрополитен был открыт также в Ленинграде (1955), Киеве (1960), Тбилиси (1966), Баку (1967), Харькове (1975), Ташкенте (1977), Ереване (1981), Минске (1984), Горьком (1985), Новосибирске (1986), Куйбышеве (1987) и Свердловске (1991).

#### Троллейбус

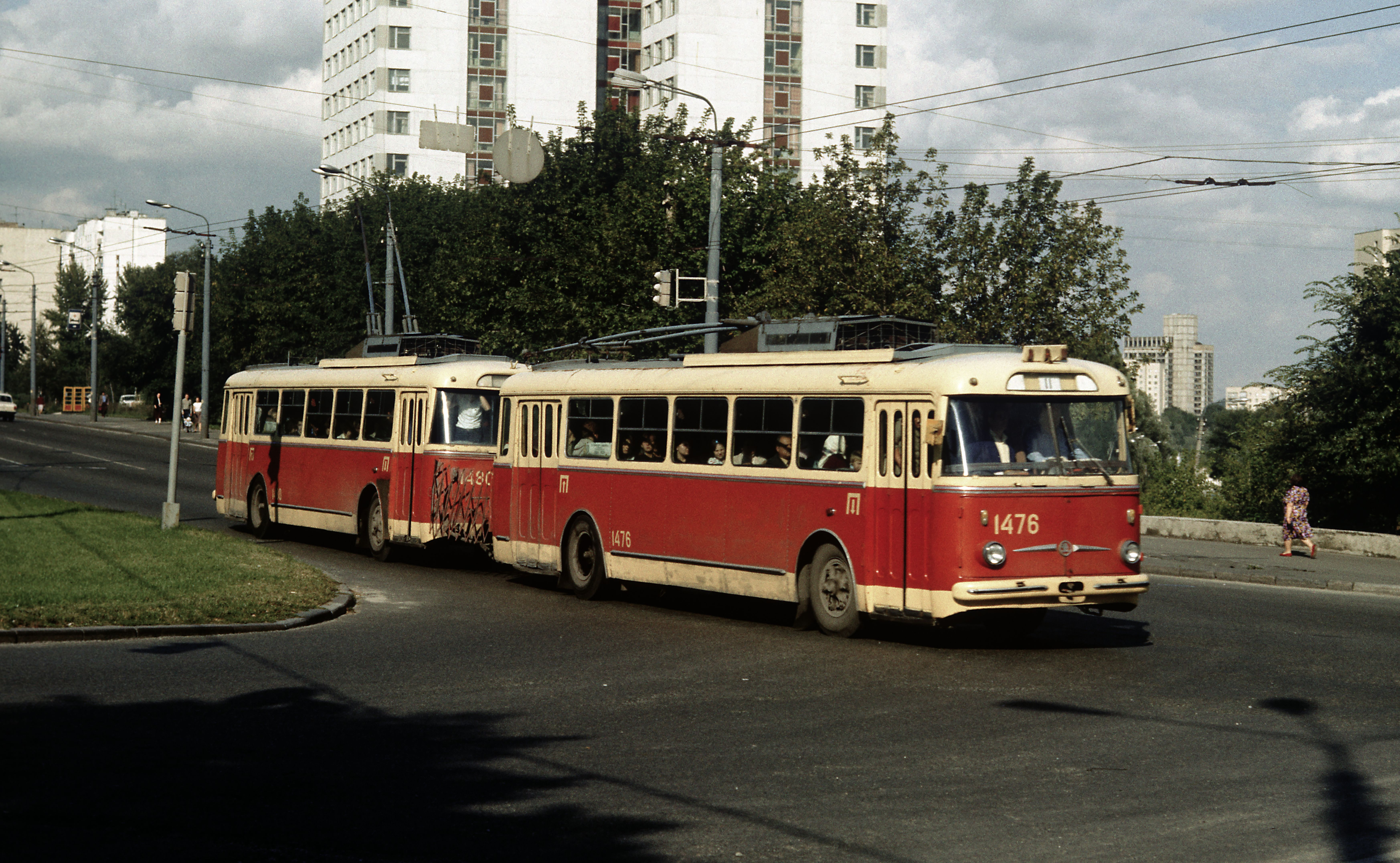
Поезд из двух троллейбусов Škoda 9Tr, соединённых по системе Владимира Веклича в Киеве, 1986 г.

В СССР троллейбусами ежегодно перевозилось более десяти миллиардов пассажиров в 178 городах, в 122 из которых, во внутригородских перевозках грузов использовались грузовые троллейбусы.
Первая троллейбусная линия в СССР была построена в 1933 году в Москве. Первыми троллейбусами стали машины ЛК-1, названные в честь Лазаря Кагановича. 12 июля 1966 года в Советском Союзе впервые в мировой практике киевским изобретателем Владимиром Векличем был создан троллейбусный поезд. Всего эксплуатировалось около шестисот таких поездов в более чем двадцати городах страны. В 1982 году в СССР эксплуатировалось 25 014 троллейбусов.

#### Трамвай
В 1982 году в Советском Союзе эксплуатировалось 21 174 трамвайных вагонов в 110 городах. Самыми распространёнными моделями были: КТМ-5 и Tatra T3SU.
Первая в СССР линия скоростного трамвая была открыта в Киеве 30 декабря 1978 года по инициативе Владимира Веклича и Василия Дьяконова. Позже скоростной трамвай появился в Волгограде, Ижевске и Кривом Роге.

## Космонавтика
СССР являлся пионером в исследовании космоса, осуществив впервые в мире запуск искусственного спутника Земли («Спутник-1», 4 октября 1957 года), первый в мире вывод на околоземную орбиту живого существа (Лайка, «Спутник-2», 3 ноября 1957 года), первый в мире полёт человека в космос (Ю. А. Гагарин, «Восток-1», 12 апреля 1961 года), первый в мире выход человека в открытый космос (А. А. Леонов, «Восход-2», 18 марта 1965 года), запуски автоматических межпланетных станций, впервые в мире осуществивших мягкие посадки на Луну («Луна-9», 3 февраля 1966 года), Марс («Марс-3», 2 декабря 1971 года) и Венеру («Венера-7», 17 августа 1970 года), а также впервые в мире произведён запуск постоянно действующей космической орбитальной станции («Салют-1», 19 апреля 1971 года), крупные достижения позднего СССР — создание орбитальной станции «Мир», исследование кометы Галлея АМС «Вега», полёт «Бурана». В СССР было создано большое количество космических аппаратов различных типов: искусственные спутники Земли (ИСЗ), пилотируемые космические корабли (ПКК), орбитальные станции (ОС), автоматические межпланетные станции (АМС).

## Атомная энергетика
Первая в мире промышленная атомная электростанция (мощностью 5000 кВт) была запущена 27 июня 1954 года в СССР в городе Обнинске, расположенном в Калужской области. Всего к началу 1992 г. на территории СССР было построено 15 АЭС, 45 энергоблоков, в 1980 году был построен впервые в мире энергоблок промышленного масштаба с реактором на быстрых нейтронах БН-600, остающийся до настоящего времени крупнейшим в мире реактором такого типа. СССР был пионером в производстве атомных ледоколов, создав первый в мире атомный ледокол («Ленин», 5 декабря 1957 года), атомные ледоколы класса «Арктика».

## Вооружённые силы СССР

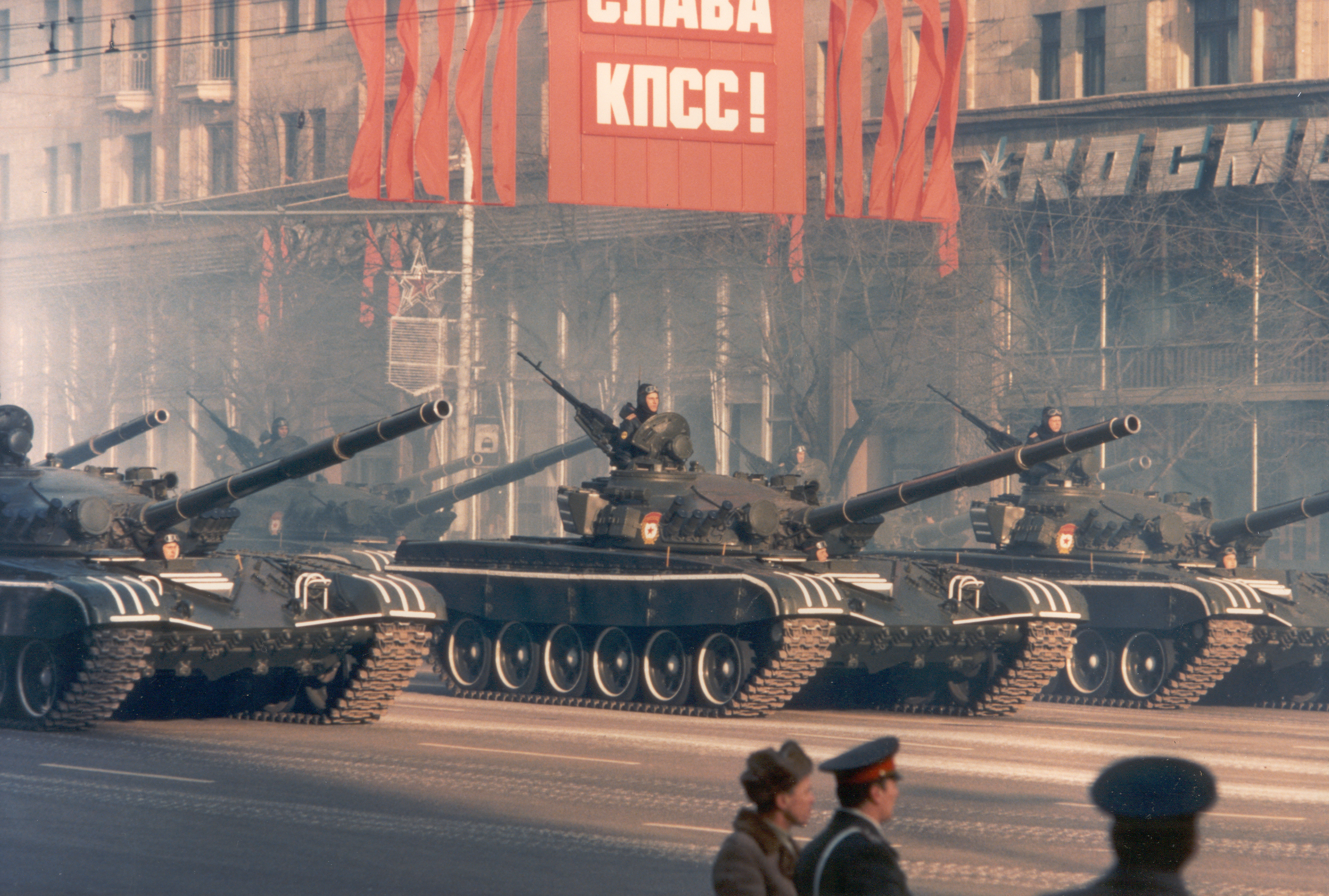
Военный парад, посвящённый 66-й годовщине Октябрьской революции. Москва. 1983 г.

До февраля 1946 года по отдельности существовали Рабоче-крестьянская Красная армия и Рабоче-крестьянский Красный флот. К маю 1945 года численность РККА составляла 11,3 млн человек. 25 февраля 1946 года РККА и РККФ были объединены в Вооружённые силы СССР. С 25 февраля 1946 года до начала 1992 года РККА именовались Советской армией. Советская армия включала в себя РВСН, СВ, Войска ПВО, ВВС и другие формирования, кроме ВМФ, Пограничных войск КГБ СССР, Внутренних войск МВД СССР. На протяжении всей истории СССР должность Верховного Главнокомандующего вводилась два раза. Первый раз на неё был назначен Иосиф Сталин, второй раз — Михаил Горбачёв.
ВС СССР состояли из пяти видов войск: Ракетные войска стратегического назначения (1960 г.), Сухопутные войска (1946 г.), Войска противовоздушной обороны (1948 г.), Военно-морской флот и Военно-воздушные силы (1946 г.), а также включали Тыл ВС СССР, штабы и Войска гражданской обороны (ГО) СССР, Внутренние войска МВД СССР, Пограничные войска КГБ СССР.

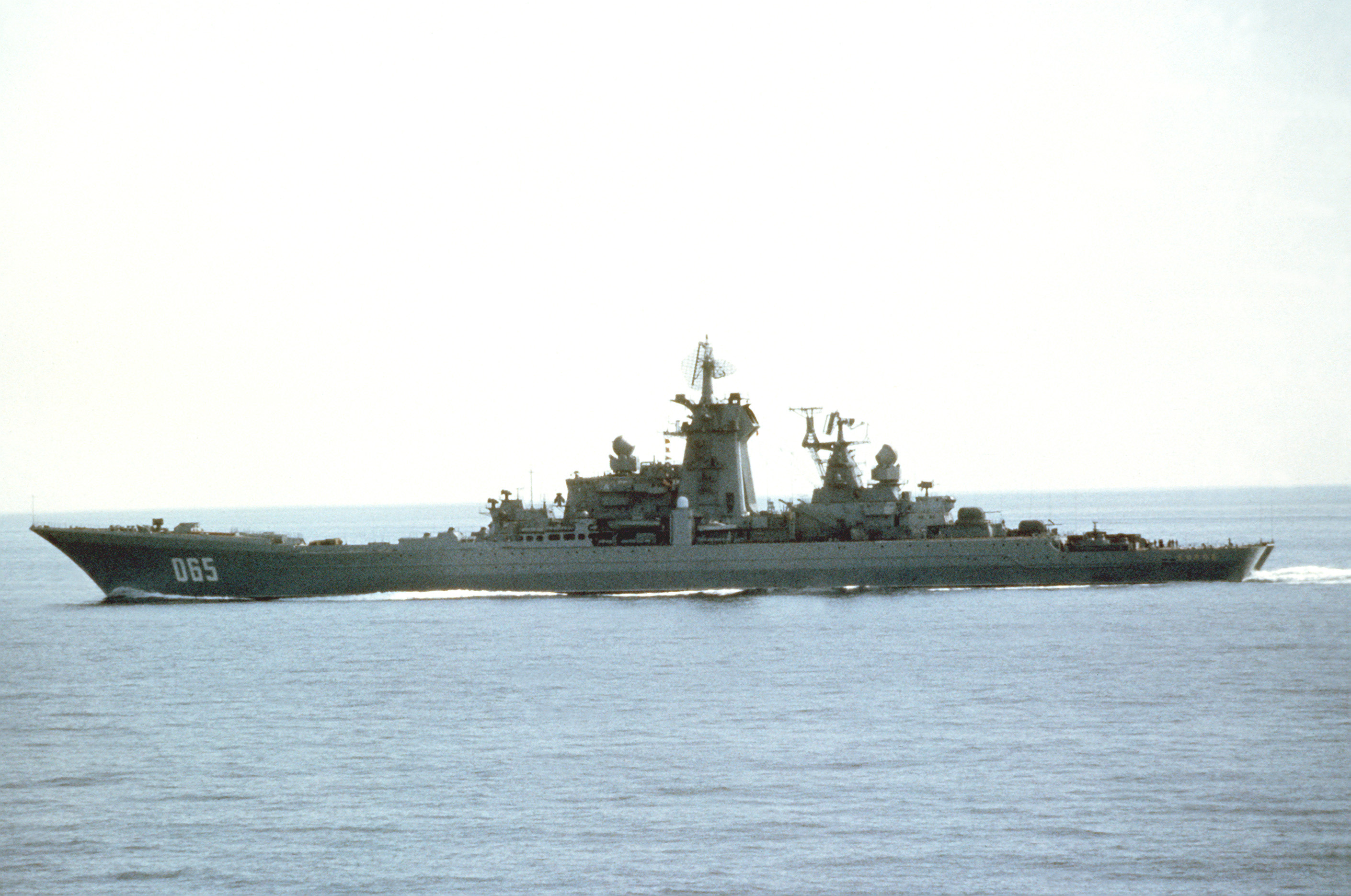
Атомный крейсер «Киров»

14 мая 1955 года Советский Союз и ряд социалистических европейских государств учредили договор о дружбе, сотрудничестве и взаимной помощи Организацию Варшавского договора (ОВД). Организация была создана в противовес блоку НАТО.
Высшее государственное руководство в области обороны страны на основе законов осуществляли высшие органы государственной власти и управления СССР, руководствуясь политикой КПСС, направляя работу всего государственного аппарата таким образом, чтобы при решении любых вопросов управления страной обязательно учитывались интересы укрепления её обороноспособности: — Совет обороны СССР (Совет рабоче-крестьянской обороны РСФСР), Верховный Совет СССР (статья (ст.) 73 и 108, Конституции СССР), Президиум Верховного Совета СССР (ст. 121, Конституции СССР), Совет министров СССР (Совет народных комиссаров РСФСР) (ст. 131, Конституции СССР).
Совет обороны СССР координировал деятельность органов Советского государства в области укрепления обороны, утверждение основных направлений развития ВС СССР. Возглавлял Совет обороны СССР председатель Президиума Верховного Совета СССР.

## Уголовно-исполнительная система и спецслужбы

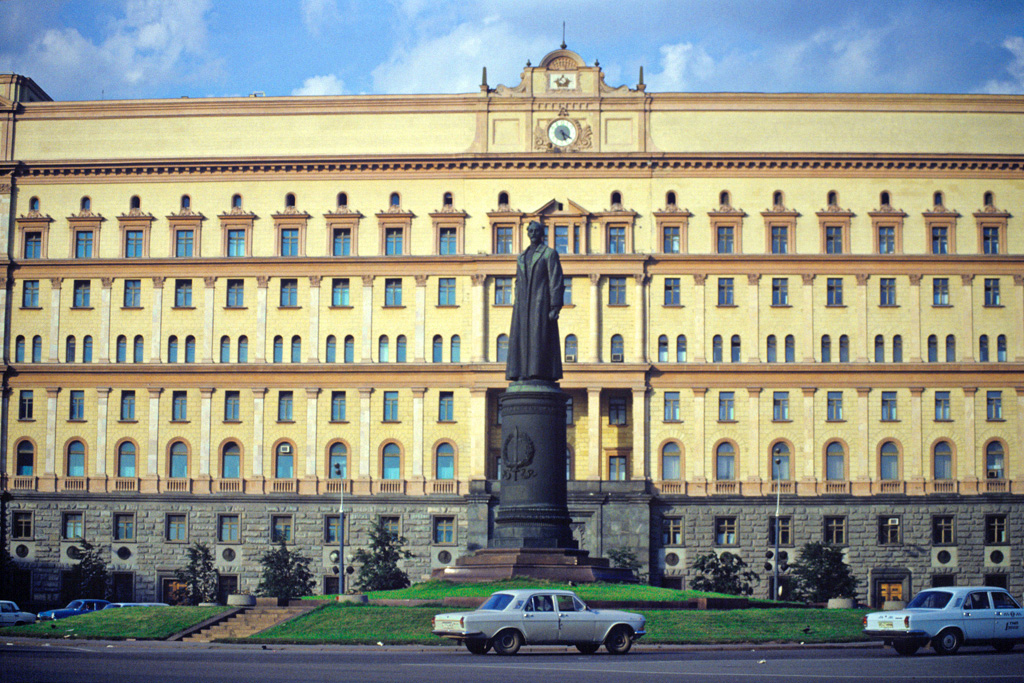
Главное здание КГБ на Лубянке

### 1917—1954
В 1917 году была образована Всероссийская чрезвычайная комиссия (ВЧК), которую возглавил Ф. Э. Дзержинский. 6 февраля 1922 года ВЦИК РСФСР принял постановление об упразднении ВЧК и образовании Государственного политического управления (ГПУ) при Народном комиссариате внутренних дел (НКВД) РСФСР. Войска ВЧК преобразованы в войска ГПУ. Таким образом, управление органами милиции и госбезопасности было передано одному ведомству. После образования СССР Президиум ЦИК СССР 15 ноября 1923 года принял постановление о создании Объединённого государственного политического управления (ОГПУ) при СНК СССР и утверждает «Положение об ОГПУ СССР и его органах». До этого ГПУ союзных республик (там, где они были созданы) существовали как самостоятельные структуры, при наличии единой союзной исполнительной власти. Наркоматы внутренних дел союзных республик освобождались от функций обеспечения государственной безопасности.
9 мая 1924 года Президиум ЦИК Союза ССР принимает постановление о расширении прав ОГПУ в целях борьбы с бандитизмом, которым предусматривалось подчинение в оперативном отношении ОГПУ СССР и его подразделениям на местах органов милиции и уголовного розыска. 10 июля 1934 года ЦИК СССР принял постановление «Об образовании общесоюзного Народного комиссариата внутренних дел СССР», в состав которого вошло ОГПУ СССР, переименованное в Главное управление государственной безопасности (ГУГБ). Органы НКВД СССР осуществляли Большой террор, жертвами которого стали сотни тысяч людей. С 1934 по 1936 гг. НКВД руководил Г. Г. Ягода. С 1936 по 1938 гг. НКВД возглавлял Н. И. Ежов, с ноября 1938 до декабря 1945 г. руководителем НКВД был Л. П. Берия.
3 февраля 1941 года НКВД СССР был разделён на два самостоятельных органа: НКВД СССР и Народный комиссариат государственной безопасности (НКГБ) СССР. В июле 1941 года НКГБ СССР и НКВД СССР вновь были слиты в единый наркомат — НКВД СССР. Наркомом государственной безопасности был В. Н. Меркулов. В апреле 1943 года из НКВД вновь был выделен НКГБ СССР. Скорее всего был создан 19 апреля 1943 года ГУКР «СМЕРШ»
15 марта 1946 года НКГБ СССР был переименован в Министерство государственной безопасности (МГБ) СССР. В 1947 году создан Комитет информации (КИ) при Совете Министров СССР, в феврале 1949 года преобразованный в КИ при Министерстве иностранных дел СССР. Затем разведку вновь вернули в систему органов госбезопасности — в январе 1952 года организовано Первое Главное управление (ПГУ) МГБ СССР. 7 марта 1953 года было принято решение об объединении Министерства внутренних дел (МВД) СССР и МГБ СССР в единое МВД СССР.

### 1954—1992
13 марта 1954 года создан Комитет государственной безопасности (КГБ) при Совете Министров СССР (с 5 июля 1978 года — КГБ СССР). В систему КГБ входили органы государственной безопасности, пограничные войска и войска правительственной связи, органы военной контрразведки, учебные заведения и научно-исследовательские учреждения. В 1978 г. Ю. В. Андропов, будучи Председателем, добился повышения статуса органов ГБ и вывода из непосредственного подчинения Совета Министров СССР. 1 апреля 1991 года получил статус центрального органа государственного управления СССР, возглавляемым министром СССР.
22 октября 1991 года в результате разделения КГБ СССР на основании Постановления Государственного Совета СССР № ГС-8 была создана Межреспубликанская служба безопасности СССР (МСБ). Данный документ устанавливал, что основной функцией службы является координация работы республиканских служб безопасности и проведения согласованной с ними контрразведывательной деятельности. Наряду с МСБ также были созданы Центральная служба разведки СССР и Комитет по охране государственной границы СССР. 3 декабря 1991 года ликвидация КГБ и создание МСБ закреплены законодательно.
19 декабря 1991 года постановлением Правительства РСФСР деятельность МСБ на территории республики была прекращена.
15 января 1992 года руководитель МСБ СССР Вадим Бакатин, уже прекративший в соответствии с упомянутым постановлением российского правительства исполнение полномочий, был официально освобождён от должности президентом России Борисом Ельциным. Заместители руководителя МСБ, а также некоторые другие руководители службы, официально от должностей не освобождались, исполнение своих обязанностей они прекратили в конце декабря 1991 — январе 1992 года.
Процесс ликвидации МСБ СССР был завершён 1 июля 1992 года.

## Административно-территориальное деление СССР
Общая площадь территории Советского Союза по состоянию на август 1991 года составляла 22,4 млн км².

Площади республик

Первоначально, согласно Договору об образовании СССР (30 декабря 1922), в состав СССР вошли:
- Российская Социалистическая Федеративная Советская Республика
- Украинская Социалистическая Советская Республика
- Белорусская Социалистическая Советская Республика (до 1922 года — Социалистическая Советская Республика Белоруссия, ССРБ)
- Закавказская Социалистическая Федеративная Советская Республика

27 октября 1924 года в СССР вошла Туркменская ССР, выделенная из РСФСР и Бухарской ССР.
13 мая 1925 года в СССР вошла Узбекская ССР, выделенная 27 октября 1924 из РСФСР, Бухарской ССР и Хорезмской НСР.
5 декабря 1929 года в СССР вошла Таджикская ССР, выделенная 16 октября 1929 из Узбекской ССР.
5 декабря 1936 года в СССР вошли Азербайджанская, Армянская и Грузинская ССР, вышедшие из состава упразднённой Закавказской СФСР. Одновременно в состав СССР вошли Казахская и Киргизская ССР, вышедшие из состава РСФСР.
В 1940 году в СССР были включены Карело-Финская ССР, образованная на территориях, выделенных из РСФСР и переданных Финляндией по итогам советско-финской войны (31 марта); Молдавская ССР, образованная на территориях, выделенных из УССР и переданных Румынией (2 августа); Литовская ССР (3 августа), Латвийская ССР (5 августа) и Эстонская ССР (6 августа) — бывшие независимые Литва, Латвия и Эстония.
16 июля 1956 года Карело-Финская ССР была преобразована в Карельскую АССР в составе РСФСР.
6 сентября 1991 года Государственный Совет СССР признал выход из состава СССР Литовской ССР, Латвийской ССР и Эстонской ССР.
25 декабря 1991 года Президент СССР М. С. Горбачёв подал в отставку, а на следующий день Совет Республик Верховного Совета СССР принял декларацию о прекращении существования СССР. Государственные структуры СССР были ликвидированы.
| №                         | Регион                    | республика                | площадь, тыс. км² | население, тыс. чел. (1966) | население, тыс. чел. (1989) | кол-во городов | кол-во пгт | адм. центр |
| ------------------------- | ------------------------- | ------------------------- | ----------------- | --------------------------- | --------------------------- | -------------- | ---------- | ---------- |
| 1                         | Европа                    | РСФСР                     | 17 075,4          | 126 561                     | 147 386                     | 932            | 1786       | Москва     |
| 2                         | Европа                    | Украинская ССР            | 603,7             | 45 516                      | 51 704                      | 370            | 829        | Киев       |
| 3                         | Европа                    | Белорусская ССР           | 207,6             | 8633                        | 10 200                      | 74             | 126        | Минск      |
| 4                         | Европа                    | Молдавская ССР            | 33,7              | 3368                        | 4341                        | 20             | 29         | Кишинёв    |
| Итого по Европе           | Итого по Европе           | Итого по Европе           | 17 920,4          | 185 078                     | 213 631                     | 1396           | 2770       |            |
| 5                         | Прибалтика                | Литовская ССР             | 65,2              | 2986                        | 3690                        | 91             | 23         | Вильнюс    |
| 6                         | Прибалтика                | Латвийская ССР            | 63,7              | 2262                        | 2681                        | 54             | 35         | Рига       |
| 7                         | Прибалтика                | Эстонская ССР             | 45,1              | 1285                        | 1573                        | 33             | 24         | Таллин     |
| Итого по Прибалтике       | Итого по Прибалтике       | Итого по Прибалтике       | 174,0             | 6533                        | 7944                        | 178            | 82         |            |
| 8                         | Закавказье                | Грузинская ССР            | 69,7              | 4548                        | 5449                        | 45             | 54         | Тбилиси    |
| 9                         | Закавказье                | Азербайджанская ССР       | 86,6              | 4660                        | 7029                        | 45             | 116        | Баку       |
| 10                        | Закавказье                | Армянская ССР             | 29,8              | 2194                        | 3283                        | 23             | 27         | Ереван     |
| Итого по Закавказью       | Итого по Закавказью       | Итого по Закавказью       | 186,1             | 11 402                      | 15 761                      | 113            | 197        |            |
| 11                        | Центральная Азия          | Узбекская ССР             | 449,6             | 10 581                      | 19 906                      | 37             | 78         | Ташкент    |
| 12                        | Центральная Азия          | Казахская ССР             | 2715,1            | 12 129                      | 16 538                      | 62             | 165        | Алма-Ата   |
| 13                        | Центральная Азия          | Киргизская ССР            | 198,5             | 2652                        | 4291                        | 15             | 32         | Фрунзе     |
| 14                        | Центральная Азия          | Таджикская ССР            | 143,1             | 2579                        | 5112                        | 17             | 30         | Душанбе    |
| 15                        | Центральная Азия          | Туркменская ССР           | 488,1             | 1914                        | 3534                        | 14             | 64         | Ашхабад    |
| Итого по Центральной Азии | Итого по Центральной Азии | Итого по Центральной Азии | 3994,4            | 29 855                      | 49 381                      | 145            | 369        |            |
| СССР                      | СССР                      | СССР                      | 22 402,2          | 231 868                     | 286 717                     | 1832           | 3418       | Москва     |

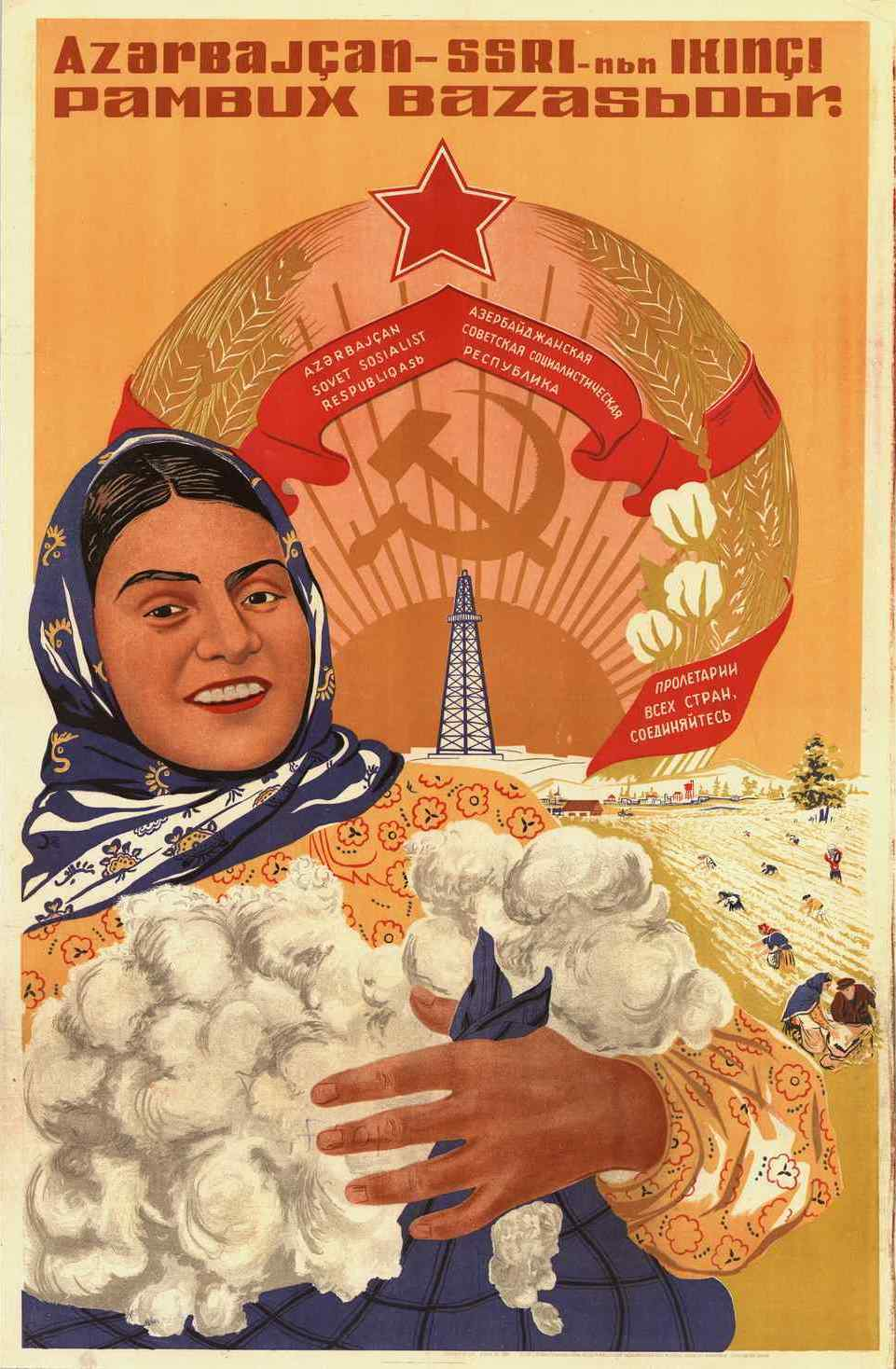
Азербайджанская ССР

В состав ряда союзных республик входили автономные советские социалистические республики (АССР). Союзные республики делились на города республиканского подчинения, автономные области (после упразднения губернского деления оказались включены в состав краёв и областей, сохраняя автономный статус), области и края. Разница между краем и областью состояла в том, что в состав области мог входить национальный (автономный) округ, а в состав края — автономный округ и автономная область. Ряд союзных республик не имели областного деления.
Области (в том числе и автономные), края и союзные республики без областного деления делились на районы и города областного подчинения, районы делились на сельские советы, рабочие посёлки (обычно не входили в сельские советы но редко несколько рабочих посёлков образовывали общий поселковый совет) и города районного подчинения, города республиканского и областного подчинения на районы в городах. Сельсоветы объединяли несколько населённых пунктов сельского типа называвшихся по-разному — сёла, деревни, хутора, посёлки. Города не имевшие районного деления делились на домовые управления и уличные комитеты, крупные уличные комитеты на квартальные комитеты, крупные сельские советы на сельские комитеты, но органы этих единиц не принимали обязательных решений. АССР также делились на районы и города республиканского подчинения; в 1950—1953 гг. у некоторых АССР существовало областное деление.
В 1928—1930 гг. существовало промежуточное между областью и районом существовала промежуточная единица — округ и соответственно города окружного подчинения, после 1930 года сохранились только национальные округа, преобразованные в 1977 году в автономные округа.
См. также:
- Административно-территориальное деление СССР
- Список упразднённых и переименованных регионов СССР
- Административно-территориальное деление РСФСР
- Российская Советская Федеративная Социалистическая Республика
- История административно-территориального деления России
- Административное деление Украины
- Административное деление Беларуси
- Список республик СССР

## Население СССР
| республика          | 1913    | 1926    | 1939    | 1941      | 1950    | 1959    | 1966    | 1970    | 1973    | 1979    | 1987    | 1989    | 1991    |
| ------------------- | ------- | ------- | ------- | --------- | ------- | ------- | ------- | ------- | ------- | ------- | ------- | ------- | ------- |
| Российская СФСР     | 89 902  | 92 737  | 108 379 | 111 708,0 | 101 438 | 117 534 | 126 561 | 130 079 | 132 151 | 137 410 | 145 311 | 147 386 | 148 548 |
| Украинская ССР      | 35 210  | 29 515  | 40 469  | 41 389,6  | 36 906  | 41 869  | 45 516  | 47 127  | 48 243  | 49 609  | 51 201  | 51 704  | 51 944  |
| Белорусская ССР     | 6899    | 4983    | 8910    | 10 425,1  | 7745    | 8055    | 8633    | 9002    | 9202    | 9533    | 10 078  | 10 200  | 10 260  |
| Узбекская ССР       | 4366    | 4660    | 6440    | 6639,9    | 6314    | 8261    | 10 581  | 11 960  | 12 902  | 15 389  | 19 026  | 19 906  | 20 708  |
| Казахская ССР       | 5565    | 6037    | 5990    | 6338,1    | 6703    | 9154    | 12 129  | 12 849  | 13 705  | 14 684  | 16 244  | 16 538  | 16 793  |
| Грузинская ССР      | 2601    | 2677    | 3540    | 3695,4    | 3528    | 4044    | 4548    | 4686    | 4838    | 4993    | 5266    | 5449    | 5464    |
| Азербайджанская ССР | 2339    | 2314    | 3205    | 3318,5    | 2896    | 3698    | 4660    | 5117    | 5420    | 6027    | 6811    | 7029    | 7137    |
| Литовская ССР       | 2028    | ~       | 2880    | 3033,4    | 2573    | 2711    | 2986    | 3128    | 3234    | 3392    | 3641    | 3690    | 3728    |
| Молдавская ССР      | 2056    | ~       | 2452    | 2540,1    | 2290    | 2885    | 3368    | 3569    | 3721    | 3950    | 4185    | 4341    | 4366    |
| Латвийская ССР      | 2493    | 1857    | 1885    | 1960,8    | 1943    | 2093    | 2262    | 2364    | 2430    | 2503    | 2647    | 2681    | 2681    |
| Киргизская ССР      | 864     | 1002    | 1458    | 1594,3    | 1740    | 2066    | 2652    | 2933    | 3145    | 3523    | 4143    | 4291    | 4422    |
| Таджикская ССР      | 1034    | 1032    | 1484    | 1566,0    | 1532    | 1981    | 2579    | 2900    | 3194    | 3806    | 4807    | 5112    | 5358    |
| Армянская ССР       | 1000    | 881     | 1282    | 1363,4    | 1354    | 1763    | 2194    | 2492    | 2672    | 3037    | 3412    | 3283    | 3376    |
| Туркменская ССР     | 1042    | 998     | 1252    | 1322,8    | 1211    | 1516    | 1914    | 2159    | 2364    | 2765    | 3361    | 3534    | 3576    |
| Эстонская ССР       | 954     | 1117    | 1052    | 1122,0    | 1101    | 1197    | 1285    | 1356    | 1405    | 1465    | 1556    | 1573    | 1582    |
| Итого               | 156 297 | 147 028 | 190 678 | 198 712,7 | 179 274 | 208 827 | 231 868 | 241 720 | 248 626 | 262 085 | 281 689 | 286 717 | 289 943 |

Демографическая пирамида СССР в 1989 г.

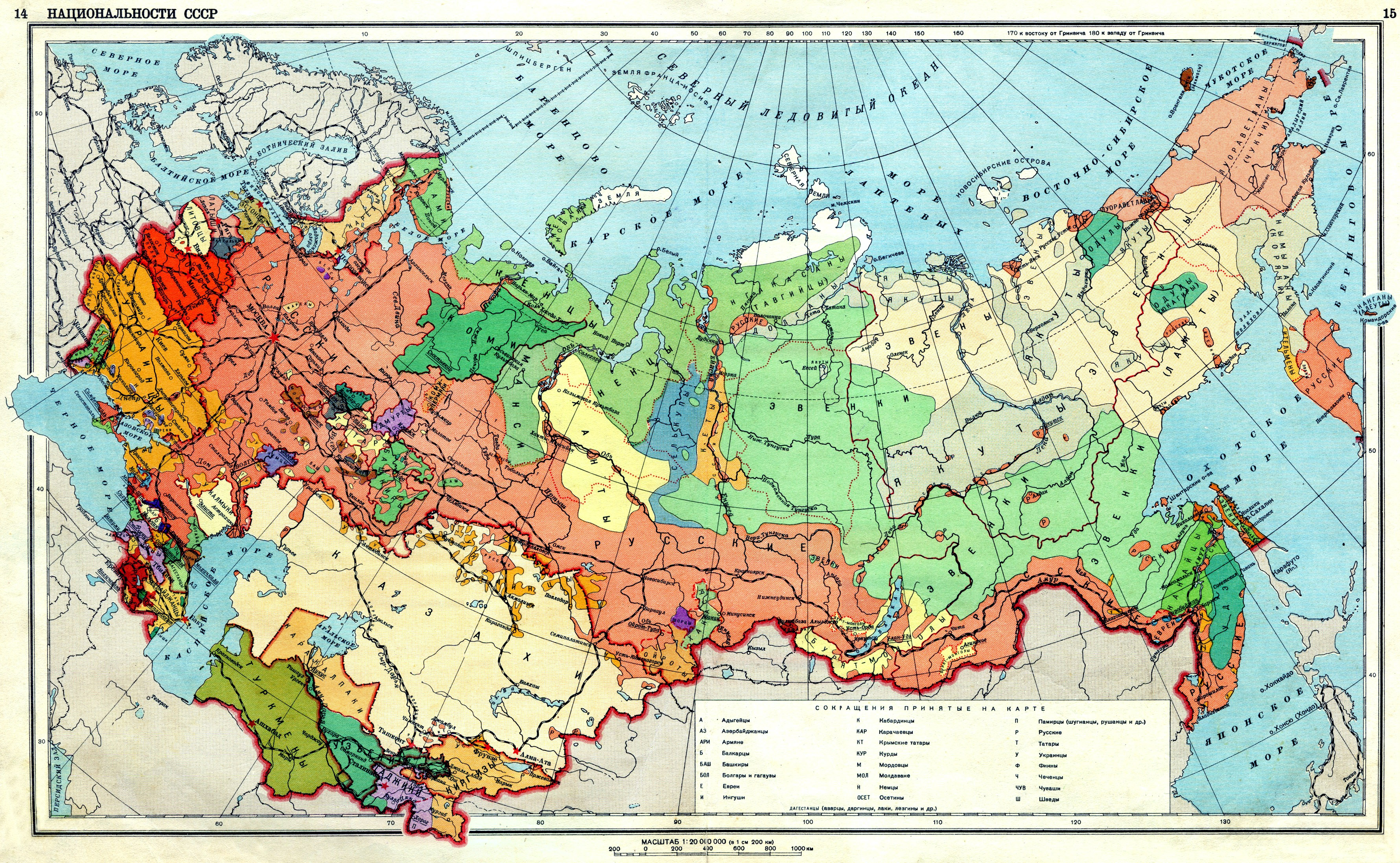
Национальности СССР (1941 год)

Население республик

Конституция СССР 1977 года провозгласила формирование «новой исторической общности — Советского народа». Русские являлись самой многочисленной национальностью (140 млн чел.), к ним были близки другие славяне — украинцы (40 млн) и белорусы (10 млн). Вторую по численности группу составляли тюркские народы — азербайджанцы, узбеки, казахи, туркмены, киргизы, татары, башкиры, чуваши, каракалпаки, якуты, тувинцы и др. В Средней Азии жили также персоязычные таджики, а в Закавказье — грузины и армяне. С присоединением новых республик, в число народов СССР вошли литовцы, латыши, эстонцы и молдаване. Довольно многочисленны в СССР были мордва, а также немцы, евреи и поляки.

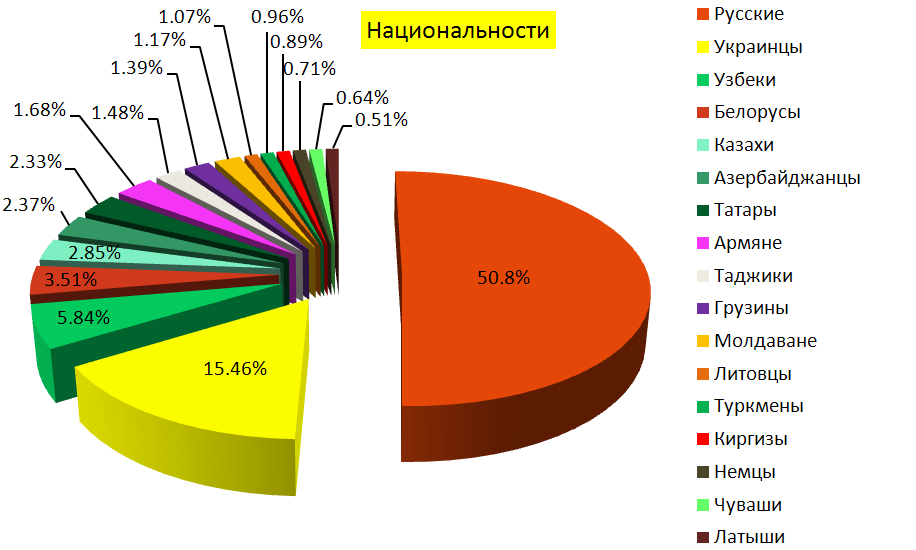
Национальности СССР

В 1920-е годы в СССР была начата политическая кампания «коренизации» — замене русского языка на местные национальные языки в администрации, образовании и культуре. В 1930-е политика коренизации была прекращена и был принят ряд мер для возврата к русификации.
Вследствие проводимой во времена СССР русификации Украинской ССР доля украиноязычных в населении республики значительно уменьшилась, а доля русскоязычных — возросла. Доля считающих украинский язык родным в населении УССР между 1959 и 1989 гг. сократилась с 73,0 % до 64,7 %. Особенно заметным было сокращение доли считающих украинский язык родным на юге и востоке Украинской ССР: в Луганской области — на 15,6 % (с 50,5 % до 34,9 %), в Донецкой области — на 13,8 % (с 44,4 % до 30,6 %), в Запорожской области — на 11,7 % (с 61,0 % до 49,3 %), в Харьковской области — на 10,7 % (с 61,2 % до 50,5 %), в Днепропетровской области — на 10,6 % (с 72,1 % до 61,5 %), в Николаевской области — на 9,2 % (с 73,4 % до 64,2 %), в Херсонской области — на 8,0 % (с 75,7 % до 67,7 %). Послевоенная русификация соседней Белорусской ССР также привела к значительному ухудшению позиций белорусского языка во многих сферах общественной жизни республики и усилению роли русского.
Население СССР — 284 млн чел. (1989)
- Национальный состав СССР по переписи 1989 г. (народы, численностью свыше 1 млн человек):
- Всё население: 285 млн 742 тыс. 511 чел.
  1. Русские — 145 млн 155 тыс. 489 чел. (50,8 %)
  2. Украинцы — 44 млн 186 тыс. 006 чел. (15,46 %)
  3. Узбеки — 16 млн 697 тыс. 825 чел. (5,84 %)
  4. Белорусы — 10 млн 036 тыс. 251 чел. (3,51 %)
  5. Казахи — 8 млн 135 тыс. 818 чел. (2,85 %)
  6. Азербайджанцы — 6 млн 770 тыс. 403 чел. (2,37 %)
  7. Татары — 6 млн 648 тыс. 760 чел. (2,33 %)
  8. Армяне — 4 млн 623 тыс. 232 чел. (1,62 %)
  9. Таджики — 4 млн 215 тыс. 372 чел. (1,48 %)
  10. Грузины — 3 млн 981 тыс. 045 чел. (1,39 %)
  11. Молдаване — 3 млн 352 тыс. 352 чел. (1,17 %)
  12. Литовцы — 3 млн 067 тыс. 390 чел. (1,07 %)
  13. Туркмены — 2 млн 728 тыс. 965 чел. (0,96 %)
  14. Киргизы — 2 млн 528 тыс. 946 чел. (0,89 %)
  15. Немцы — 2 млн 038 тыс. 603 чел. (0,71 %)
  16. Чуваши — 1 млн 842 тыс. 347 чел. (0,64 %)
  17. Латыши — 1 млн 458 тыс. 986 чел. (0,51 %)
  18. Башкиры — 1 млн 449 тыс. 157 чел. (0,51 %)
  19. Евреи — 1 млн 378 тыс. 344 чел. (0,48 %)
  20. Мордва — 1 млн 153 тыс. 987 чел. (0,4 %)
  21. Поляки — 1 млн 126 тыс. 334 чел. (0,39 %)
  22. Эстонцы — 1 млн 026 тыс. 649 чел. (0,36 %)

Смотрите подробнее:
- о переписях в СССР
- об этническом составе СССР (по состоянию на 1989 год)
- о крупнейших этнических группах в республиках СССР (по состоянию на 1979 год)
- о языковых семьях и группах (по состоянию на 1979 год)

## Культура и общество
Первые одиннадцать лет после революции (1918—1929) деятели культуры находились в поисках отличительных черт советского стиля искусства. В 1923 г. В. И. Ленин провозгласил осуществление в СССР Культурной революции.
Культура этого десятилетия отличалась художественным плюрализмом: с одной стороны, уходила своими корнями в «серебряный век», а с другой- восприняла от революции отречение от старых эстетических канонов, к тематической и сюжетной новизне. Многие деятели культуры видели свой долг в служении идеалам революции. Это проявлялось в политизации поэтического творчества В. В. Маяковского, создании Мейерхольдом движения «Театрального Октября», в образовании Ассоциации художников революционной России (АХРР) и т. д.
В качестве основной системы ценностей советских людей стал пропагандироваться коллективизм.

### Культура и искусство
После прихода к власти большевиков, в 1918 году был принят Ленинский план монументальной пропаганды, в рамках которого происходило массовое уничтожение памятников «царям и их слугам», таких как памятники Александру II и Александру III, памятник генералу Скобелеву и многие другие. Вместо них устанавливались памятники революционерам (в том числе иностранным) и революционным мыслителям.

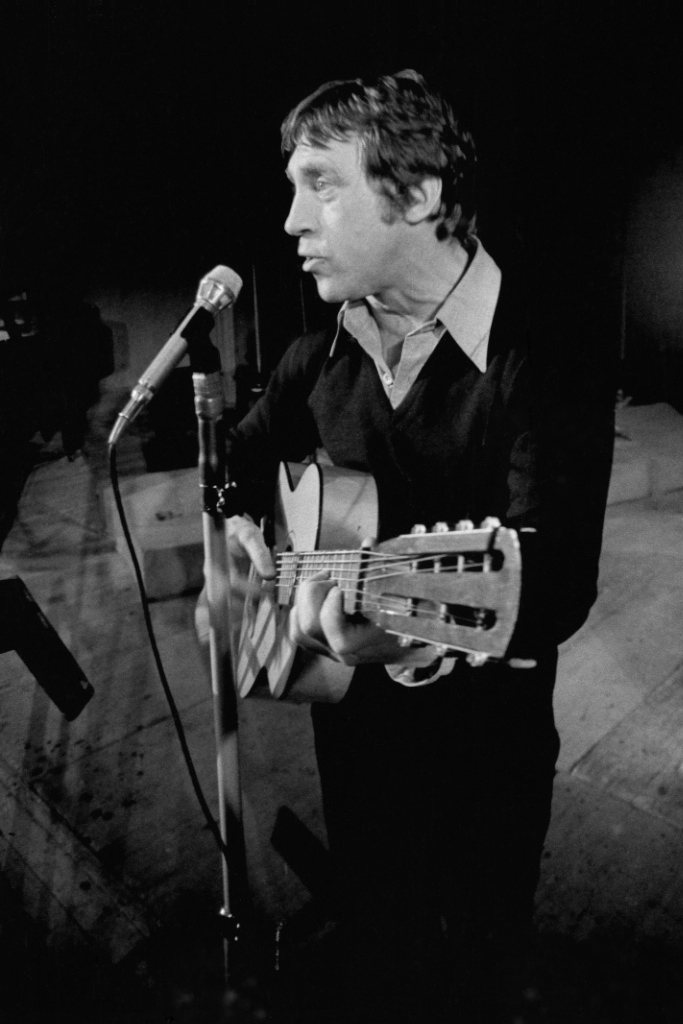
Советский поэт, автор-исполнитель песен (бард) Владимир Высоцкий. 1979 г.

В первые годы власть поощряла различные тенденции в искусстве и литературе. Особенно популярны тогда были писатели Владимир Маяковский и Максим Горький. В 1920-е годы появились первые советские кинофильмы.
Во время правления Сталина, основным стилем искусства стал (и оставался в дальнейшем) социалистический реализм, тесно связанный с советской идеологией и пропагандой. Многие деятели других направлений искусства, подвергались репрессиям. Цензура контролировала содержание и распространение информации, в том числе печатной продукции, музыкальных и сценических произведений, произведений изобразительного искусства, кинематографических и фотографических произведений, передач радио и телевидения, с целью ограничения либо недопущения распространения идей и сведений, которые власть полагала вредными или нежелательными.
Значительное место в советской художественной культуре занимала историко-революционная тематика: роман М. А. Шолохова «Тихий Дон» (лауреат Нобелевской премии по литературе, 1965 г.), А. Н. Толстого «Хождение по мукам», рассказы И. Э. Бабеля «Конармия» и т. д.; выдающихся успехов в портретной и пейзажной живописи достигли М. В. Нестеров, П. Д. Корин, П. П. Кончаловский; передовые позиции в мировом искусстве занял советский кинематограф, некоторые из фильмов стали классикой мирового кинематографа: фильмы С. М. Эйзенштейна «Броненосец „Потёмкин“», «Александр Невский», комедии Г. В. Александрова «Весёлые ребята», «Волга, Волга» и другие.
После хрущёвской оттепели в конце 1950-х и начале 1960-х цензура ослабила свой контроль. Вновь в искусстве стали допустимы эксперименты. В архитектуре основным направлением стал модернизм, пришедшей на смену конструктивизму и монументальной сталинской неоклассике. Перелом в архитектуре, стал одной из чёрных страниц для целого ряда выдающихся архитекторов, таких как И. В. Жолтовский, А. Н. Душкин, Б. М. Иофан и др., являвшихся виднейшими зодчими с начала 1930-х годов. Итогом хрущёвской «борьбы с излишествами» стала массовая и не всегда качественная архитектура, лишённая индивидуальных черт авторского замысла.
Во второй половине 1980-х годов политика Перестройки и гласности значительно расширила свободу выражения мнений в средствах массовой информации и, в частности, в прессе. Закон СССР от 12 июня 1990 года «О печати и других средствах массовой информации», вступивший в действие 1 августа 1990 года, отменил государственную цензуру.

#### Кинематография
Крупнейшие производители художественных фильмов: «Мосфильм», «Ленфильм», Киностудия имени А. Довженко, Центральная студия детских и юношеских фильмов им. М. Горького; часть художественных фильмов производили местные киностудии: «Беларусьфильм», Одесская киностудия, «Грузия-Фильм», Свердловская киностудия, Рижская киностудия и пр. Крупнейшие производители мультипликационных фильмов — киностудия «Союзмультфильм», Киевская студия научно-популярных фильмов, «Беларусьфильм», часть мультипликационных фильмов производили местные киностудии такие как киностудия «Арменфильм», «Узбекфильм» и т. п. До 1950-х годов производились преимущественно рисованные мультфильмы, с 1950-х — как рисованные, так и кукольные.
Крупнейшие производители художественных телефильмов: «Мосфильм», «Ленфильм», «Беларусьфильм», Киностудия им. А. Довженко, Творческое объединение «Экран»; с 1980-х гг. всё больше художественных телефильмов стала производить Одесская киностудия. Главная редакция литературно-драматических программ ЦТ и Главная редакция детских и юношеских программ ЦТ производили художественные телефильмы на магнитной ленте. Часть художественных телефильмов производили Центральная киностудия детских и юношеских фильмов им. М. Горького, местные киностудии (Свердловская киностудия, Рижская киностудия, киностудия «Грузия-Фильм», киностудия «Таджикфильм» и т. п.) и местные телестудии (ленинградская, орджоникидзевская и киевская). Крупнейший производитель мультипликационных телефильмов — Творческое объединение «Экран», часть мультипликационных телефильмов производились местными кино- (Свердловская киностудия, Киевская студия научно-популярных фильмов, «Беларусьфильм», «Арменфильм» и «Узбекфильм») и телестудиями (куйбышевская, саратовская, волгоградская, свердловская и пермская).

### Наука
Наука в СССР была одной из отраслей народного хозяйства. В научных организациях работало 0,3 % населения СССР (1 млн человек)[когда?].
Были развиты технические науки и естественнонаучные дисциплины, имелись значительные достижения и в гуманитарных науках. Научные сотрудники работали как в Академии наук СССР, так и в отраслевых и республиканских академиях в различных предприятиях Министерств. Благодаря высокоразвитой науке (6—7 место в мире по нобелевским лауреатам, 25 % всех научных работников мира), на достаточно высоком уровне находились образование и здравоохранение, впервые в мире построенное на научных основах, неоднократно продемонстрировавшее свою эффективность и по многим[каким?] параметрам считавшееся[кем?] едва ли не лучшим в мире.
В СССР развивались наукоёмкие отрасли промышленности: ядерная энергетика, авиационная промышленность, космонавтика, вычислительная техника.
7 советских учёных стали лауреатами Нобелевской премии по физике, 1 по химии и 1 по экономике.

## Печать, радиовещание и телевидение

### Печать
В СССР имелась система как всесоюзных газет и журналов, так и местных/республиканских изданий. Номенклатура изданий старалась охватить как все возрасты (детские/юношеские/молодёжные издания), слои (рабочие/крестьяне/интеллигенция), так и сферы интересов (литература, кино/театр, спорт, наука и техника). В незначительных количествах продавались переводные и оригинальные иностранные издания. Крупнейшая общенациональная газета — «Известия», большим влиянием пользовалась официальная газета КПСС — «Правда», официальная газета ВЛКСМ — «Комсомольская правда», официальная газета ВЦСПС — «Труд». В каждой из союзных республик существовала газета издававшаяся советом министров и центральным комитетом коммунистической партии союзной республики, в каждой из областей — газета издававшаяся облисполкомом и областной организацией КПСС, в каждом из районов — газета издававшаяся райисполкомом и районной организацией КПСС. Крупнейшие центральные газеты — «Правда», «Известия», «Комсомольская правда», «Пионерская правда», «Сельская жизнь», «Труд», «Красная звезда» и «Советская Россия».

### Радиовещание и телевидение
Руководство всем телевидением и радиовещанием в СССР осуществлял Государственный комитет СССР по телевидению и радиовещанию.
Радиовещание
Радиовещание велось с 1924 года. Всесоюзное радио вещало 12 программ, 8 из которых были предназначено для отдалённых частей страны: Первая программа — общесоюзная, информационная, общественно-политическая и художественная, имела 4 дубля для отдалённых частей страны; «Маяк» — общесоюзная, информационно-музыкальная (с 1964 года.), вещала с 1929 год; Третья программа — общесоюзная (с 1982 года), литературно-музыкальная, имела 4 дубля предназначенных для отдалённых частей страны, вещала с 1947 года; Четвёртая программа — музыкальная, вещала с 1960 года.
Подготовку программ Всесоюзного радио осуществляли Государственный дом радиовещания и звукозаписи и тематические главные редакции Всесоюзного радио (информации, пропаганды, литературно-драматического радиовещания, музыкального радиовещания, радиовещания для детей, радиовещания для молодёжи, радиопередач для Москвы, радиопередач для Московской области, спортивных программ), координацию и выпуск передач по программам Всесоюзного радио — Главная дирекция программ Всесоюзного радио. Вещание местного радио осуществляли местные радиодома или радиотелецентры и местные комитеты по телевидению и радиовещанию. Передачи на зарубежные страны велись с 1929 года, подготовку передач на зарубежные страны осуществляли Государственный дом радиовещания и звукозаписи и тематические главные редакции Центрального радиовещания на зарубежные страны, координацию и выпуск передач на зарубежные страны — Главная дирекция программ Центрального радиовещания на зарубежные страны.
В 1990 году возникли первые коммерческие радиовещательные службы — практически в один день, 30 апреля 1990 года началось вещание «Радио Ностальжи» и «Европы плюс», причём последнюю летом 1989 года стажировала «Юность». 22 августа 1990 открылась радиостанция «Эхо Москвы».
Телевидение
Телевизионные передачи велись с 1931 года. Центральное телевидение вещало 12 программ, 8 из которых были предназначены для отдалённых частей страны: I Программа — общесоюзная, информационная, общественно-политическая и художественная; II Программа (до 1982 года — IV Программа) — общесоюзная (с 1982 года) художественная, имела 4 дубля (с 1982 года) для отдалённых частей страны, вещала с 1967 года; Московская программа — информационно-публицистическая, вещала с 1956 года; Образовательная программа — научно-популярная и учебная, вещала с 1965 года.
Подготовку программ Центрального телевидения осуществляли Телевизионный технический центр им. 50-летия Октября и тематические главные редакции Центрального телевидения (информации, пропаганды, литературно-драматических программ, кинопрограмм, народного творчества, программ для детей, программ для молодёжи, передач для Москвы и Московской области, научно-популярных и образовательных программ, спортивных программ), производство телефильмов Центрального телевидения — Творческое объединение «Экран», местные телестудии и киностудии, по заказу Гостелерадио СССР, координацию и выпуск передач по программам Центрального телевидения — Главная дирекция программ Центрального телевидения, последняя также осуществляла и координацию тематических главных редакций Центрального телевидения. Вещание местного телевидения осуществляли местные телецентры или радиотелецентры и местные телестудии.
1 ноября 1989 года появился первый в СССР коммерческий телеканал «2x2».

### Цензура
Система всеобщей политической цензуры включала различные формы и методы идеологического и политического контроля — наряду с прямыми (запрет публикации, цензорское вмешательство, отклонение рукописей) применялись самые разнообразные косвенные методы, относящиеся к кадровой, издательской, гонорарной политике.
Функции цензурного контроля были возложены на специальные государственные учреждения.
Цензура контролировала все внутренние официальные каналы распространения информации: книги, периодические издания, радио, телевидение, кино, театр и т. д., информацию, поступающую извне (глушение зарубежных радиостанций, вещающих на языках народов СССР, скрупулёзный контроль печатной продукции зарубежных СМИ на предмет «антисоветчины»). Также широко была распространена и самоцензура.
Основными объектами цензуры были так называемая «антисоветская пропаганда» (в которую включалось всё, что не соответствовало текущим идеологическим представлениям), военные и экономические секреты (например, информация о местах заключения и географические карты), негативная информация о состоянии дел в стране (катастрофы, экономические проблемы, межнациональные конфликты, отрицательные социальные явления и т. д.), любая информация, которая потенциально могла стать поводом для волнений и неудобных аллюзий.
Цензура в СССР носила в первую очередь идеологический характер, но при этом другие исследователи отмечают, что на протяжении всего периода советской аудиовизуальной истории не существовало такой проблемы, как негативное воздействие образов насилия в телевещании.

## Религия в СССР

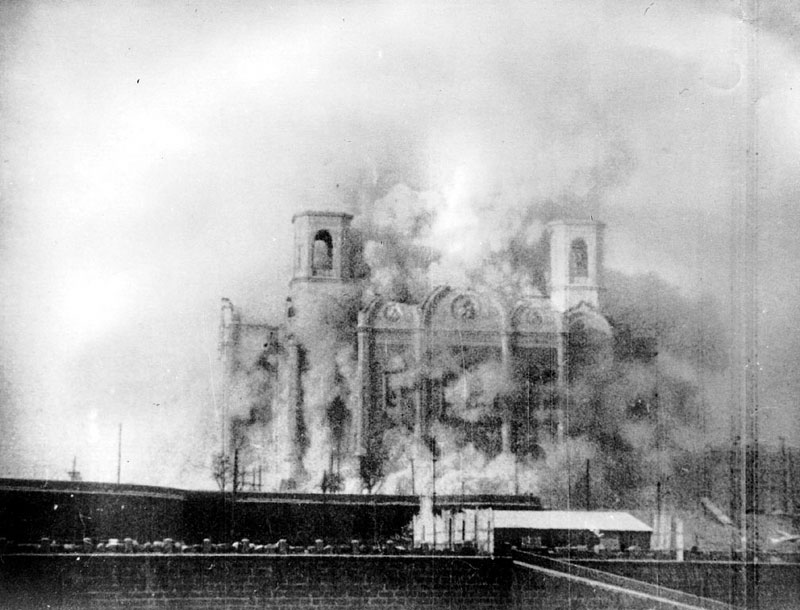
Взрыв Храма Христа Спасителя в Москве. 1931 г.

СССР был светским государством, где конституционно провозглашался принцип отделения церкви от государства, первоначально провозглашённый 20 января (по ст. ст.) 1918 года Декретом СНК РСФСР «Об отделении церкви от государства и школы от церкви», которым церковь была отделена от государства и от государственной школы, лишена прав юридического лица и собственности, религия объявлялась частным делом граждан.
Коммунистическая партия СССР с 1919 года открыто провозглашала в качестве своей задачи содействовать отмиранию «религиозных предрассудков». Вплоть до 1939 года политика ликвидации организованной религиозной жизни проводилась в административном порядке органами государственной власти, в частности НКВД; впоследствии религиозная политика стала более дифференцированной.
В первые десятилетия советской власти были разрушены многие православные храмы, в частности Храм Христа Спасителя в Москве, несколько монастырей XIV века в Московском Кремле, а также десятки храмов по всей стране. С 1925 до 1947 года в СССР существовала массовая общественная организация «Союз воинствующих безбожников» (до июня 1929 года — «Союз безбожников»); функционировало издательство «Безбожник», впоследствии «Государственное издательство антирелигиозной литературы» (ГАИЗ).
Атеистическое мировоззрение поддерживалось и пропагандировалось партийными и государственными учреждениями; в вузах преподавалась дисциплина «научный атеизм».
В 1943 году в СССР было восстановлено патриаршество, под патронажем советского правительства патриархом стал Сергий. С этого времени вся легальная религиозная деятельность находилась под прямым гласным контролем двух правительственных органов, в декабре 1965 года объединённых в Совет по делам религий при Совете Министров СССР.
Окончательная реабилитация Русской православной церкви в СССР произошла в годы Перестройки, когда в 1988 году на государственном уровне праздновалось 1000-летие Крещения Руси.

## Спорт в СССР

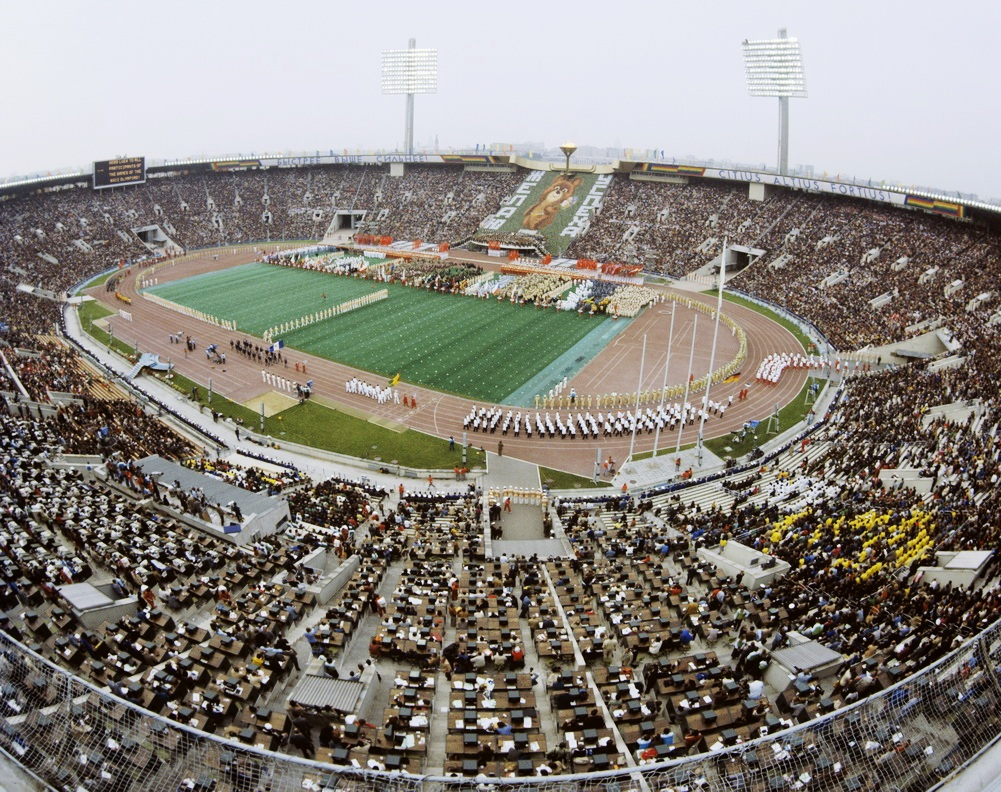
Торжественное открытие Олимпиады-80. Парад наций. Панорама стадиона имени В. И. Ленина в Лужниках. Москва

Спорт в СССР был массовым, что обеспечивалось работой детско-юношеских спортивных школ, школ высшего спортивного мастерства и добровольных спортивных обществ, создававших коллективы физической культуры и спортивные клубы. В них на 1976 год занималось 50,1 млн человек. Нормативы устанавливались в комплексе ГТО и Единой всесоюзной спортивной классификации. Признаками мастерства спортсменов служили спортивные звания: мастер спорта СССР, мастер спорта СССР международного класса. Проводились массовые национальные соревнования: Всесоюзные спартакиады. В Советском Союзе была своя формульная классификация гоночных автомобилей, проводились автогоночные чемпионаты, в том числе по национальной «Формуле-1». Выпускалось много спортивных журналов и газет, спортивных книг, в частности, издательством «Физкультура и спорт». На экраны страны каждый год выходило до 40 спортивных фильмов.
СССР участвовал в Летних Олимпийских играх с 1952 года и в Зимних Олимпийских играх с 1956 года, часто занимая первое место в неофициальном командном зачёте. Летняя Олимпиада 1980 года была проведена в СССР. Выдающихся успехов на международной арене — в Олимпийских играх, на чемпионатах мира и Европы — добилась сборная СССР по хоккею с шайбой, советские гимнасты, советские мастера фигурного катания и представители других видов спорта. В СССР зародилась борьба самбо, получившая затем международный статус.
В течение 41 года существования НОК СССР принял участие в 18 зимних и летних Олимпийских играх и на всех играл лидирующую роль в общем зачёте, никогда не опускаясь ниже второго места.

## Образование

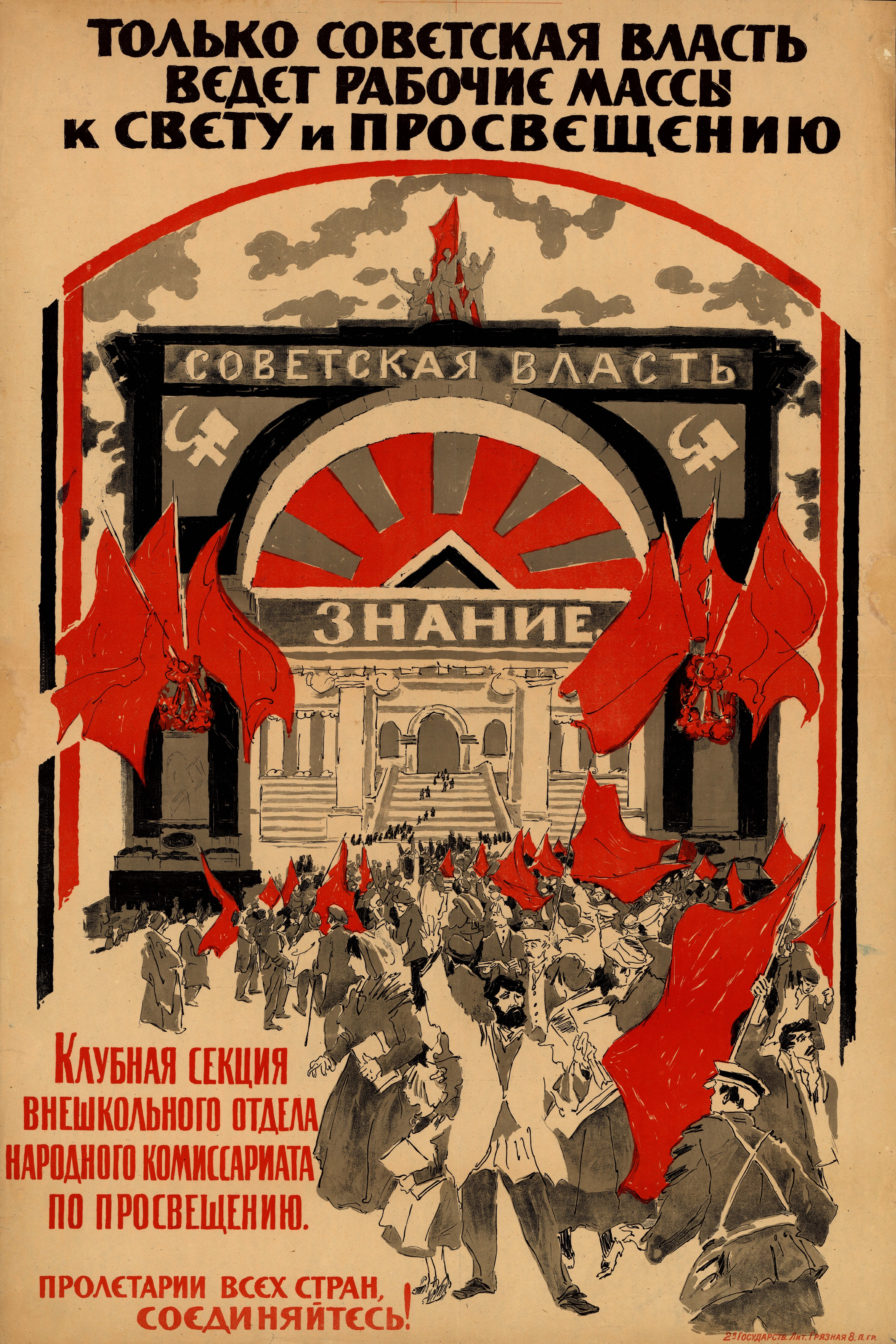
«Только советская власть ведет рабочие массы к свету и просвещению : [плакат]. — [Петроград] : Клубная секция внешкольного отдела Народного комиссариата по просвещению, [1919]»

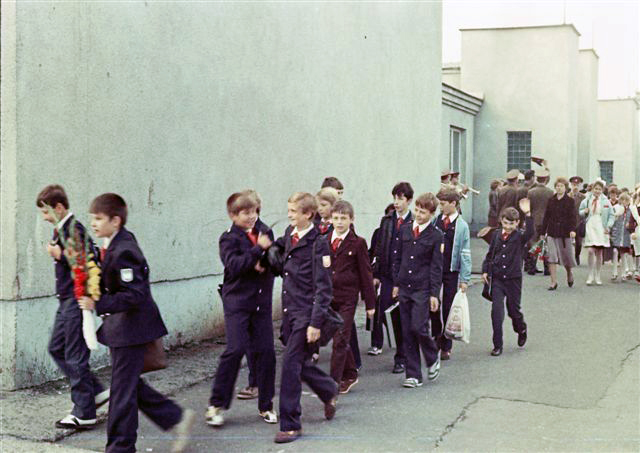
Советские школьники СШ № 1 ЦГВ, Чехословакия в 1985 году

Право граждан СССР на бесплатное образование всех уровней, от начального до высшего, было закреплено в Конституции СССР, статья 45 которой (1977 года) гласила:

Граждане СССР имеют право на образование. Это право обеспечивается бесплатностью всех видов образования, осуществлением всеобщего обязательного среднего образования молодёжи, широким развитием профессионально-технического, среднего специального и высшего образования на основе связи обучения с жизнью, с производством: развитием заочного и вечернего образования; предоставлением государственных стипендий и льгот учащимся и студентам; бесплатной выдачей школьных учебников; возможностью обучения в школе на родном языке; созданием условий для самообразования— Конституция СССР 1977 года
В СССР всем выпускникам средне специальных и высших учебных заведений посредством существующей системы распределения гарантировалось трудоустройство по специальности.
В 1973 году в СССР расходы из госбюджета (без капитальных вложений) на высшие учебные заведения составили 2,97 млрд рублей, на техникумы, училища и школы по подготовке кадров средней квалификации — 1,79 млрд рублей, на профессионально-техническое образование — 2,09 млрд рублей. На 1975 год в СССР действовали 856 вузов (в том числе 65 университетов), в которых обучались более 4,9 млн студентов. По числу студентов на 10 тыс. человек населения СССР значительно превосходил такие страны, как Великобритания, Федеративная Республика Германия, Франция, Япония и другие.
По данным на 1 января 1976 года, в СССР насчитывалось 6272 профессионально-технических учебных заведения, в которых обучалось 3,08 млн учащихся.
На начало 1975/1976 учебного года в СССР действовали 167 тыс. общеобразовательных школ, в которых обучались 48,8 млн человек. По данным на 1975 год, подготовка учителей и воспитателей проводилась в 65 университетах, 200 педагогических институтах и 404 педагогических училищах.
В Советском Союзе с целью обеспечить доступность образования для всех категорий граждан, впервые в мире была реализована система заочного образования, включающая все образовательные уровни
Советская система образования, особенно в области математики, физики и по инженерно-техническим специальностям, несмотря на некоторые её недостатки, занимала лидирующее положение в мире, в том числе и по оценкам политических оппонентов СССР. В США некоторые официальные лица[кто?] признавали превосходство советской системы образования над американской образовательной моделью.

### Молодёжь в Советском Союзе

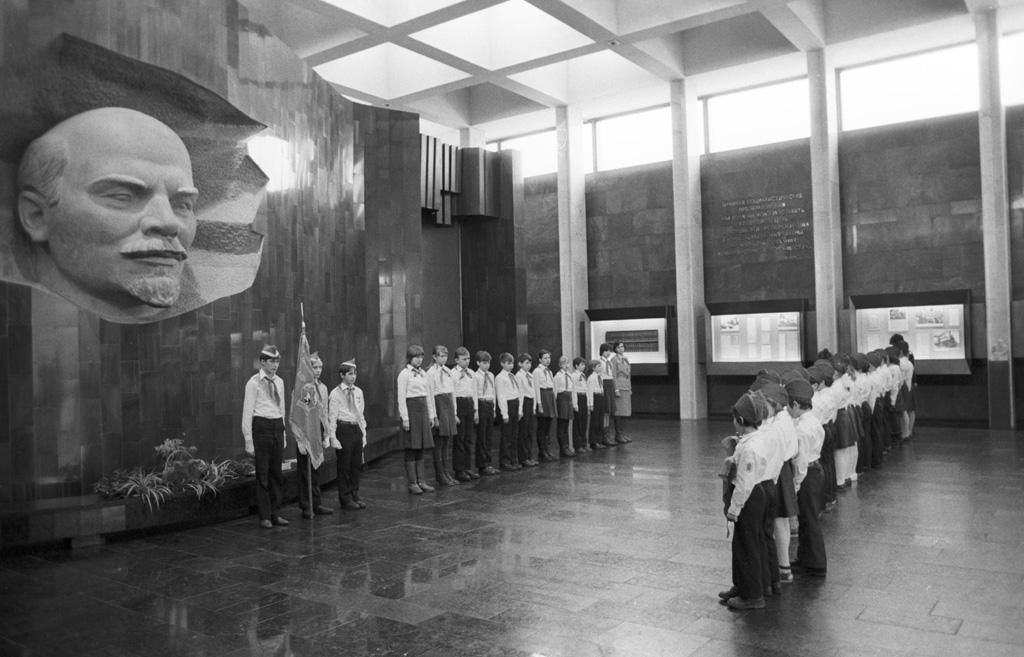
Торжественная церемония посвящения октябрят в пионеры во Дворце пионеров (1984 год, Москва)

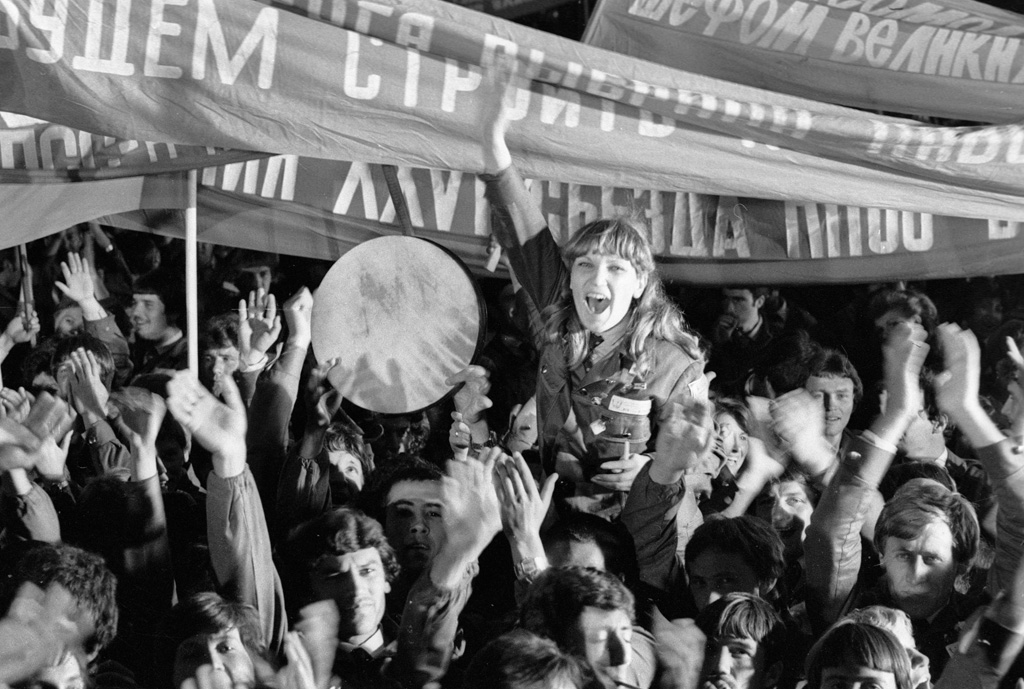
Бойцы Всесоюзного ударного комсомольского строительного отряда (1982 год)

Советское государство уделяло особое внимание детям и молодёжи. В школах массово на государственном уровне существовала для детей Всесоюзная пионерская организация, приём в которую осуществлялся с 9 лет. До пионерской организации, дети с 7 лет принимались пионерами в октябрята. В средних образовательных учреждениях пионерской организацией устанавливалось соответствие: школа — дружина, класс — отряд. Как правило, пионерские дружины носили имена героев. Пионерская организация бесплатно, массово обеспечивала советских детей внешкольным досугом с помощью своих всевозможных тематических кружков, клубов и дворцов пионеров.
Особое внимание уделялось оздоровлению детей, в школах существовали кабинеты и врачи-стоматологи, которые были закреплены за каждой отдельной школой, параллельно существовал медпункт. Летом школьники направлялись в загородные пионерские лагеря, созданные по типу санаторно-курортного летнего отдыха. Пионеры брали шефство над юными октябрятами.
С 14 лет пионеры принимались в комсомол. После окончания школы и поступления в среднее профессиональное, специальное, техническое или высшее учебное заведение (училище, лицей, техникум, университет, академию, институт) человек закреплялся в местной комсомольской ячейке своего учебного заведения и участвовал в общественной и культурной деятельности.
В школах комсомольцы брали шефство над пионерами, из комсомольцев формировался вожатский состав в летние пионерские лагеря, строительные студенческие отряды. После окончания учебного заведения комсомольцы обязательно по распределению — комсомольской путёвке — направлялись на работу по всей территории Советского Союза по своей специальности. По прибытии на место своей работы человек закреплялся за местной комсомольской ячейкой предприятия или организации и получал общежитие, впоследствии в установленном порядке очереди получал бесплатно квартиру от своего предприятия или организации или по комсомольской государственной жилищной программе молодёжный жилой комплекс (МЖК), созданной в 1971 году.

## Мнения о возможности сохранения СССР
Существуют мнения, согласно которым существовала возможность сохранения СССР вплоть до настоящего времени.
О. Д. Бакланов, бывший руководитель космической и оборонной промышленности СССР, министр общего машиностроения СССР, полагал, что, если бы Генеральным секретарём ЦК КПСС стал член Политбюро Г. В. Романов, считавшийся реальным кандидатом на этот пост, — то Советский Союз бы сохранился, хотя и в реформированном и обновлённом виде.

## СССР — сверхдержава
С 1945 года, после победы во Второй мировой войне, СССР наряду с США стал одной из двух сверхдержав. Это выражалось в создании просоветского блока стран в Восточной и Центральной Европе (де-факто сателлиты СССР). СССР имел значительное влияние на большое количество стран по всему миру, активно вмешивался во внутригосударственные и международные конфликты (Гражданская война в Китае, Корейская война, Война во Вьетнаме, подавление Венгерского восстания, ввод войск в Чехословакию, Афганская война), оказывал военную и экономическую поддержку своими союзникам по всему миру (Вьетнам, Ангола, Эфиопия, Египет, Куба), размещал свои вооружённые силы в других странах (группы советских войск в ГДР, Польше, Чехословакии, Венгрии, Монголии), обладал крупнейшими запасами ядерного оружия и широким спектром средств его доставки, крупным флотом, размещавшимся в разных частях мирового океана (Средиземноморская и Индийская эскадры ВМФ), обладал приоритетом в освоении космоса, 2-й по размерам экономикой мира.
По мнению историка Д. А. Волкогонова, «в результате разрушения царской империи возникла другая, неизмеримо более тираническая».

## Оценки роли СССР
Оценки роли СССР отличаются полярностью.

### В республиках бывшего СССР
В 1999 году, а затем в 2008 году Лукашенко оценил распад СССР как крупнейшую и величайшую «геополитическую катастрофу XX века».
25 апреля 2005 года президент России В. В. Путин в послании Федеральному Собранию Российской Федерации заявил:
Прежде всего следует признать, что крушение Советского Союза было крупнейшей геополитической катастрофой века. Для российского же народа оно стало настоящей драмой. Десятки миллионов наших сограждан и соотечественников оказались за пределами российской территории. Эпидемия распада к тому же перекинулась на саму Россию.
12 мая 2005 года Сейм Латвии принял «Декларацию об осуждении осуществлявшегося в Латвии тоталитарного коммунистического оккупационного режима Союза Советских Социалистических Республик», которая, в частности, гласит:

…Считая, что преступления тоталитарного коммунистического оккупационного режима СССР в Латвии являются частью совершённых тоталитарными режимами XX века бесчеловечных преступлений, которые не имеют и не могут иметь срок давности… отмечая то, что преступления национал-социалистического режима Германии расследованы и на международном уровне осуждены, виновные лица привлечены к ответственности, тогда как схожие преступления тоталитарного коммунистического режима СССР не расследованы и не получили международного осуждения… Саэйма Латвийской Республики декларирует: Латвийское государство осуждает осуществлявшийся в Латвии тоталитарный коммунистический оккупационный режим СССР; Латвийское государство также осуждает действия всех тех лиц, которые участвовали в осуществлении преступлений этого режима…— 
22 ноября 2008 года президент Украины Ющенко В. А., возложив полноту ответственности за массовый голод в начале 1930-х на «имперский, коммунистический, советский режим», призвал «Российскую Федерацию <…> осудить преступления сталинизма и тоталитарного Советского Союза», в частности, сказав:
Мы отвергаем наглую, кощунственную ложь о том, что обвиняем какой-нибудь народ в нашей трагедии. Это не так. Преступник — один. Это — имперский, коммунистический, советский режим.

### В других странах
Начиная с энциклики Папы римского Бенедикта XV в 1920 году Bonum Sana и заканчивая официальными документами Папы Пия XII (в частности, изданной им в декабре 1945 года энцикликой Orientales Omnes), коммунизм вообще и советский коммунизм в особенности неоднократно осуждался главами Святого престола.
25 января 2006 года Парламентская ассамблея Совета Европы (орган Совета Европы) в своей резолюции «Необходимость международного осуждения преступлений тоталитарных коммунистических режимов» (Резолюция Совета Европы 1481), принятой в развитие своей прежней Резолюции № 1096 (1996), осудила «массовые нарушения прав человека» в тоталитарных коммунистических режимах и, в частности, заявила:

Преступления оправдывались именем теории классовой борьбы и принципом диктатуры пролетариата. Интерпретация обоих принципов легитимизировала «ликвидацию» людей, которые считались вредными для построения нового общества и, как таковые, врагами тоталитарных коммунистических режимов. Значительное число жертв в каждой затронутой стране были её собственные граждане. Таковое особенно справедливо в отношении народов бывшего СССР, которые значительно превосходят иные народы по числу жертв.
Оригинальный текст (англ.)The crimes were justified in the name of the class struggle theory and the principle of dictatorship of the proletariat. The interpretation of both principles legitimized the “elimination” of people who were considered harmful to the construction of a new society and, as such, enemies of the totalitarian communist regimes. A vast number of victims in every country concerned were its own nationals. It was the case particularly of the peoples of the former USSR who by far outnumbered other peoples in terms of the number of victims.

### Положительная оценка
В 1959 году доктором Мэндерсом были отмечены беспрецедентные в мировой истории по своим масштабам успехи СССР в системе образования:

Когда Советский Союз был образован немногим менее 40 лет назад государству пришлось столкнуться с огромными трудностями. Государство отставало в образовании и других социальных сферах, неграмотность была широко распространена. Сорок лет назад безнадёжно не хватало обученных кадров, чтобы вывести советский народ из трудной ситуации, а сегодня СССР оспаривает право США на мировое господство. Это достижение, которому нет равных в мировой истории.
Оригинальный текст (англ.)When the Soviet Union came into being just over 40 years ago the country had to face enormous difficulties. In education and other social services the country was backward. The supply forty years ago of trained personnel to lead the Soviet people out of their difficulties was apparently hopelessly inadeguate, yet today the USSR challenges the USA for world supremacy. This achievement is one that beare comparison with any of modern times.

Согласно некоторым западным исследователям (L. Cook) социалистическая модель государства, построенная в СССР и соцстранах Центральной и Восточной Европы проигрывала западной модели государства всеобщего благосостояния по уровню предоставлявшихся благ, но значительно превосходила западные модели по широте охвата и способностью обеспечить базовые потребности людей.

## Ностальгия по СССР
Ностальгия по Советскому Союзу, получившая распространение на фоне проблем в большинстве бывших советских республик на рубеже XX—XXI веков, на 2013 год охватывала, по данным центра ВЦИОМ, 56 % россиян. Вместе с тем, рассматривая период с 1991 по 2013 годы, ведущие социологические центры в России и странах СНГ выявили тенденцию к снижению процента таковых респондентов и соответствующее увеличение отрицательно настроенных к СССР опрашиваемых. Эта тенденция изменилась в 2014 году. В декабре 2018 года число россиян, сожалеющих о распаде Советского Союза, по данным Левада-Центра, достигло максимума за последнее десятилетие и составило 66 % респондентов; в 2017 году таких респондентов было 58 %.По данным исследователей (2016 год), в 9 из 11 государств бывшего СССР большинство населения старше 35 лет (заставшее жизнь в СССР) полагает, что в СССР жизнь была лучше, чем в последующий период после его распада. Положительно оценивают жизнь после распада СССР только жители Узбекистана и Таджикистана. Ностальгия по СССР вызывает у гражданских масс полярное отношение. Большинство положительно настроенных элементов представляют собой людей среднего и старшего возраста (от 35 лет), заставших эпоху либо хрущёвской оттепели, либо социалистического застоя. Среди этой возрастной категории считающие жизнь в СССР лучше составляют 65 %. Среди молодёжи (до 30 лет) большинство (63 %) считает, что в современной России жизнь лучше, чем в СССР.
По мнению социолога Льва Гудкова, ностальгия по СССР и идеализация советского времени с его мифами о справедливости и равенстве являются единственным нецензурированным способом выразить недовольство положением вещей в современной российском обществе. Отсутствие новых идей будущего и целей развития у государства вынуждает общество апеллировать к прошлому в контексте «не менять нынешнюю ситуацию, а восстановить прошлую». Советские мифы в собственной интерпретации также используются властями для обоснования своей агрессивной внешней политики, легитимации политики централизации власти и устранения плюрализма в обществе.
В 1996 году Государственная Дума Российской Федерации приняла Постановление ГД ФС РФ от 15.03.1996 № 156-II ГД «Об углублении интеграции народов, объединявшихся в Союз ССР, и отмене Постановления Верховного Совета РСФСР от 12 декабря 1991 года „О денонсации Договора об образовании СССР“» и приняла Постановление ГД ФС РФ от 15.03.1996 № 157-II ГД «О юридической силе для Российской Федерации — России результатов референдума СССР 17 марта 1991 г. по вопросу о сохранении Союза ССР».
В конце 2004 года из России начал вещание русскоязычный спутниковый телеканал «Ностальгия», тематика которого — видеоархивы Центрального телевидения Гостелерадио СССР и собственные передачи, тематика которых посвящена СССР.

### Попытки оспорить роспуск СССР в судебном порядке
В сентябре 1992 года группа народных депутатов РСФСР во главе с Сергеем Бабуриным направила в Конституционный суд Российской Федерации ходатайство о проверке конституционности постановлений Верховного Совета РСФСР от 12 декабря 1991 года «О ратификации Соглашения о создании Содружества Независимых Государств» и «О денонсации Договора об образовании СССР». Это обращение так и не было рассмотрено из-за силового разгона Съезда народных депутатов Российской Федерации (РСФСР) в октябре 1993 года (накануне этих событий суд готовился к рассмотрению этого ходатайства).

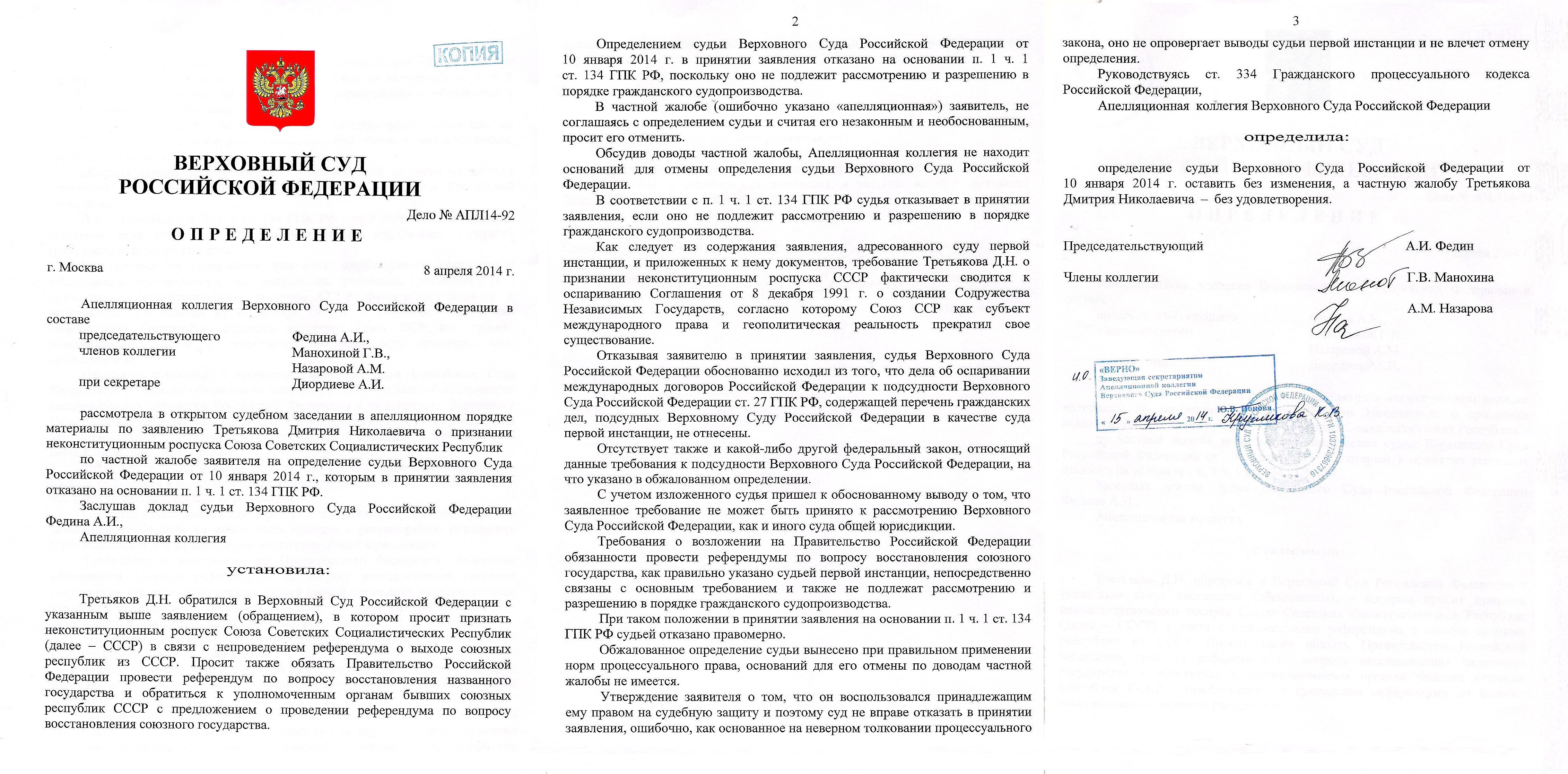
Определение апелляционной коллегии Верховного Суда РФ
от 8 апреля 2014 г.

В 2014 году по инициативе жителя Тольятти Дмитрия Третьякова были инициированы попытки через суды признать неконституционным роспуск СССР с требованием обязать Правительство Российской Федерации обратиться с предложением к бывшим советским республикам о проведении референдума.

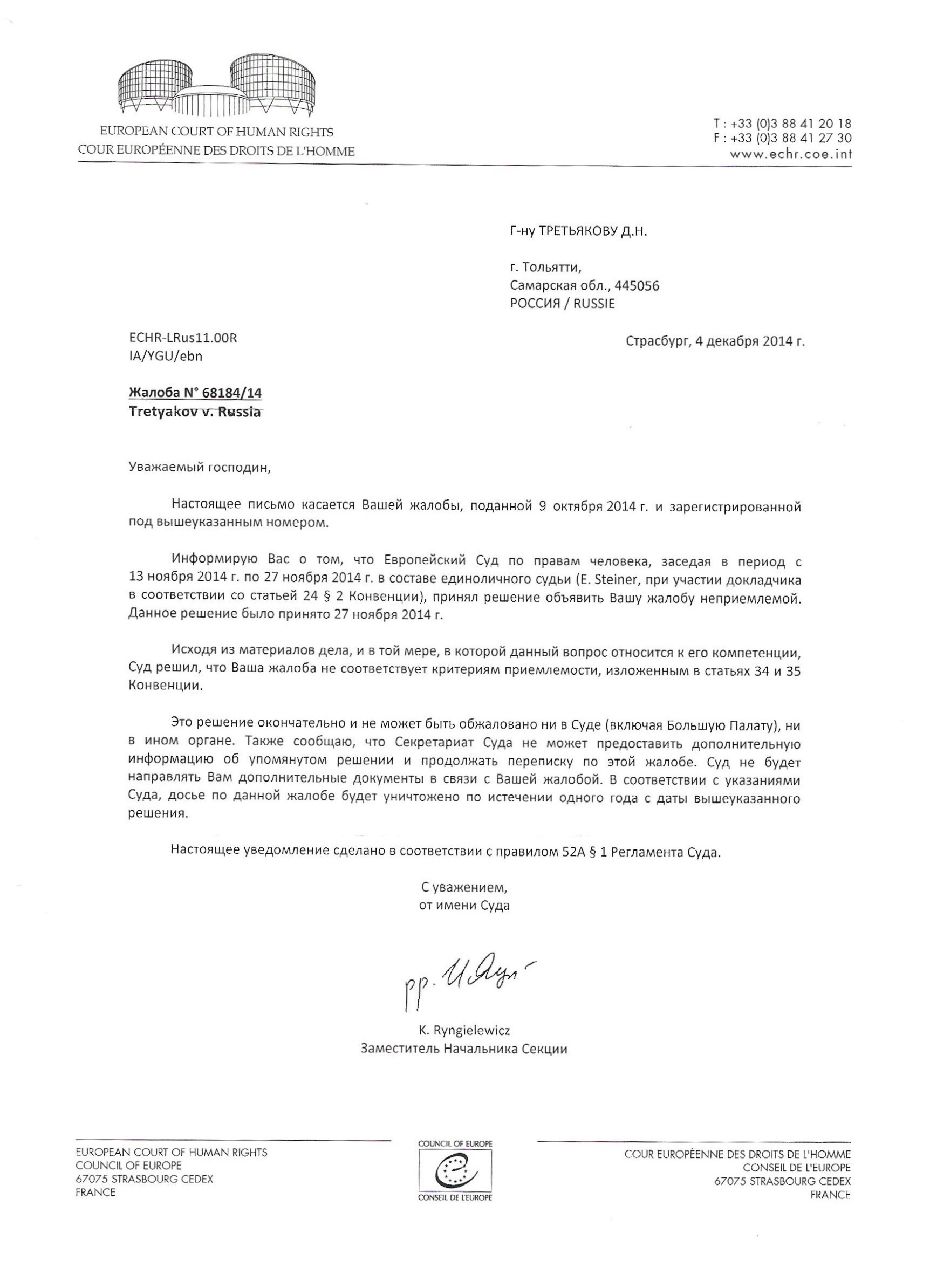
Решение № 68184/14 от 27.11.2014 г. Европейского суда по правам человека

10 января 2014 года Верховный суд России судебным определением отказался рассматривать исковое заявление, сославшись на ст. 134 п. 1 ГПК РФ «(оспаривающиеся акты не затрагивают права и свободы или законные интересы заявителя)». 8 апреля 2014 года апелляционная коллегия Верховного суда РФ оставила решение первой инстанции без изменений.

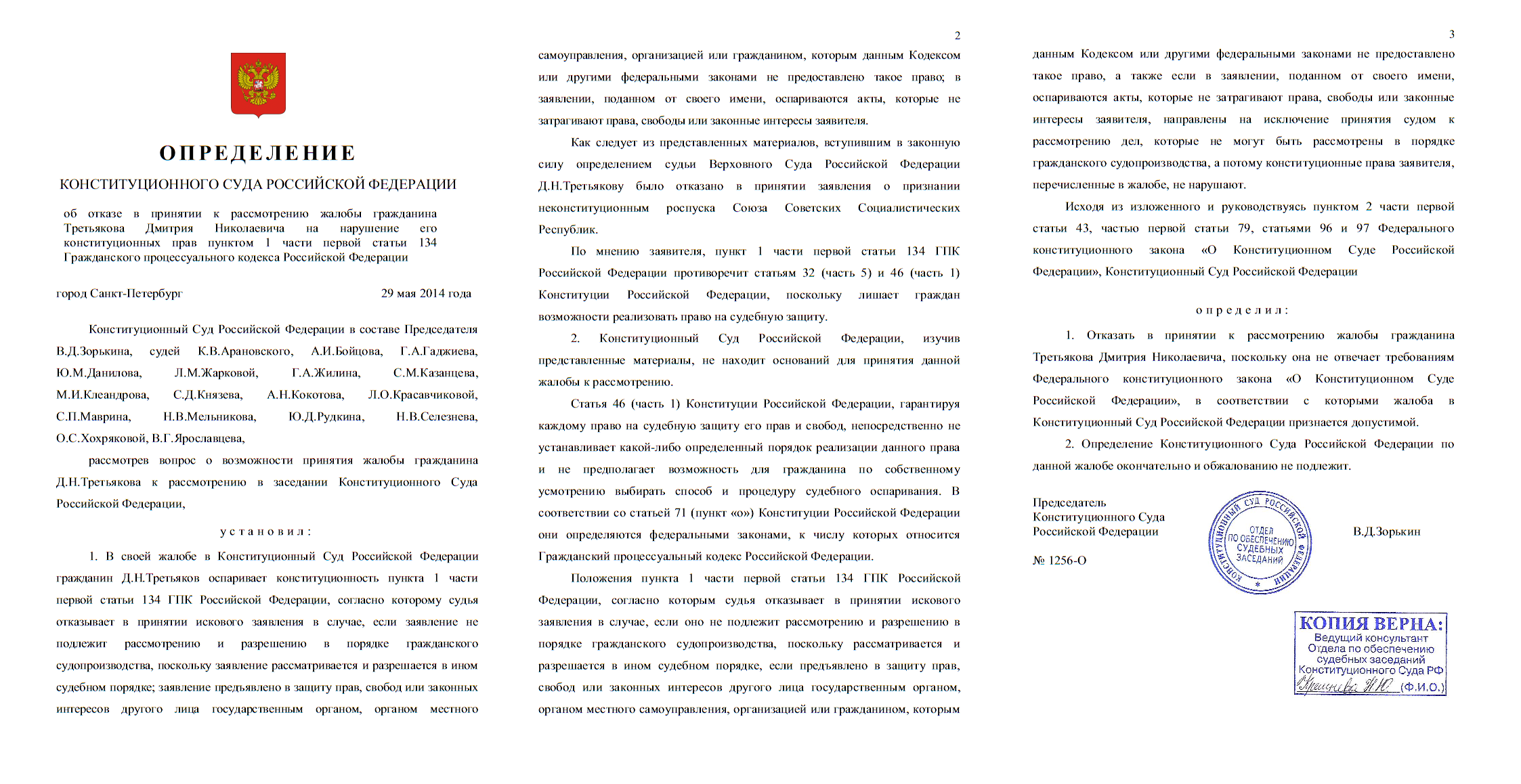
Определение Конституционного Суда РФ от 29 мая 2014 г.

29 мая 2014 Конституционным Судом России в составе 18 судей конституционного суда под председательством В. Д. Зорькина было вынесено определение об отказе в рассмотрении жалобы, решение которого окончательно и обжалованию не подлежит.
27 ноября 2014 года Европейский суд по правам человека под председательством судьи Элеоноры Штейнер отказался рассматривать жалобу россиянина, сообщив также, что решение Суда окончательно и не может быть обжаловано ни в Суде (включая Большую Палату), ни в ином органе. В соответствии с указаниями Суда, досье по данной жалобе было уничтожено по истечении одного года.